# Histoire du Canada

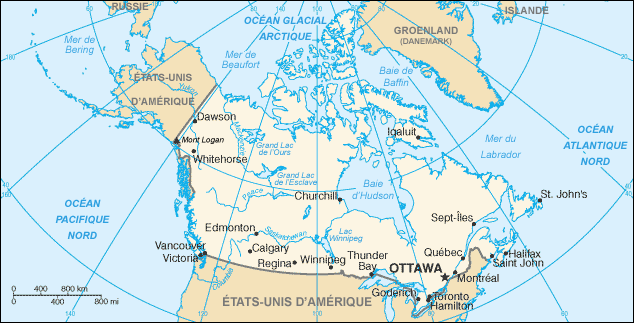
Carte plane du Canada au présent

L'histoire du Canada aborde le Canada, monarchie constitutionnelle qui occupe la partie septentrionale du continent nord-américain, sous un angle historique, depuis ses origines jusqu'à nos jours.
Habité depuis des millénaires par les Autochtones (peuples autochtones), le Canada a évolué à partir d'un groupe de colonies européennes en une monarchie officiellement bilingue (anglais et français) et multiculturelle depuis 1971. Les Français ont commencé à explorer à partir de 1534 et ont commencé à coloniser les rives du Saint-Laurent en 1608, sur un territoire qu'ils ont nommé la Nouvelle-France (1534-1763). Les Britanniques commencèrent à explorer les côtes en 1534 et débutèrent la colonisation à Terre-Neuve en 1583. Par la suite, ils ont conquis le Canada en 1759 et l'ont renommé Province de Québec.
Les colonies de l'Amérique du Nord britannique ont formé en 1867 une fédération appelée Dominion du Canada, lequel a obtenu la souveraineté d'une manière graduelle, à travers un processus s'étalant de la Confédération en 1867 jusqu'au rapatriement de la Constitution en 1982. Depuis, le Canada possède une constitution propre, c'est-à-dire qui n'est pas définie par une loi du Parlement du Royaume-Uni.
Pour une superficie de près de 10 millions de km2, la population du Canada en 2024 est d'environ 40 millions de Canadiennes et Canadiens, contre 30 en 1998, 20 en 1966, 10 en 1927, 8 en 1915, et auparavant 5,5 en 1900, 2,5 vers 1850.

## Histoire géologique

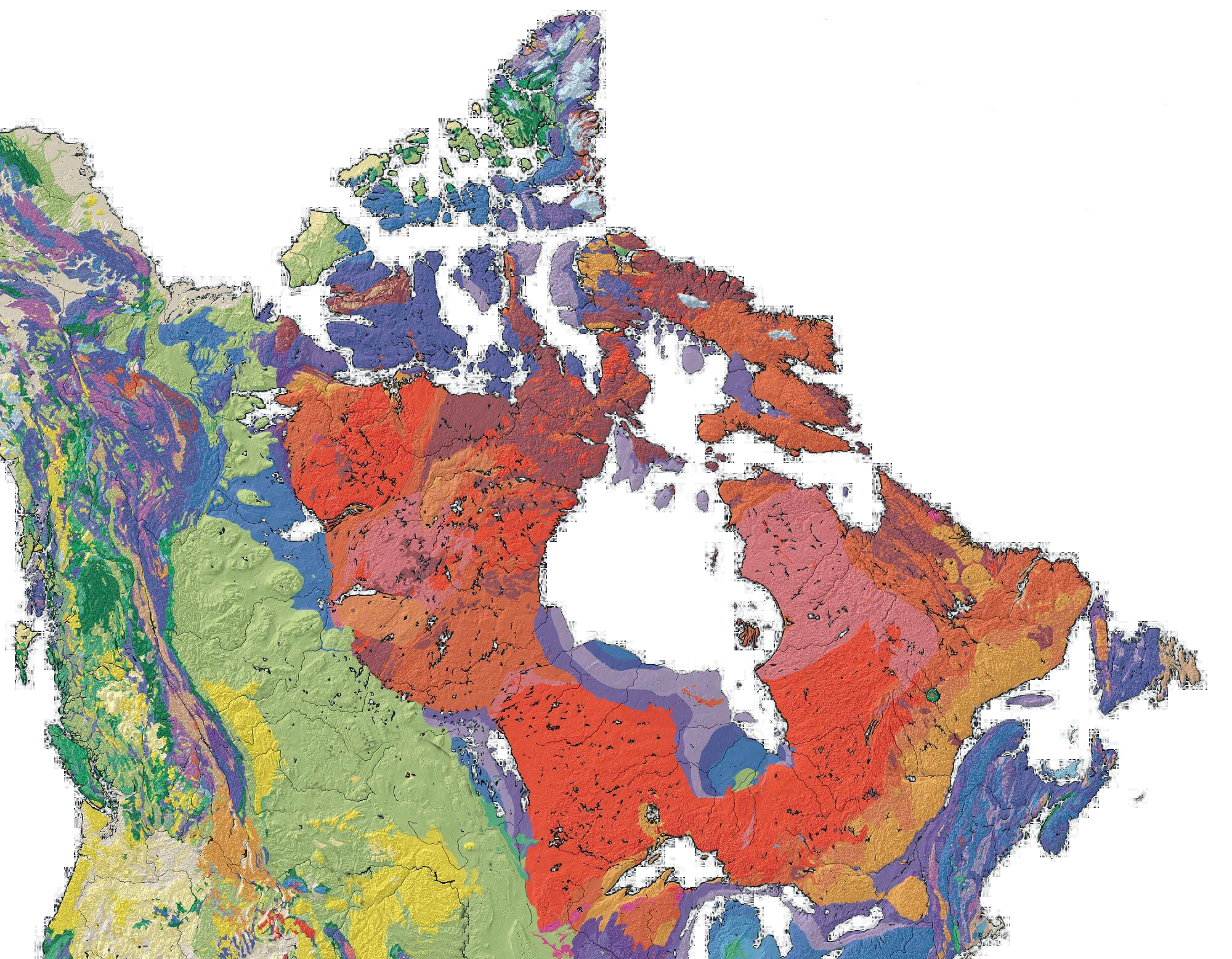
Carte géologique du Canada, avec le bouclier canadien (en rouge), hautes terres entourant la baie d'Hudson, et au sud-est la province de Grenville (bande brune) et les Appalaches (en bleu).

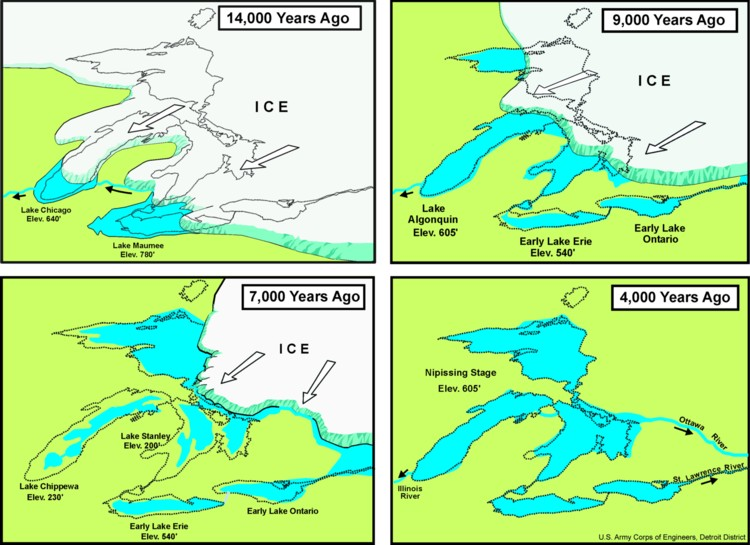
Glaciations et lacs glaciaires.

Tandis que la Pangée n'est encore qu'un immense territoire, à l'ère paléozoïque, la formation et le développement de la chaîne de montagnes des Appalaches débute dès la période dévonienne, il y a 410 millions d'années.
Après la division de la Pangée au début de l'ère mésozoïque, la partie septentrionale de celle-ci, la Laurasie - (Laur)entien + Eur(asie), se divisa en deux lors de la période jurassique. La partie occidentale forma ce qui devint plus tard l'Amérique du Nord et dériva pendant plusieurs millions d'années jusqu'à son emplacement actuel. Puis, la formation des montagnes rocheuses commença il y a 138& millions d'années lors de la période crétacé. C'est à la fin de cette même période que la Terre assista à l'extinction massive des animaux, dont les dinosaures. Les réserves de pétrole commencèrent à se former par la suite surtout en Alberta pour devenir plus tard l'une des principales ressources économiques du Canada.
Puis, il faut attendre la fin de la période tertiaire de l'ère cénozoïque il y a 5 millions d'années pour que débute la formation de la calotte polaire recouvrant le Nord du Canada. Vers la fin de cette période, le climat commença à se refroidir ouvrant ainsi la porte à une ère glaciaire et à une migration des mammifères entre continents. Mais ce n'est que pendant la période quaternaire, il y a 1,6 million d'années, que le climat devint excessivement froid et que les variations du niveau de la mer provoquèrent l'apparition des Grands Lacs, du lac Champlain, du fleuve Saint-Laurent, d'autres grands lacs et ce, en plus du Plateau laurentien. Quant au développement et à la migration de l'humain moderne, ceux-ci ne commencèrent qu'à l'époque holocène il y a 10 000 ans. À cette époque, le climat se réchauffa et devint plus sec, favorisant ainsi la fonte des glaces.

## De la Préhistoire aux premières explorations européennes (de26 500av. J.-C.auXVIesiècle)

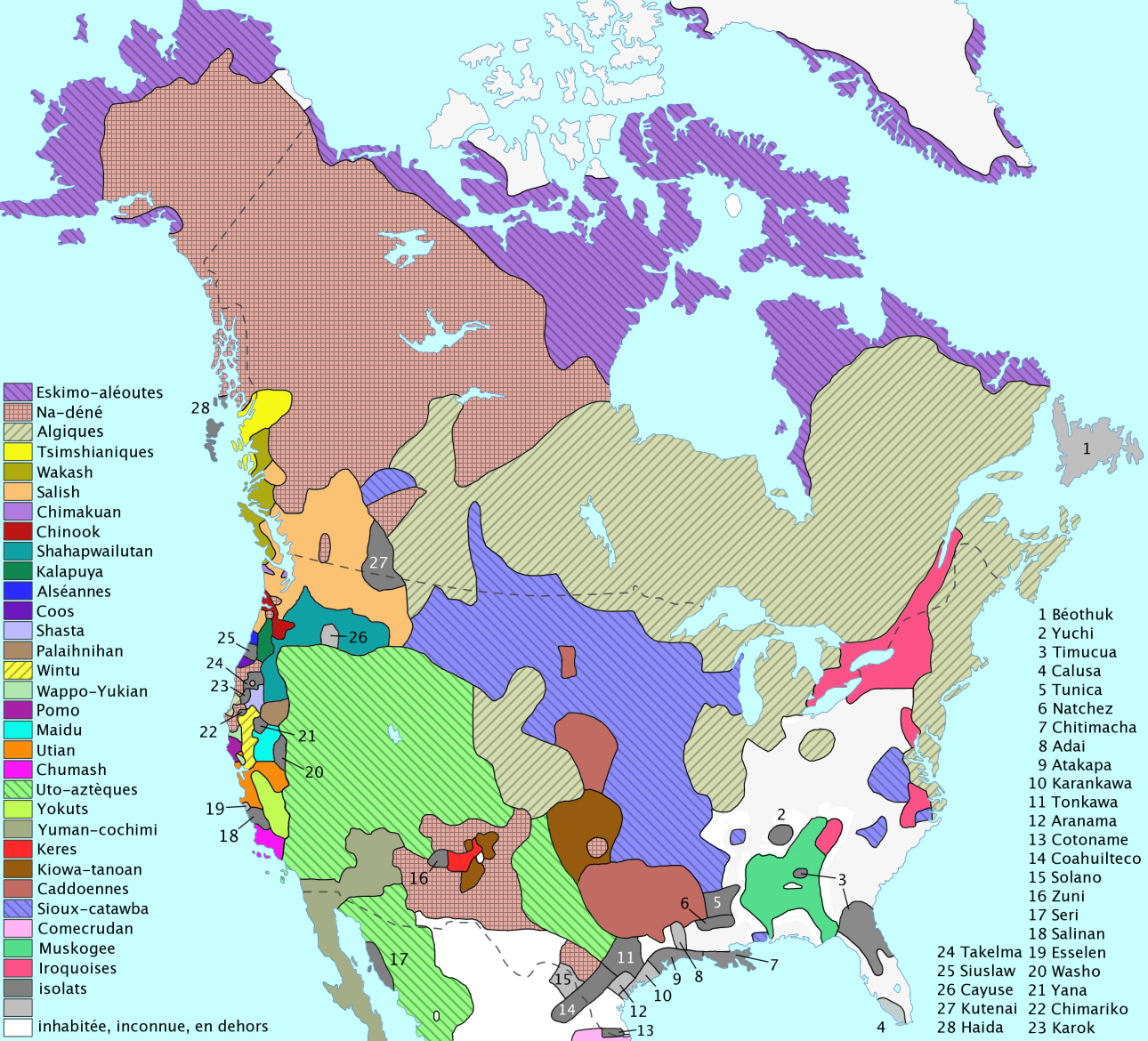
Familles de langues en Amérique du Nord, et isolats.

Alors que peu de documents attestent de leur présence, des fouilles archéologiques font remonter la présence des peuples autochtones sur le territoire du Canada à plus de 26 500 av. J.-C. dans le nord du Yukon et à 9 500 av. J.-C. dans le sud de l'Ontario. Ainsi, certaines régions du territoire actuel du Canada sont habitées par les peuples amérindiens et inuit depuis des temps immémoriaux. Ces peuples autochtones seraient arrivés en Amérique grâce à leur migration par l'isthme de la Béringie entre l'Alaska et la Sibérie orientale, à une époque d'intense glaciation.
Le Canada a été peuplé par les ancêtres des Amérindiens au Canada, soit les peuples amérindiens il y a environ dix mille ans, et les peuples Inuits il y a deux mille ans. Selon les estimations de certains anthropologues, le nombre d'Amérindiens installés à l'intérieur des frontières actuelles des États-Unis pouvait varier entre deux et dix-huit millions de personnes, et même quarante millions pour d'autres. La marge de l'écart paraît donc considérable. Pour l'Amérique du Nord, les historiens retiennent généralement le nombre le plus bas, soit deux millions, sans toutefois justifier leur choix. En vertu de cette hypothèse, on estimerait à environ 1,7 million la population autochtone du territoire américain au début du XVIe siècle, car il faut soustraire la population indigène vivant au Canada, qui se chiffrait à moins de 300 000 personnes. Ainsi, selon cette même hypothèse, la population d'origine, dans le territoire qui est aujourd'hui les États-Unis, comptait au moins un million d'habitants.
Tant les Premières Nations que les Inuits vivaient essentiellement de la chasse, de la pêche et du piégeage. Chaque peuple était organisé dans des régions spécifiques et possédait ses propres caractéristiques culturelles, toutes liées à la nature. L'animisme était cependant la religion principale de l'ensemble des peuples autochtones.

## Explorations européennes et vies autochtones

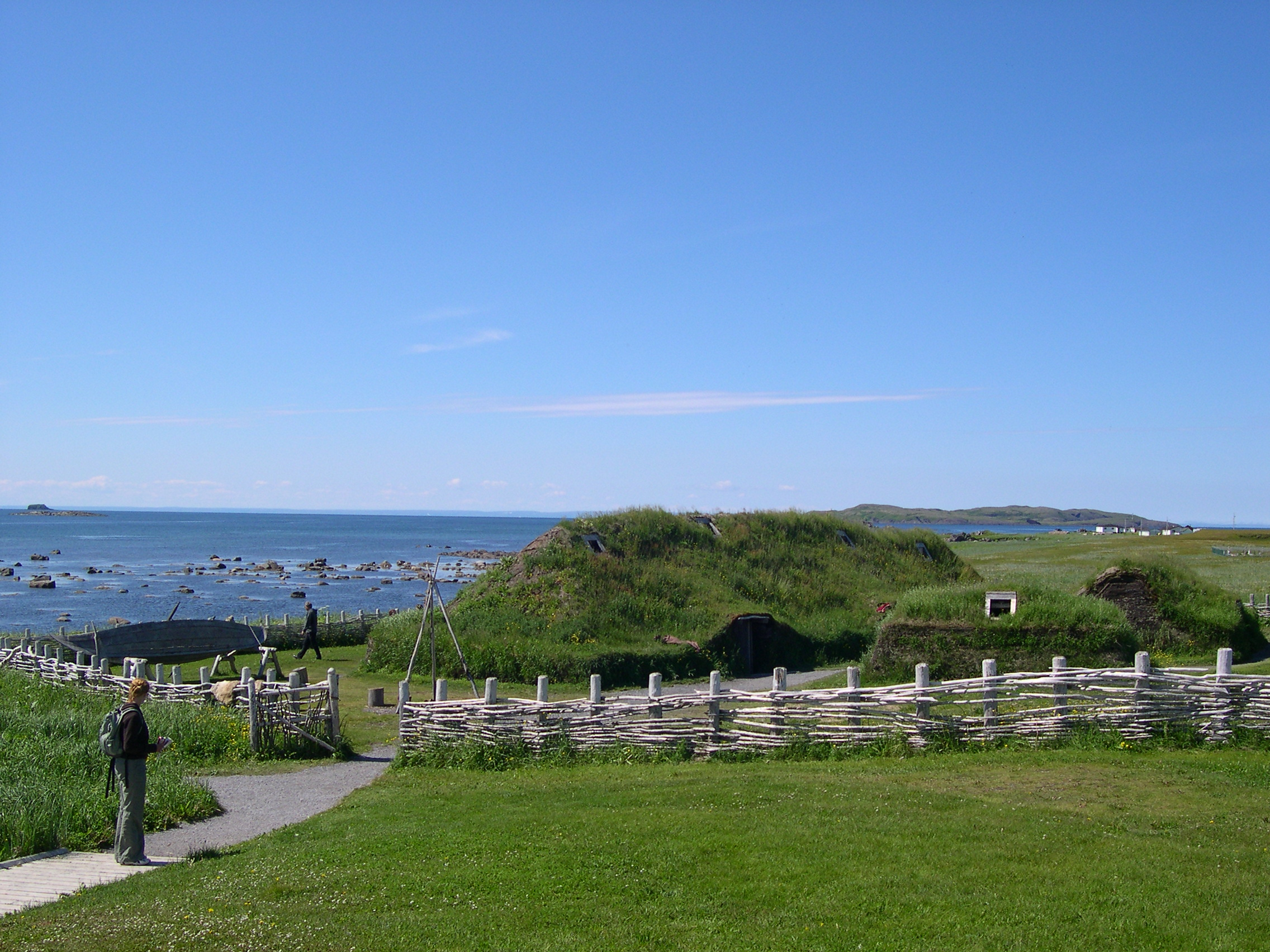
Colonisation Viking sur le site de L'Anse aux Meadows

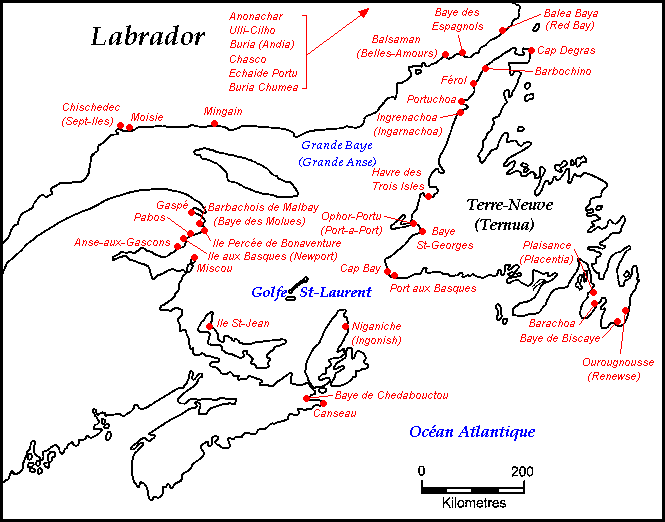
Sites de pêche des Basques

Vers l'an 1000, les Vikings établissent un village à L'Anse aux Meadows mais ne peuvent s'y maintenir : colonies vikings en Amérique, Vinland (Terre-Neuve), Markland (Labrador). 
Ce sont de fait les premiers Européens à découvrir l'Amérique, cinq siècles avant Christophe Colomb. 
Mark Kurlansky rapporte qu'ensuite, au XVe siècle, les Basques viennent y pêcher la baleine et la morue, avec au moins neuf avant-postes de pêche établis au Labrador et à Terre-Neuve. 
Le plus grand établissement était à Red Bay avec environ 900 personnes. 
En 1412, les Islandais notent la présence d’une vingtaine de baleinières basques situées à 500 miles à l'ouest de Grundarfjörður.
Des pêcheurs Européens, principalement les Bretons, Portugais et les Espagnols, font plus tard de nombreuses visites en suivant les bancs de poissons à Terre-Neuve. Les couronnes anglaises et françaises envoient des expéditions en Amérique du Nord (Jehan Denis, Thomas Aubert), notamment pour chercher un chemin vers les Indes et également cartographier les zones de pêches du golfe du Saint-Laurent. 
Les Français installent des forts permanents et fondent le Canada.
À l’arrivée des Européens au XVIe siècle, les tribus indigènes forment au Canada un peuplement clairsemé, sauf dans la péninsule ontarienne ou ses abords. 
Elles pratiquent une grande diversité de langues sans origines communes. 
La langue algonquine et la langue déné ou « athapaskan » sont les plus parlées. 
Aucune de ces tribus n'est exclusivement nomade ; plusieurs dépendent principalement de la chasse et suivent les déplacements des troupeaux de cervidés. 
Par contre, quelques-unes se distinguent par la prédominance de l’agriculture dans leur économie et par la stabilité relative de leur habitat. 
Elles représentent les sociétés les plus organisées et sont représentées par le groupe apparenté des Hurons et des Neutres (autour des lacs Erié et Ontario) et des Iroquois plus au sud dans l'actuel État de New York. 
Hurons et Iroquois pratiquent l’agriculture (maïs, haricots, citrouilles, tournesol et tabac), la chasse et la guerre. 
Ils édifient des villages plus ou moins temporaires, parfois enclos de palissades où ils accumulent des provisions alimentaires. 
Chaque année, ils les abandonnent pendant trois à quatre mois pour s’adonner à la chasse, à la pêche et au commerce. 
Quand le bois devient trop rare ou le sol trop pauvre, les tribus les quittent définitivement.
Sur la côte ouest, on retrouve quelques tribus qui sont les plus sédentaires s'appuyant complètement sur l'économie pastorale. 
Certaines tribus du Pacifique (Tlingits, Haïdas, Tsimshians, Kwakiutl…) accomplissent des migrations saisonnières pour se procurer du gibier et surtout du poisson (saumon, flétan, hareng, eulakane) ou des phoques. 
Elles sont organisées en villages de rondins, groupées en clans puis en fratries dans certaines tribus, mais le village assume le rôle politique essentiel. 
Les cérémonies religieuses et les activités sociales tiennent une place particulièrement importante, ce qui explique la puissance des sociétés secrètes.
Les tribus nomades sont généralement moins organisées, à l’exception de celles des Rocheuses ou des plateaux intérieurs (Chilcotin, Carrier, Tahltan), organisés comme les tribus du Pacifique. 
Les peuples des zones boisées (Micmacs, Malecite à l’Est, Montagnais, Naskapi, Ojibwa et Cree sur le bouclier), qui appartiennent à la famille des langues algonquiennes, suivent les déplacements du gibier et sont organisés en bandes plus ou moins nombreuses, dirigées par des chefs sans grands pouvoirs (en raison de la délimitation des territoires de chasse et des guerres). Seuls les Ojibwa, moins dispersés, ont une organisation moins élémentaire. 
Celle-ci s’affaiblit vers la limite extrême de la forêt et des Barren Grounds (Chipewyan) et dans les Rocheuses (Salish, Kootenay) où seul le père de famille détient l’autorité.
Les Indiens de la Prairie, fréquemment appelés à former des concentrations importantes (pour pratiquer la chasse au bison et la guerre), jouissent d’une organisation plus complète. Les Cree des plaines et les Assiniboine se heurtent en permanence aux groupes issus des Pieds-Noirs, Piegan, Sarsi et Gens du Sang. Les tribus se dispersent durant l’hiver, mais se réunissent en été pour poursuivre les troupeaux de bisons et se garder contre leurs ennemis. 
Des chefs et des conseils sont préposés à la conduite des tribus. 
Il existe une force de police qui veille au maintien de l’ordre et à l’application des décisions et des règlements établis par les Conseils.
Alors basés sur l'île de Terre-Neuve, les Béothuks sont la première nation autochtone à entrer en contact avec les Européens venus fouler le sol de l'Amérique. 
Ils sont à l'origine de l'expression Peaux rouges, laquelle sera par la suite généralisée aux autres nations amérindiennes de l'Amérique du Nord. 
De par leur isolement des autres peuples autochtones, les Inuits sont quant à eux davantage connus seulement à la fin du XIXe et début du XXe siècle, lorsque des explorateurs canadiens-français vont à leur rencontre dans le Grand nord. 
Ils sont alors connus sous le nom d'Esquimaux.

### Religions pratiquées

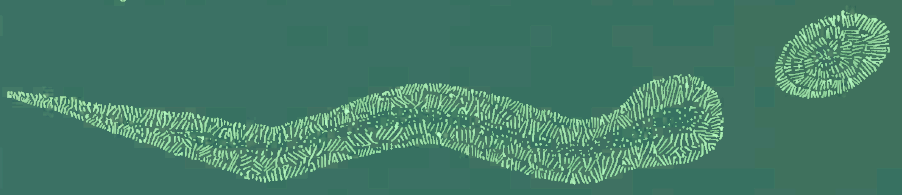
Tumulus Serpent, Rivière Otonabee (Ontario), lieu historique national du Canada

La religion des tribus autochtones du Canada est de manière générale réduite à l’adoration des forces de la nature simplifiée parfois par la croyance en un dieu suprême : le Grand Manitou. 
Les tribus les plus sédentaires font une place considérable aux divinités et aux cérémonies religieuses liées à la vie agricole. 
D'ailleurs les femmes, qui assument les travaux agricoles, jouent un rôle particulièrement actif dans le gouvernement et l’organisation familiale. 
La société Iroquoise possède une organisation comparée par Charles Aubert de La Chesnaye à celles des « républiques d’Europe », formée de « familles maternelles », de clans, de fratries, de tribus, unies à leur tour dans une ligue.

### D'Ericson à Colomb (990-1492)

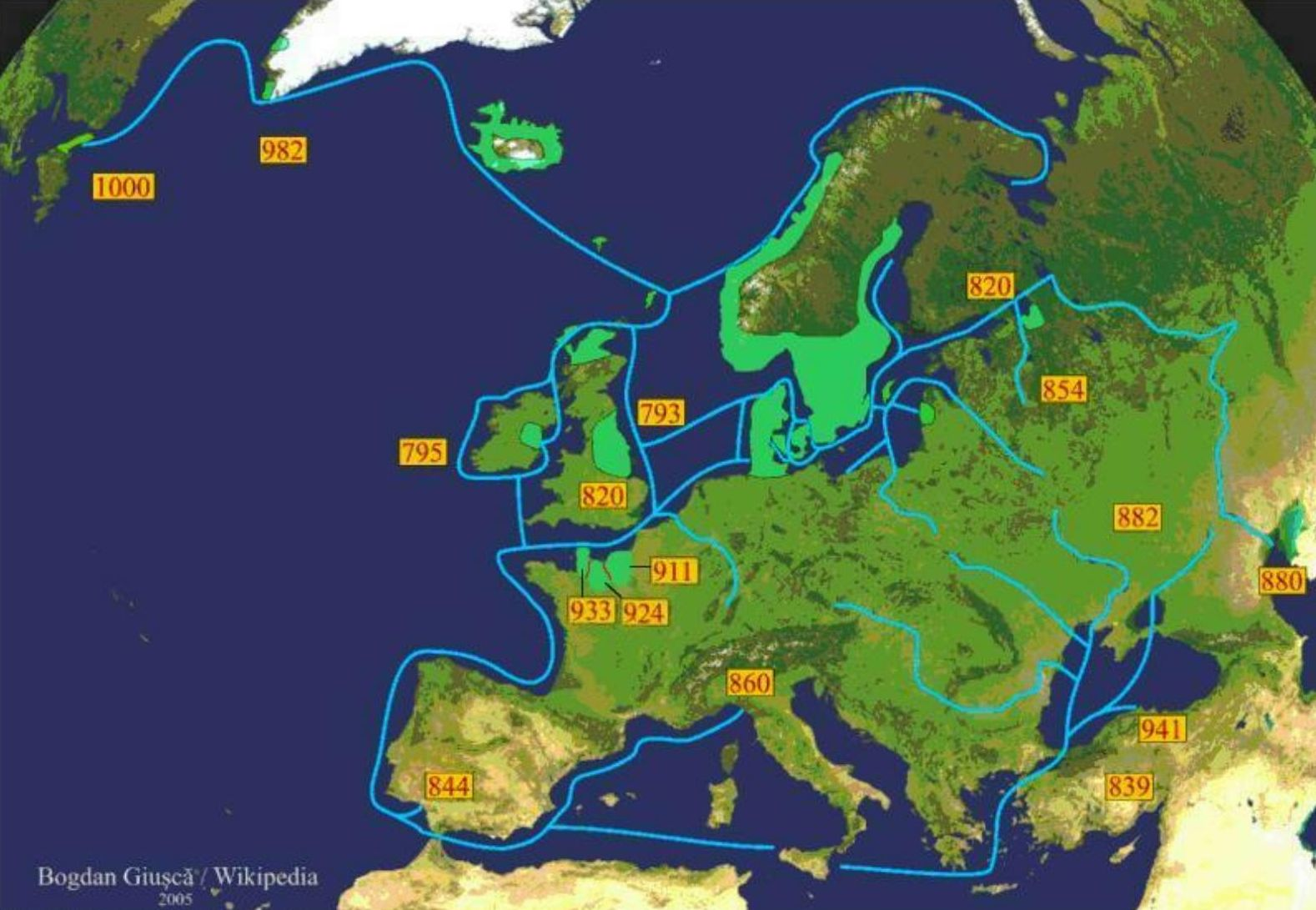
Itinéraires vikings

Les premières explorations européennes commencent quant à elles sur les côtes du Labrador et de l'île de Terre-Neuve, lesquelles sont visitées par les Vikings, les Normands et probablement les Basques depuis le 1er millénaire. L'explorateur islandais Leif Erikson serait en fait le premier Européen à visiter l'Est du territoire actuel du Canada (île de Terre-Neuve) aux alentours de l'année 990 après que le navigateur islandais Bjarni Herjólfsson l'a aperçu quelques années auparavant, selon la saga d'Erik le Rouge,. Les vestiges du village qu'il érige peuvent être retrouvés à L'Anse aux Meadows sur l'île de Terre-Neuve alors qu'il nomme trois contrées s'étendant de l'île de Baffin à l'île de Terre-Neuve en passant par le Labrador : Helluland, Markland et Vinland (L'Anse aux Meadows).
Par la suite, il semble que les Basques viennent pêcher sur les grands bancs de morue au large de l'île de Terre-Neuve pendant près d'un demi-siècle. 
Ces derniers fondent entre autres, après la redécouverte par Christophe Colomb, la colonie de Plaisance qui va s'étendre sur les îles Saint-Pierre-et-Miquelon et laquelle devenir plus tard un refuge pour les pêcheurs français en plus d'une colonie satellite pour l'Acadie et le Canada.

### Les débuts de la découverte moderne (1492-1534)
L'explorateur portugais João Fernandes Lavrador longe quant à lui le littoral du Labrador actuel (nommé en son honneur) et le cartographie vers 1500 en compagnie de l'explorateur Pêro de Barcelos, mais sans prise de possession des
terres. Dans les faits, la carte dessinée est à l'origine du conflit frontalier du Labrador, lequel oppose encore aujourd'hui le Québec à Terre-Neuve-et-Labrador quant au droit de propriété d'une partie du territoire actuellement occupé par le Labrador. Alors que le Québec soutient que le territoire du Labrador ne repose que sur une bande d'une largeur d'un mille sur le littoral de la mer du Labrador, la province de Terre-Neuve-et-Labrador considère qu'il s'étend jusqu'à la ligne de partage des eaux (frontière actuelle délimitée par le Comité judiciaire du Conseil privé de Londres en 1927).
À la recherche du Passage du Nord-Ouest, les explorateurs vénitiens Giovanni Caboto, dit Jean Cabot et son fils Sébastien avaient débarqué à Bonavista (Terre-Neuve) en 1497 pour le compte du roi Henri VII d'Angleterre. Cabot fut peut-être influencé par les récits des frères vénitiens Zeno d'un voyage au nord-ouest et les cartes fantasques qui montrèrent des pays comme « Frislanda » . D'autre part, l'explorateur portugais Gaspar Corte-Real visite quant à lui l'île de Terre-Neuve en 1500, mais retourne au Portugal après avoir capturé des esclaves amérindiens. Les territoires qui forment Terre-Neuve ne seront cependant intégrés au Canada qu'en 1949 pour former la province actuelle de Terre-Neuve-et-Labrador en dépit du fait que le territoire du Labrador était une ancienne possession française et faisait partie intégrante du Canada au XVIIIe siècle.
Le Canada, proprement dit, réfère à l'origine à un peuplement français situé sur le territoire de la ville actuelle de Québec et, en tant que colonie française, il constituait une des provinces de la Nouvelle-France. La colonie est fondée le long des berges du fleuve Saint-Laurent en 1534 lors de la découverte du Québec par Jacques Cartier et du développement de relations diplomatiques avec les Amérindiens de la région, puis il faut attendre Tadoussac en 1600 pour y réussir le premier établissement d'un fort français permanent, origine du village actuel du même nom à l'embouchure de la rivière Saguenay. Les colons français qui peuplent le Canada proviennent principalement des anciennes provinces de France qu'étaient la Bretagne, la Normandie, le Poitou et la Saintonge, alors que les filles du Roy et quelques dignitaires arrivent directement d'Île-de-France et de l'Orléanais .

### L'exploration

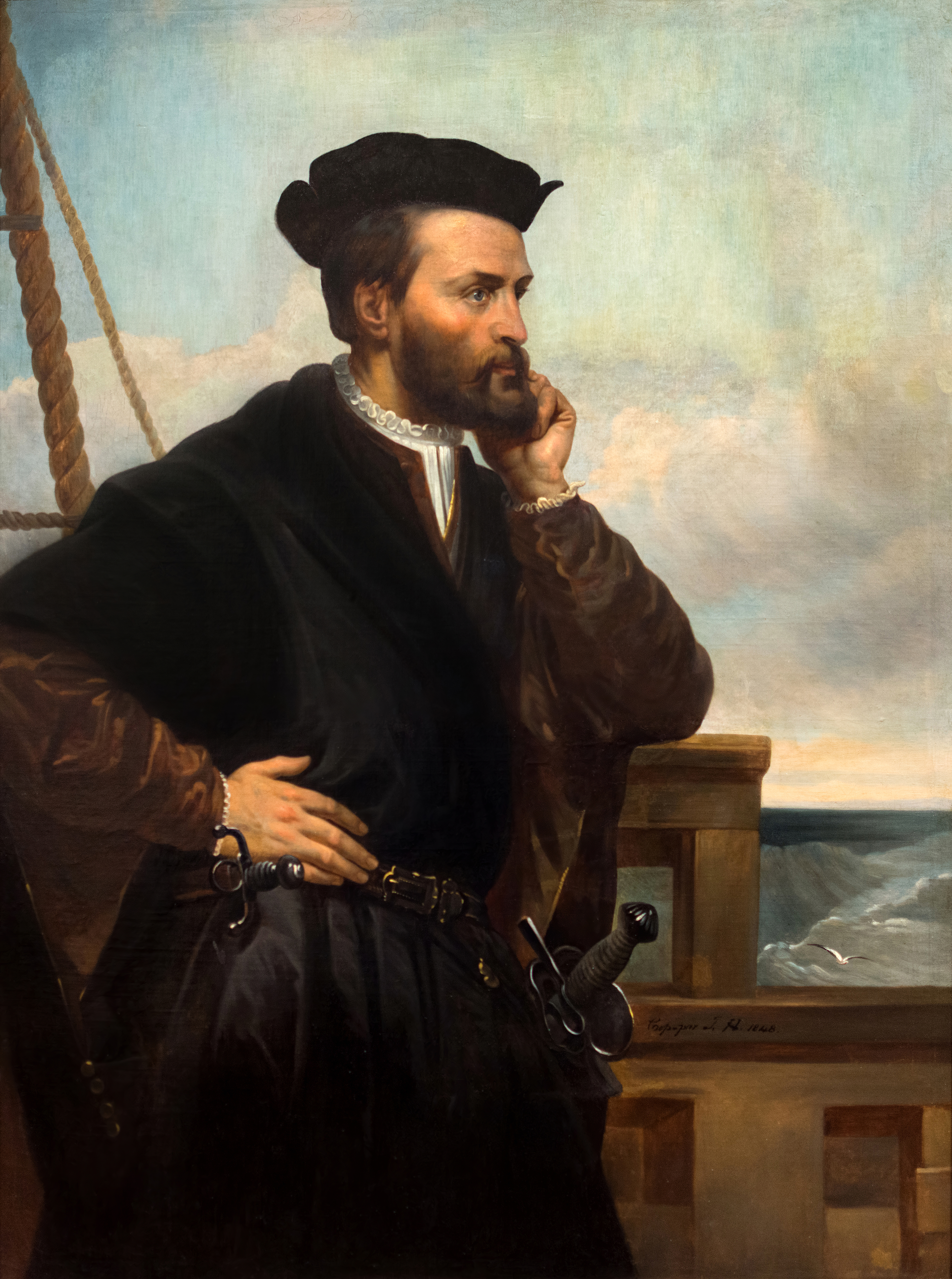
Jacques Cartier, explorateur français, arrive à Gaspé en 1534.

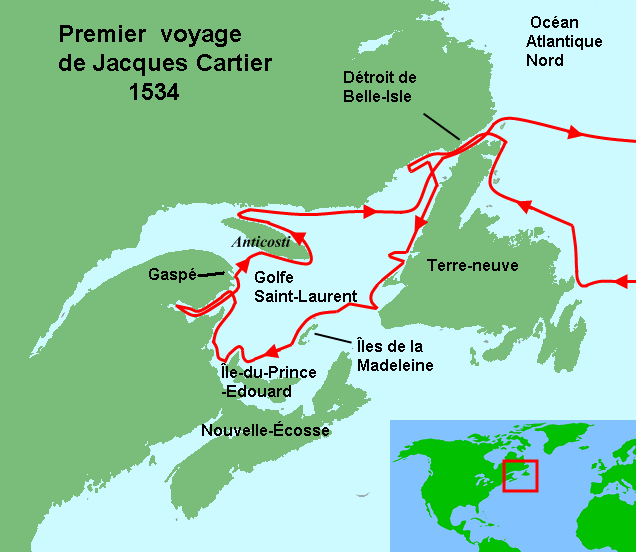
Premier voyage de Jacques Cartier, 1534

De Saint-Malo sur les côtes armoricaines à bord de deux navires, Jacques Cartier et son équipage de 61 hommes se dirigent vers le Nouveau Monde où ils visitent Terre-Neuve, le Golfe du Saint-Laurent, les Îles de la Madeleine ainsi que l'Île-du-Prince-Édouard. Puis finalement, Cartier débarque en 1534 à Gaspé (surnommé le « Berceau du Canada-français »), y plante une croix et prend possession de la terre au nom du roi de France, François Ier. Ainsi, Jacques Cartier devient le deuxième mandataire du roi de France à venir en Amérique à la suite du voyage de Giovanni da Verrazzano en 1524, lequel longe le littoral s'étendant de la Floride à la Nouvelle-Écosse et qui devient le premier à utiliser la dénomination « Nouvelle-France ».
Lors de son second voyage, en 1535, à bord de la Grande Hermine (la Petite Hermine et l' Émérillon complètent ses vaisseaux), Cartier remonte le fleuve d'abord jusqu'à Stadaconé (Québec), où il revoit Donnacona, chef des Iroquoiens du Saint-Laurent (peuple aujourd'hui disparu ou assimilé, que l'on confond souvent à tort avec les Iroquois et les Hurons-Wendats), qu'il avait déjà rencontré à Gaspé lors de son premier voyage. Il désigne le territoire autour de Stadaconé sous le nom de « pays de Canada » (en gros, Québec et sa région), dénomination qui sera généralisée par la suite à toute la vallée du Saint-Laurent, puis finalement à l'une des colonies de la Nouvelle-France. Puis il remonte le fleuve jusqu'à Hochelaga (aujourd'hui Montréal), arrêté par les rapides de Lachine. Lors de son troisième et dernier voyage en 1541, Jacques Cartier explore les terres du Canada en plus de ses régions avoisinantes, et y fonde Charlesbourg-Royal à l'embouchure de la rivière Cap-Rouge, à l'extrémité ouest du Cap aux Diamants, le village Iroquoien de Québec étant à l'extrémité est de ce Cap.
Plusieurs explorateurs français reviennent explorer le Nouveau Monde après le départ de Jacques Cartier, dont Jean-François de La Rocque de Roberval qui en 1542 explore le Royaume de Saguenay et qui fonde France-Roy en l'emplacement de Charlesbourg-Royal laissé vacant. En 1555, Nicolas Durand de Villegagnon tente d'établir une colonie en France antarctique dans la baie de Rio de Janeiro, mais est rapidement délogé par les Portugais. Puis de 1562 à 1565, les Français huguenots Jean Ribault et René de Goulaine de Laudonnière tentent de coloniser ce qui est aujourd'hui la Caroline du Sud et la Floride, mais sont massacrés par les Espagnols.
Suivant les traces de Giovanni Caboto, des explorateurs anglais font également des voyages maritimes à cette époque. À la recherche du Passage du Nord-Ouest, Martin Frobisher découvre quant à lui la région arctique de l'île de Baffin, notamment la baie de Frobisher (Iqaluit) en 1576, au nom de l'Angleterre, qui devient plus tard un territoire du Canada. John Davis poursuit le même but parmi les îles de l'arctique en 1585, pour lequel se nomme le détroit de Davis. En 1579 Francis Drake peut-être atteint les bords de l'île de Vancouver (qui fait partie aujourd'hui de la province canadienne actuelle de la Colombie-Britannique) pendant sa circumnavigation du monde. Dans le même dessein, l'Espagne emploie l'explorateur grec Juan de Fuca en 1592, lequel navigue vers le nord à partir du Mexique actuel et atteint les eaux du détroit de Juan de Fuca (nommé en son honneur en 1788 selon sa dénomination espagnole) situé entre le sud de l'île de Vancouver et le nord-ouest de l'État actuel de Washington. Il arrête cependant son voyage avant d'atteindre le passage Intérieur dans les archipels et les fjords situés à l'ouest de la Colombie-Britannique actuelle. Finalement, Henry Hudson, aussi à la recherche du passage du Nord-Ouest, pour le compte de la Compagnie Virginia et la Compagnie britannique des Indes orientales est le premier Européen à explorer la baie d'Hudson, en 1610, hivernant dans la région de la baie James,.

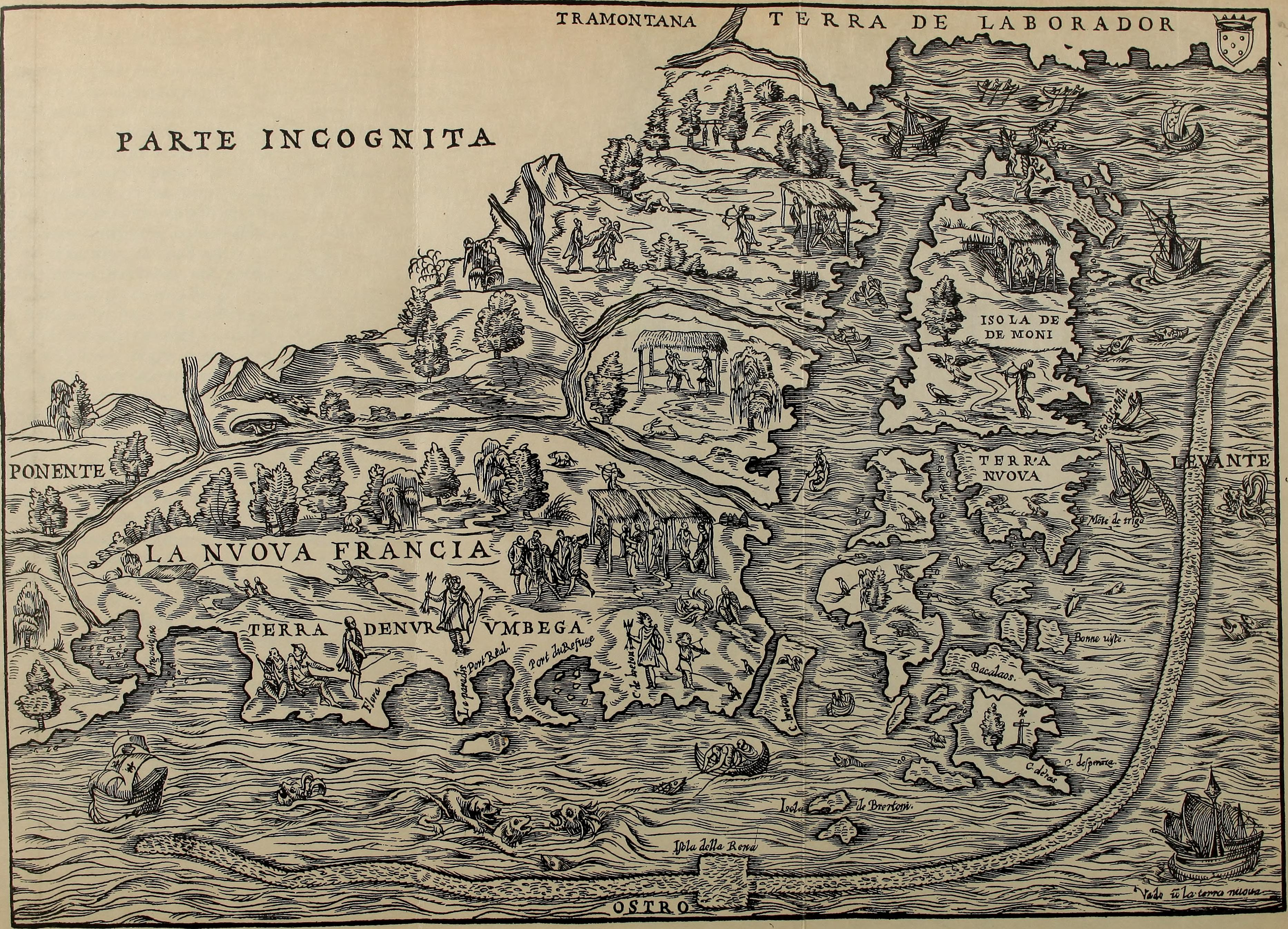
Jacques Cartier, 1534
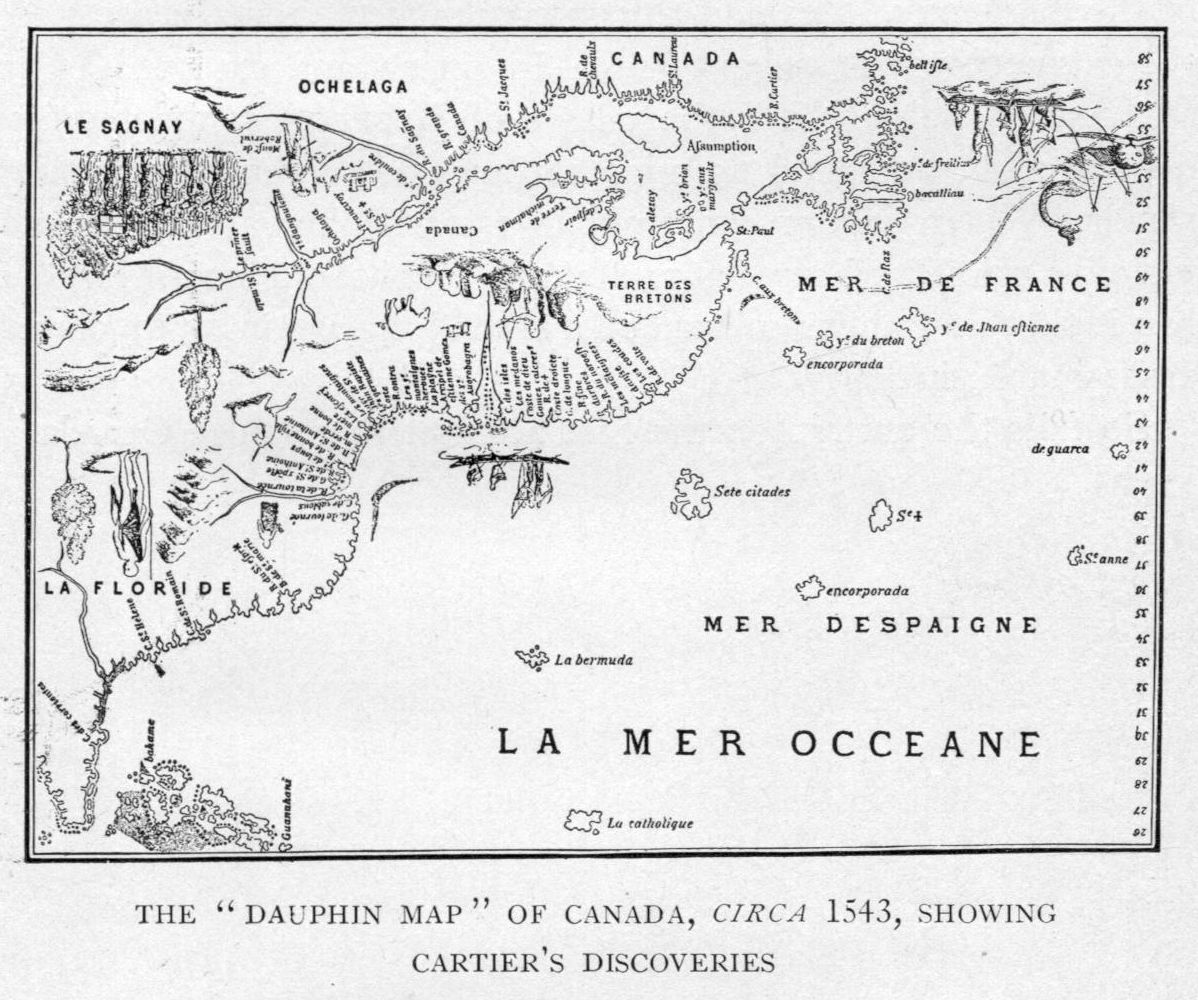
Carte du Dauphin, 1543
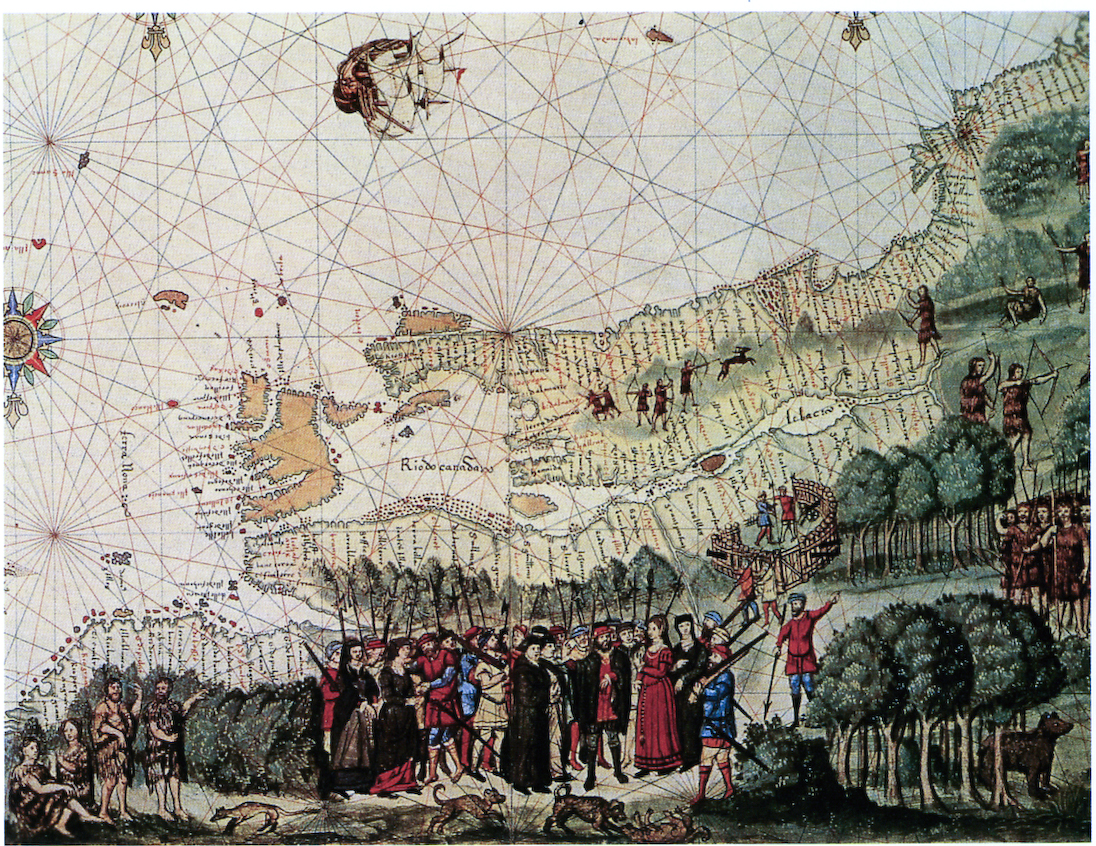
Invitation aux colons français, 1547
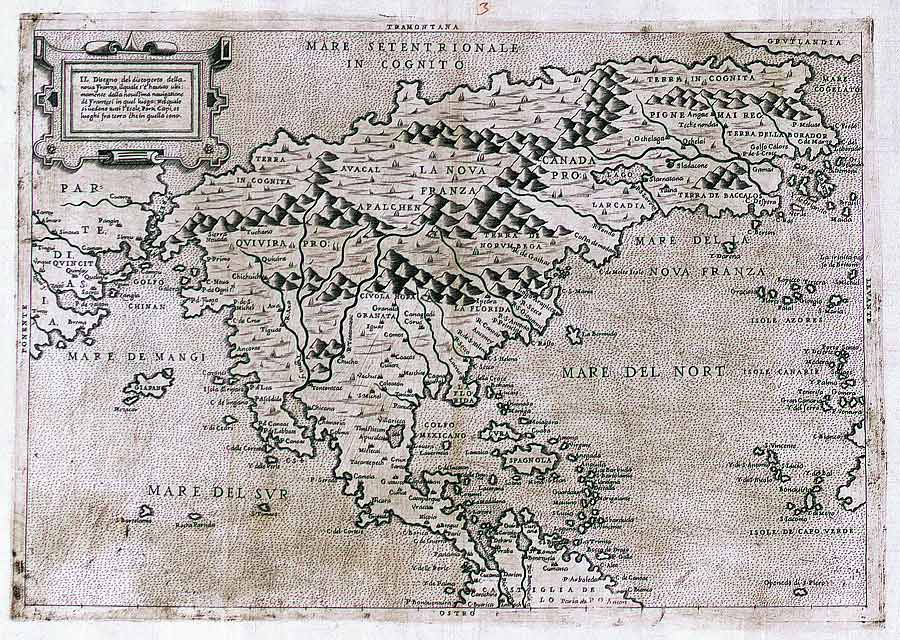
Paola Forlani, 1566
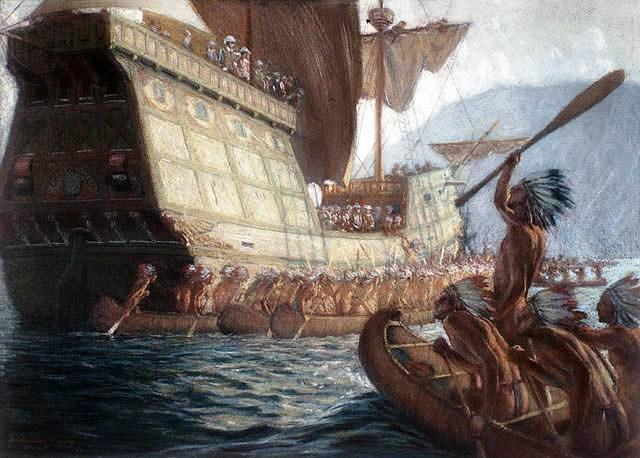
Arrivée de Samuel de Champlain sur le futur site de la ville de Québec, vers 1600

## La colonisation

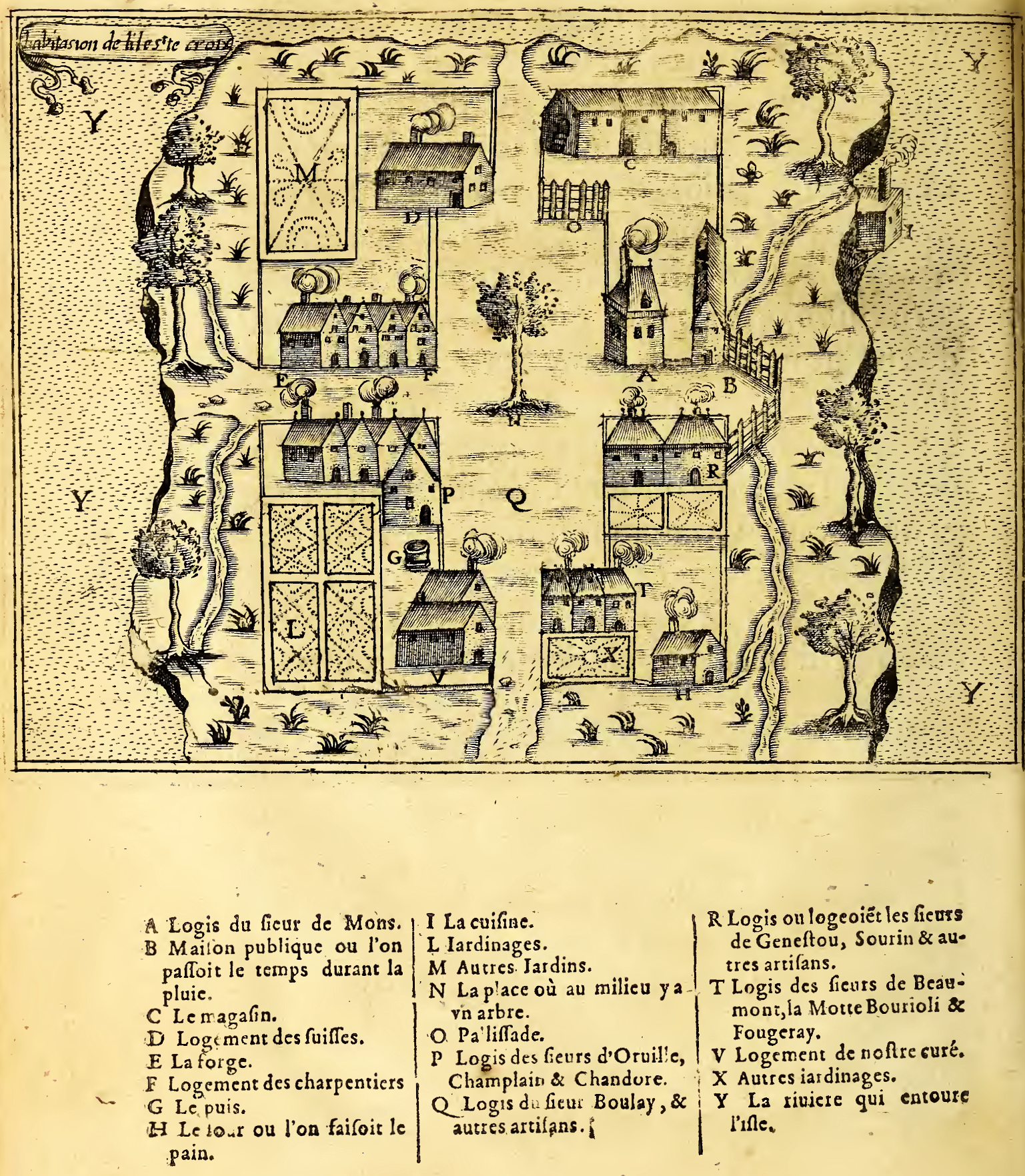
Habitation temporaire, Île Sainte-Croix, 1613
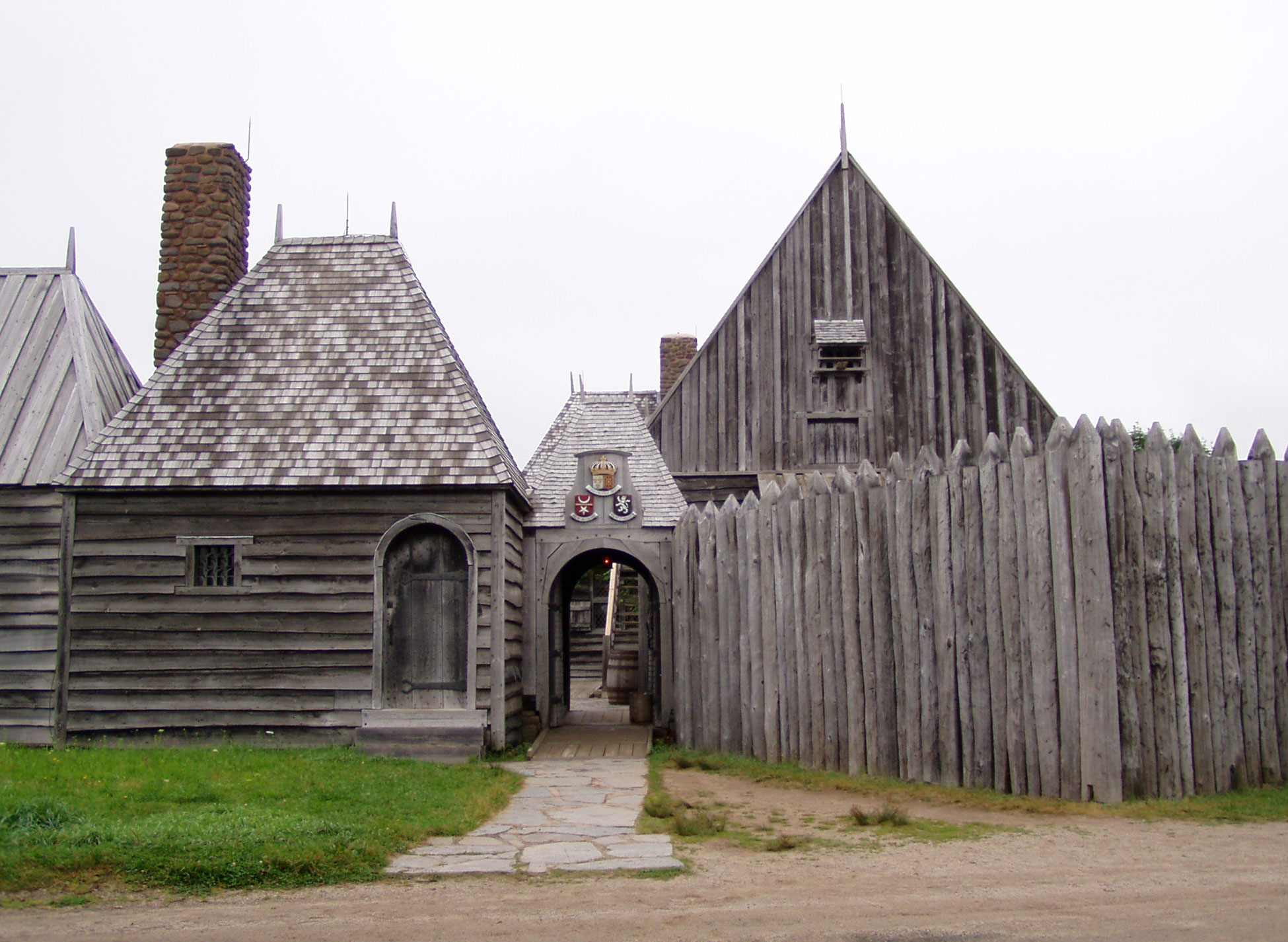
Maison construite sous Champlain à Port-Royal (Reconstitution)
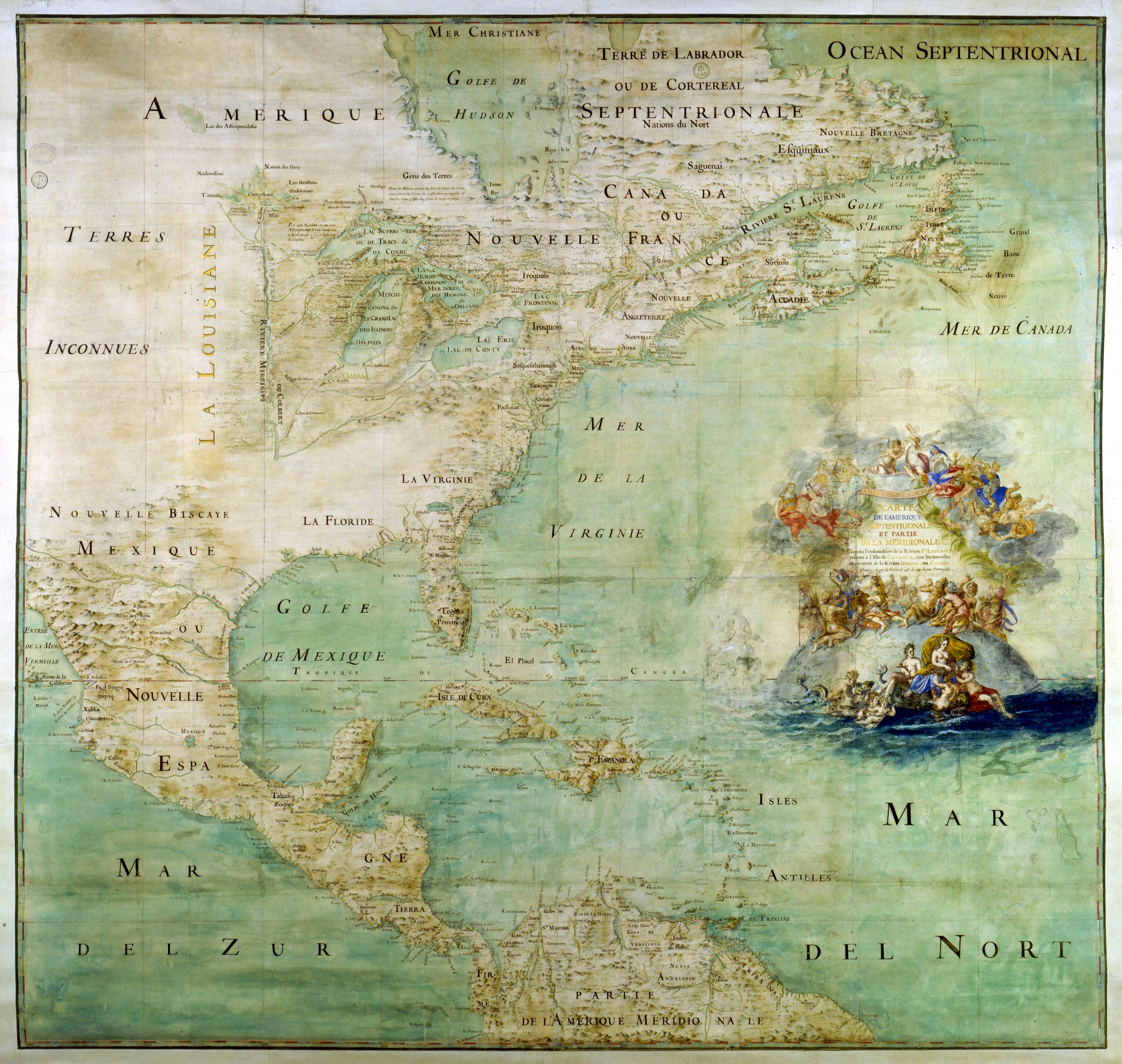
Carte française vers 1700 de l'Amérique du Nord
Amérique du Nord, 1702
La colonisation française entre 1534 et 1763

Entre 1598 et 1603, Henri IV de France charge Troilus de La Roche de Mesgouez, à titre de lieutenant général des pays de Canada, Terre-Neuve, Labrador et Norembègue, d'établir un nouveau poste de colonisation avec quelques dizaines d'hommes et de femmes en Nouvelle-France. Cette deuxième tentative de colonisation s'effectue sur l'île de Sable (île située au large de la Nouvelle-Écosse actuelle).
Après de nombreuses tentatives ratées, dont La Nouvelle-Angoulême à Long Island et Saint-Augustine en Floride, les Français établissent finalement leur premier comptoir commercial estival à Tadoussac (Québec) en 1600, grâce à un monopole accordé par le roi à Pierre Chauvin, sieur de Tonnetuit. Puis vient ensuite, en 1605, la fondation de Port Royal, par Pierre Dugua de Mons, première capitale de l'Acadie, en présence de l'explorateur-cartographe Samuel de Champlain, lequel a déjà exploré la Grande Rivière de Canada en 1603. Mandaté par Pierre Dugua de Mons, Samuel de Champlain fonde Québec en 1608, nom qui signifie selon l'appellation algonquienne « là où le fleuve se rétrécit » et il en fait la capitale de la Nouvelle-France aussi dite le « Canada. » Québec sera, jusqu'aujourd'hui, le premier lieu habité à l'année de façon continue par des Français et leurs descendants, en Amérique du Nord. Champlain remonte aussi le fleuve en 1615 jusqu'au-delà du Sault Saint-Louis (rapides de Lachine), à la baie Georgienne (partie ouest du lac Huron) et navigue sur les eaux de la rivière Richelieu jusqu'à ce qui est aujourd'hui le lac Champlain. Tout au long de son périple en Nouvelle-France, il établit notamment avec les Innus-Montagnais, les Algonquins et les Hurons-Wendats, d'excellentes relations diplomatiques et commerciales, et agit, d'office (non en titre), comme premier gouverneur général de la Nouvelle-France.

Plan de la Nouvelle-France selon Samuel de Champlain en 1612.

Cependant, les colons européens apportent de nombreuses maladies qui, par les routes commerciales, se propagent rapidement au sein des populations autochtones, faisant des ravages parmi celles-ci. Les colons français, arrivant souvent très malades dans des bateaux qui ne sont pas très sains, sont sauvés par les remèdes amérindiens. Ainsi, pour soigner le scorbut, les Iroquoiens du Saint-Laurent proposent à Cartier des décoctions d'écorce de cèdre blanc, appelé annedda.
Après son retour de France en 1617, Samuel de Champlain revien[dra] à Québec avec l'apothicaire et laboureur Louis Hébert. Celui-ci (...) [sera] accompagné de sa femme, [de] son fils, [de] ses deux filles et de son beau-frère. L'arrivée de cette famille jette[ra] les bases de la colonie française en Nouvelle-France.
Les Récollets, premiers missionnaires catholiques en Nouvelle-France, arrivent en 1615 et se voient offrir une terre aux abords de la rivière Saint-Charles en 1620 pour y fonder un couvent. Bien que l'emplacement soit laissé vacant pendant quelques années, les Récollets reviennent en 1670 et se voient rétrocéder le site qu'ils dénommeront Notre-Dame-des-Anges. En 1692, Jean-Baptiste de la Croix de Chevrières, Monseigneur de Saint-Vallier alors évêque de Québec depuis 1685, fait l'acquisition du site et y fonde l'hôpital général de Québec l'année suivante (aujourd'hui, l'hôpital forme une municipalité enclavée et séparée de Québec sous le nom de Notre-Dame-des-Anges).
Dans un but d'évangélisation et d'éducation des Amérindiens, les Jésuites arrivent en Nouvelle-France en 1625. Ils fondent le Collège Saint-Charles-Garnier de Québec en 1635 pour y instruire les garçons français et les Hurons devenus chrétiens. Bien que leur principal but consiste en la conversion religieuse des tribus amérindiennes, il demeure que le rôle des missionnaires est de découvrir des territoires grâce à leurs relations avec les Hurons. Cependant, en 1648, les Iroquois, soutenus par les Anglais, attaquent les missions de Saint-Joseph et de Saint-Michel en Huronnie, et y massacrent les pères catholiques, dont Jean de Brébeuf, connus aujourd'hui sous la dénomination des Saints-Martyrs-Canadiens.
En Terre-Neuve les Anglais font de leur part des tentatives coloniales. Après que Humphrey Gilbert revendique la Terre-Neuve pour la reine Élisabeth Ire d'Angleterre à Saint-Jean en 1583, les Anglais établissent des colonies à la baie de la Conception en 1610 (Cupid's) et 1623 (Ferryland). Pourtant, ces colonies ne réussissent pas, et en 1637, la couronne d'Angleterre octroie une charte royale donnant possession de Terre-Neuve à l'aventurier anglais David Kirke.

### Le développement des installations
Afin de diriger la colonie, le roi Louis XIII place le gouverneur de la Nouvelle-France directement sous l'autorité du Cardinal de Richelieu dès son entrée en fonction en tant que principal ministre de l'État en 1624 et jusqu'à sa mort en 1642. Par la suite, la régente Anne d'Autriche nomme le Cardinal Mazarin en 1643 pour lui succéder jusqu'en 1661.
C'est en 1627 qu'est créé le régime seigneurial, principal mode d'administration des terres de la Nouvelle-France. Ce système est inspiré du régime féodal de la France sous lequel le censitaire (ou habitant) est dépendant du seigneur. Fondé par Armand Jean du Plessis, Cardinal de Richelieu, la Compagnie de la Nouvelle-France, dite alors Compagnie des Cent-Associés dont fait partie Samuel de Champlain, se voit octroyer les droits légaux et seigneuriaux et ce, en plus du droit de distribution des terres. Elle remplace la Compagnie de Montmorency, fondée en 1621, laquelle reprenait le rôle de la première compagnie de marchands de fourrure, la Compagnie des marchands de Rouen, fondée en 1613 par Samuel de Champlain et qui ont toutes deux manqué à leurs obligations de colonisation. C'est ainsi que le territoire de la Nouvelle-France est divisé en seigneuries, chacune faisant face à un cours d'eau, remises aux colons les plus offrants afin d'en exploiter les richesses, lesquelles deviendront des entités économiques essentielles à leur survie. De plus, la Compagnie des Cent-Associés obtiendra le monopole du commerce de la fourrure dans les colonies françaises de l'Amérique du Nord. En 1645, ce monopole de la traite sera transféré à la Compagnie des Habitants (à l’exception de l’Acadie). Autre changement important pendant l'année 1627 : la Compagnie des Cent-Associés introduit la Coutume de Paris qui, en 1664, devient obligatoire en vertu de l'édit royal créant la Compagnie française des Indes occidentales. Cet unique code de loi vient ainsi uniformiser les rapports entre les citoyens à la grandeur de la colonie, notamment dans les affaires commerciales et civiles.
À la première conquête de 1629, la Nouvelle-France passe sous domination britannique lorsque le marchand Sir David Kirke, en compagnie de ses frères, prend possession du fort et château Saint-Louis après l'assaut sur la ville de Québec où il somme Samuel de Champlain à la capitulation. Ce dernier est emmené de force en Grande-Bretagne pour négocier les termes de la cession des territoires français en Amérique. Cependant, après une période de tergiversation de trois ans, celui-ci est libéré, et l'Angleterre restitue la Nouvelle-France à la France en 1632 lors de la signature du traité de Saint-Germain-en-Laye. À son retour en 1633, Samuel de Champlain fait construire l'église Notre-Dame-de-Recouvrance (sur le site de Place-Royale dans la basse-ville de Québec) et la nomme ainsi pour souligner le fait que la France (...) [vient] de recouvrer sa colonie.
En 1634, la ville de Trois-Rivières est fondée par un certain Laviolette (dont nous ne savons rien d'autre, sinon qu'il est un émissaire de Samuel de Champlain), sur la rive nord du fleuve au confluent des trois chenaux dessinés par la rivière Saint-Maurice, à mi-chemin entre Québec et le futur site de Montréal. Ce site était, depuis le début du siècle, un endroit stratégique pour la traite des fourrures, avec développement vers le nord-ouest. Et c'est en 1639 que les premières religieuses de la congrégation des Ursulines s'établissent en Nouvelle-France dans la région de Québec, pour y fonder la première école pour filles en Amérique du Nord. En 1697, elles s'établiront à Trois-Rivières et, avec l'aide de l'évêque de Québec, achèteront du gouverneur de Trois-Rivières Claude de Ramezay, une maison dans laquelle elles auront pour mission d'ouvrir une école et un hôpital.
Lors de l'élargissement des frontières en terrains vacants et du développement de relations diplomatiques avec les Algonquins, les Français sont aux prises avec la menace des offensives britanniques et iroquoises. C'est donc dans le but de protéger les colons que Ville-Marie (Montréal), fondée en 1642 par Paul de Chomedey de Maisonneuve est érigée sur une île au pied du Mont Royal. Et c'est en cette même année que Jeanne Mance fonde l'hôpital de Ville-Marie, premier Hôtel-Dieu. Bien que relevant de l'état laïc, elle est toujours secondée par les Sœurs hospitalières de Saint-Joseph. En 1653, Sieur de Maisonneuve invite Marguerite Bourgeoys à s'installer à Ville-Marie pour y devenir institutrice. Elle fait construire en cette même année la chapelle Notre-Dame-de-Bon-Secours (dans le Vieux-Montréal actuel) et fondera la congrégation Notre-Dame en 1659.
Après les massacres des Jésuites, Charles le Moyne de Longueuil et Pierre Picoté de Belestre entreprennent, à partir de 1648, une série d'expéditions diplomatiques en pays iroquois, lesquelles mèneront à l'expédition menée par le gouverneur Daniel de Rémy de Courcelles en 1666 et qui met définitivement fin à la menace iroquoise. Cependant, alors que les attaques iroquoises et anglaises s'intensifient et deviennent de plus en plus imminentes au cours de ces années, plusieurs Français se dévouent à la défense de la colonie et s'élèvent au rang des héros de la Nouvelle-France. Le plus connu sera sans doute Adam Dollard des Ormeaux, Sieur des Ormeaux et commandant de la garnison du Fort de Ville-Marie, qui se rend en 1660, lors de la bataille de Long Sault, avec une équipe de jeunes soldats au Fort du Sault de la Chaudière sur la rivière des Outaouais, afin de défendre la Nouvelle-France contre l'invasion iroquoise. Bien qu'il mourra au combat, il sera néanmoins reconnu pour avoir repoussé l'invasion. Son nom est encore aujourd'hui bien ancré dans l'imaginaire des francophones du Québec et de l'Ontario qui le célèbrent chaque année avec un jour férié au mois de mai. Puis une jeune femme de 14 ans du nom de Marie-Madeleine Jarret de Verchères défend, en 1692 pendant huit jours, le fort de Verchères grâce à un mouvement de va-et-vient et des habits de soldats tout en faisant croire aux assaillants que le fort est rempli d'hommes alors qu'un seul soldat y veille.
Entre 1654 et 1656, le coureur des bois Médard Chouart des Groseilliers élargit les limites de la Nouvelle-France en explorant les territoires de ce qui est aujourd'hui le nord de l'Ontario en plus de ceux du pourtour de la baie d'Hudson et devient un des premiers Européens à atteindre le lac Supérieur. Il y retourne en 1659 avec Pierre-Esprit Radisson afin d'y exploiter le commerce de la fourrure. Cependant, à leur retour en 1660, ils sont réprimandés par le gouverneur Pierre de Voyer d'Argenson, vicomte de Mouzay pour commerce illégal.
Comme la très grande majorité des familles pionnières du Canada, lesquelles s’établissent notamment à l’Île d'Orléans, Charles Aubert de La Chesnaye arrive en Nouvelle-France au courant des années 1650. À partir de ce moment, il développera l'activité économique de la colonie, notamment en devenant le premier homme d'affaires du Canada et ce, en créant plusieurs commerces et en acquérant les droits de propriété de compagnies de traite de fourrures, mais aussi en devenant l'un des plus grands seigneurs et propriétaires terriens du Canada. En 1682, il créera la Compagnie de la Baie du Nord, laquelle obtiendra le monopole du commerce de la fourrure dans la colonie de la Baie du Nord (Baie d'Hudson) jusqu'en 1700, année à laquelle elle sera dissoute et remplacée par la Compagnie de la Colonie.

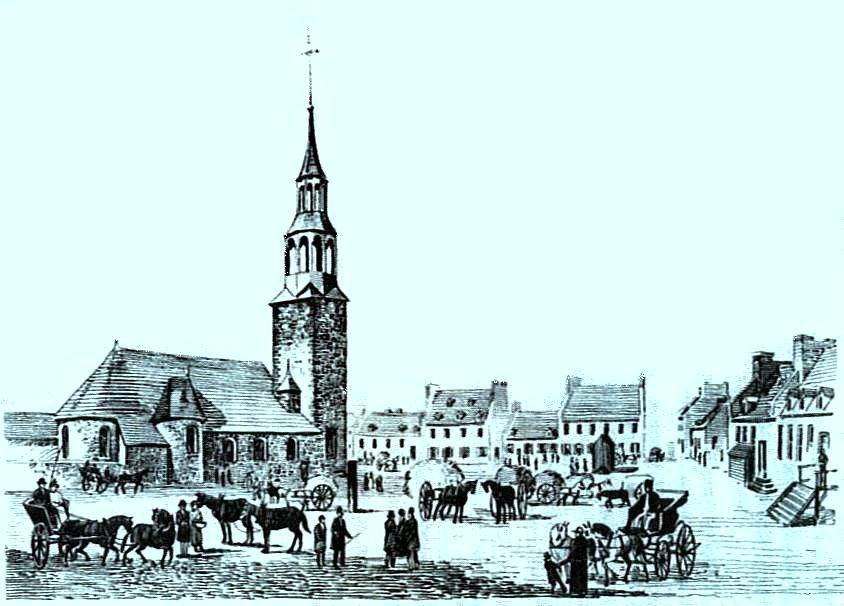
La première église de la paroisse Ville-Marie.

Peu après les débuts de la construction de la basilique Sainte-Anne-de-Beaupré en 1661, Monseigneur François de Montmorency-Laval, gouverneur intérimaire de la Nouvelle-France à deux occasions, devient le premier évêque de Québec en fondant le Séminaire de Québec en 1663, à l'origine de la première université du Canada et la plus ancienne université francophone en Amérique, l'Université Laval. Et c'est en 1672 que l'on verra les débuts de la construction de la première église Notre-Dame grâce aux prêtres de Saint-Sulpice. Bien que le diocèse de Québec ne soit fondé qu'en 1674, le vicariat apostolique de la Nouvelle-France est créé en 1658 afin d'étudier le terrain pour l'instauration officielle d'une administration catholique au Canada. L'Église catholique jouera un rôle politique important où l'évêque de Québec sera responsable au sein du gouvernement des domaines touchant à la foi religieuse, à l'éducation et à la santé jusqu'à la révolution tranquille du Québec dans les années 1960. Au fil des siècles, le diocèse prendra de plus en plus d'importance au point qu'il couvrira la totalité du territoire de la Nouvelle-France au XVIIIe siècle. Bien qu'il soit par la suite divisé en d'autres diocèses, il conservera son importance politique parmi tous les autres. En effet, il acquerra le titre d'archidiocèse, de province ecclésiastique et finalement, de primatie de l'Église catholique du Canada.

### L'organisation militaire et administrative de la colonie
En 1665, Jean Talon, surnommé le bâtisseur, est nommé par Jean-Baptiste Colbert sous commission du roi Louis XIV à titre de premier intendant de la Nouvelle-France. Lors de son arrivée, le roi fait aussi venir des troupes militaires afin de défendre la colonie contre les menaces iroquoises. C'est ainsi que le lieutenant-général Alexandre de Prouville, marquis de Tracy, fait construire trois forts le long de la rivière Richelieu : le Fort Richelieu à l'emplacement actuel de la ville de Sorel-Tracy, le Fort Sainte-Thérèse près de Carignan et le Fort Saint-Jean près de la ville actuelle de Saint-Jean-sur-Richelieu. Toujours dans l'esprit de sa mission de bâtir la colonie, Jean Talon propose en outre d'instaurer le Conseil souverain au sein d'un gouvernement royal et de créer des cours de justice dans les villes de Montréal, de Québec et de Trois-Rivières. En 1666, Jean Talon effectue le premier recensement de la Nouvelle-France et, à la suite des conclusions qui en sont tirées, il met en place une série de mesures de compensation et d'imposition afin d'encourager la nuptialité et la natalité. Il fait entre autres venir de France 800 femmes, communément appelées les « Filles du Roy » parce que dotées par le roi, lesquelles sont accueillies par Marguerite Bourgeoys. Tout au long de son intendance, il encourage la colonisation de la vallée du Saint-Laurent, en y créant et en attribuant la grande partie des seigneuries de la Nouvelle-France, tout comme les gouverneurs qui suivront. C'est ainsi qu'à partir de la fin de la première moitié du XVIIe siècle et tout au long de la seconde moitié, l'on assistera au début de la formation des régions actuelles du Québec avec l'arrivée des colons français et le développement du commerce de la fourrure. Ainsi, avec la sédentarisation des nouveaux colons canadiens et la traite de la fourrure, le site de plusieurs centres régionaux historiques actuels sera fixé. De ce fait, la Nouvelle-France assistera à la naissance des villes telles que Baie-Saint-Paul, Blainville, Boisbriand, Boucherville, Châteauguay, Lachute, Laval, Lavaltrie, Lévis, Longueuil, Matane, Montmagny, Repentigny, Rimouski, Rivière-du-Loup, Sept-Îles, Terrebonne, Varennes et Vaudreuil-Dorion, ainsi que La Tuque plus au nord, Belœil sur la rivière Richelieu et Saguenay dans le fjord du Saguenay. Bien que le régime seigneurial soit l'unique mode de division des terres, Jean Talon projette la création de trois villages en adoptant le plan de lotissement radial des Jésuites sur la seigneurie Notre-Dame-des-Anges en 1665, selon les directives du roi Louis XIV. Cette division des terres, unique en Amérique du Nord, permet le regroupement des colons afin d'assurer leur protection mutuelle contre les attaques iroquoises. Des trois villages projetés de Bourg-Royal, Bourg-Talon et Bourg-la-Reine, seul le village de Bourg-Royal voit le jour. Les terres en forme de triangle tronqué se déploient tout autour d'un quadrilatère central, situé à l'emplacement de l'arrondissement historique du Trait-Carré de Charlesbourg dans la ville de Québec.
En 1669, le roi Louis XIV crée un nouveau poste au sein de l'Ancien Régime français afin de diriger la Nouvelle-France, celui de Secrétaire d'État de la Marine. Ainsi, le Conseil souverain sera placé directement sous son autorité et recevra les ordonnances du roi par son intermédiaire.
Cependant, plus tard, deux autres principaux ministres de l'État ont une autorité sur la colonie et par le fait même agissent de concert avec les secrétaires d'État de la Marine de l'époque.
Il en est ainsi du cardinal Guillaume Dubois qui va assumer ce rôle sous la régence du duc Philippe d'Orléans de 1715 à 1723 ainsi que d'André Hercule de Fleury qui effectue les mêmes tâches de 1726 à 1743 sous le règne de Louis XV.
Avec cette nouvelle organisation, Jean Talon réussit à diversifier l'économie grâce au système mercantile établi entre la Nouvelle-France, la métropole et les Antilles françaises.
Il agrandit en outre les limites de la Nouvelle-France en chargeant des explorateurs d'étudier de nouveaux territoires.
C'est ainsi que le coureur des bois Louis Jolliet et le père Jacques Marquette sont envoyés en exploration le long de la vallée du Mississippi. En revenant de leur expédition, ils s'arrêtent sur le site de la ville actuelle de Chicago (point de passage entre les Grands Lacs du Canada et le bassin du Mississippi) et y créent un poste permanent de traite de fourrure. Cependant, c'est en 1682 que René-Robert Cavelier de La Salle prend possession des lieux et nommera le territoire s'étendant des Grands Lacs au Golfe du Mexique du nom de Louisiane en l'honneur du roi de France. De plus, Jean Talon envoie deux équipes à l'est afin de trouver une solution pour relier l'Acadie et le Canada par route terrestre. Dans la même lignée d'exploration, Charles Albanel, Paul Denys de Saint-Simon et Sébastien Provencher sont recrutés pour explorer les terres de la Baie du Nord (Baie d'Hudson) et pour appuyer la souveraineté de la France sur cette région au moment où la Compagnie de la Baie d'Hudson y commence ses activités. Simon François Daumont de Saint-Lusson a pour sa part la mission d'explorer la région de l'Outaouais et du bassin des Grands lacs, constituant en grande partie l'ensemble de la région canadienne des Pays-d'en-Haut.
Dirigé par Pierre de Troyes, l'explorateur canadien Pierre Le Moyne d'Iberville est envoyé en expédition à la baie James et se rend donc en 1686 dans la région de la baie d'Hudson avec pour mission d'y déloger les Anglais qui y avaient établi la Compagnie de la Baie d'Hudson en 1670. Ces derniers avaient indûment pris possession des territoires entourant le plan d'eau après la trahison de Médard Chouart des Groseilliers et de Pierre-Esprit Radisson à l'endroit de la France. Ces deux explorateurs français avaient suscité l'intérêt de l'Angleterre afin de prendre le contrôle du commerce de la fourrure dans la région en 1668 après le refus de Louis XIV de leur accorder les permis d'exploitation. Le premier voyage de l'Angleterre dans la région se fit en 1610 lorsque Henry Hudson navigua sur les eaux de la baie d'Hudson. Ce dernier n'avait cependant établi qu'un campement hivernal sur la rive de la baie puisque prise par les glaces, sans exploration des territoires, puis fut laissé pour mort au printemps lors de la mutinerie de son équipage qui retourna en Angleterre. Après les investigations d'autres explorateurs anglais, tels que Thomas Button en 1612 et Luke Foxe en 1631, les Européens conclurent que la baie d'Hudson ne donnait pas passage à l'océan Pacifique.
- Intendant de la Nouvelle-France
- Gouverneur général de la Nouvelle-France
- Liste des gouverneurs de Terre-Neuve
- Liste des vice-rois de Nouvelle-France
- Liste des gouverneurs du Canada avant la Confédération

### Les guerres...

#### ...durant la colonisation française (1620-1763).

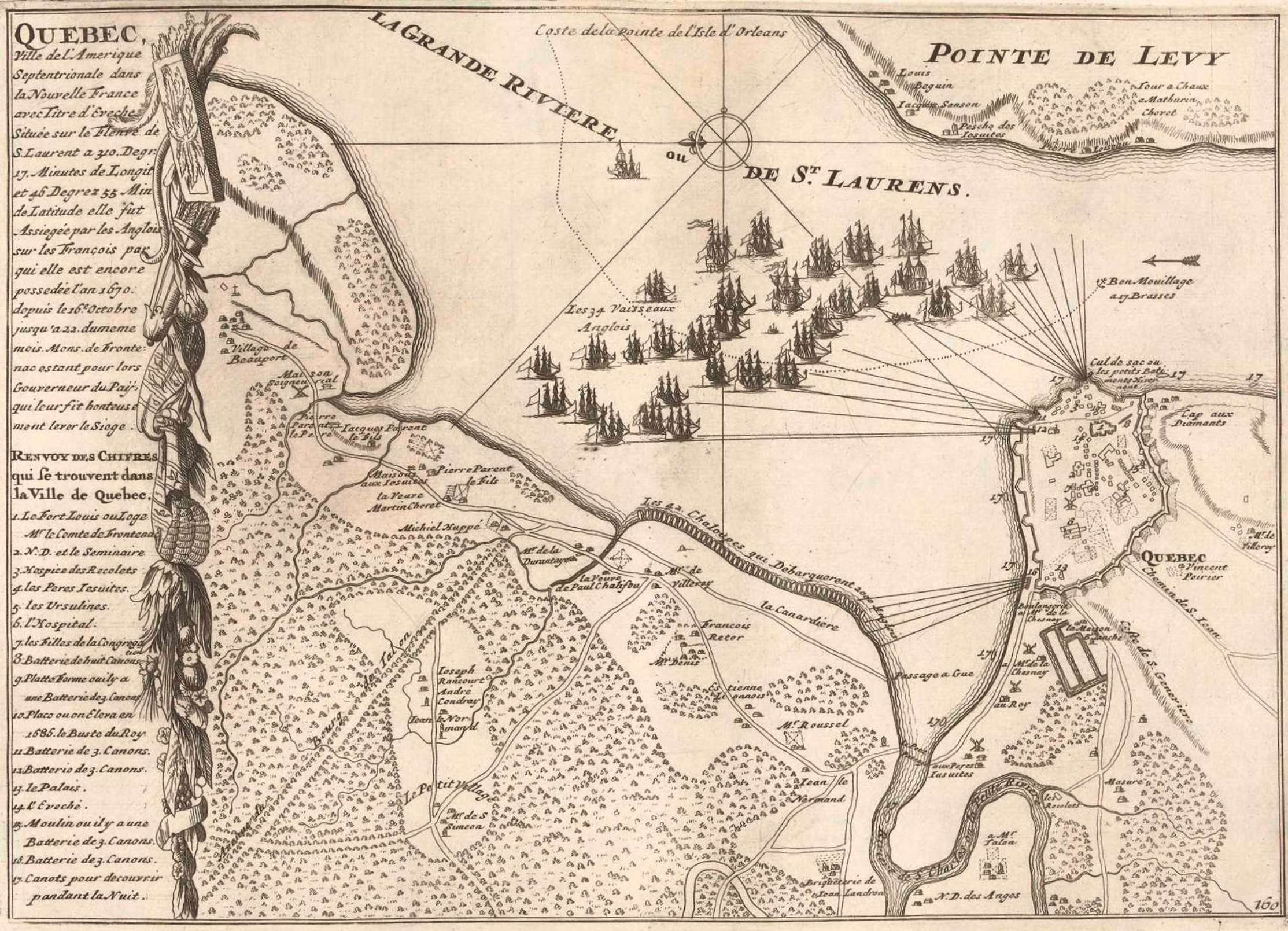
Plan du siège de Québec en 1690.

La compétition pour les territoires, les bases navales, la fourrure et la pêche devenant de plus en plus féroce, maintes guerres éclatent impliquant les Français, les Hollandais, les Britanniques et les tribus amérindiennes comme alliées. Ainsi, le XVIIIe siècle sera caractérisé en grande partie par les guerres inter-coloniales (nommées French and Indian Wars en Nouvelle-Angleterre) qui apparaissent entre les Français, avec pour alliés les Hurons et les Algonquins, et les Hollandais – au début – ainsi que les Britanniques par la suite, lesquels ont pour alliée la confédération iroquoise, afin de définir le contrôle du commerce de la fourrure, notamment dans la vallée de l'Ohio. Ces guerres inter-coloniales se perpétreront environ au même moment que les quatre guerres franco-britanniques en Europe entre 1689 et 1763.
Dans le but de protéger la ville de Québec contre la Nouvelle-Angleterre, Louis de Buade, comte de Frontenac, gouverneur de Nouvelle-France, fait construire la première enceinte de la Citadelle de Québec en 1690. Au mois d’octobre de cette même année, le gouverneur Frontenac rejette l’offre de reddition de la ville et réussit à repousser les Britanniques de William Phips à la bataille de Québec. De plus en 1695, à l'emplacement actuel de Kingston en Ontario, celui-ci reprend la construction du Fort Frontenac qui avait été détruit en 1688 par les Iroquois, alors que l'ancien fort avait été construit après négociations entre le gouverneur Frontenac et une délégation iroquoise en 1673 afin d'étendre le commerce de la fourrure dans les Pays d'en Haut et de protéger Ville-Marie contre les Anglais.
Les nations autochtones s'étant fait la guerre entre elles tout au long du XVIIe siècle pour obtenir le privilège du commerce de la fourrure auprès des puissances européennes, la Nouvelle-France signe finalement la Paix des Braves en 1701 entre ses alliés et la confédération iroquoise, connue aussi sous le nom de Grande paix de Montréal, grâce au gouverneur Louis-Hector de Callière. Celle-ci regroupe près d'une quarantaine de nations autochtones et plusieurs milliers de délégués français et autochtones. Bien que des traités de paix furent avancés auparavant par les différents gouverneurs auprès des Iroquois, ce traité mettra définitivement fin aux guerres franco-iroquoises et de ce fait, aux guerres entre les peuples autochtones mêmes qui avaient débuté avant même l'arrivée des Européens en Amérique du Nord. Il marquera un tournant dans l'histoire dans les relations entre Français et les Amérindiens et assura aux Français la neutralité des Iroquois dans la deuxième guerre intercoloniale entre les Français et les Anglais qui se déclarera l'an suivant,,. D'autre part, la paix rendra possible des actions militaires françaises en territoire anglais telles que l'attaque-surprise par les Canadiens et leurs alliés Abénaquis contre les colons anglais à Deerfield, Massachusetts en février, 1704.
Par suite de la première guerre franco-britannique - la guerre de la Ligue d'Augsbourg, le traité de Ryswick de 1697 élargit les frontières de la Nouvelle-France, notamment grâce à la reconnaissance par l'Espagne de la partie ouest de Saint-Domingue (Haïti) comme étant possession française. De plus, ils mettent provisoirement fin à la guerre en restituant à la France les établissements de la baie d’Hudson et une partie de l’Acadie. Puis, en cette même année, Pierre Le Moyne d'Iberville est choisi par la France pour retourner découvrir l'embouchure du fleuve Mississippi et coloniser la Louisiane, laquelle est convoitée par les Britanniques. Il y fonde le premier peuplement près de la baie de Biloxi, en compagnie de son frère Jean-Baptiste Le Moyne de Bienville. Ce dernier fondera La Nouvelle-Orléans en 1718.

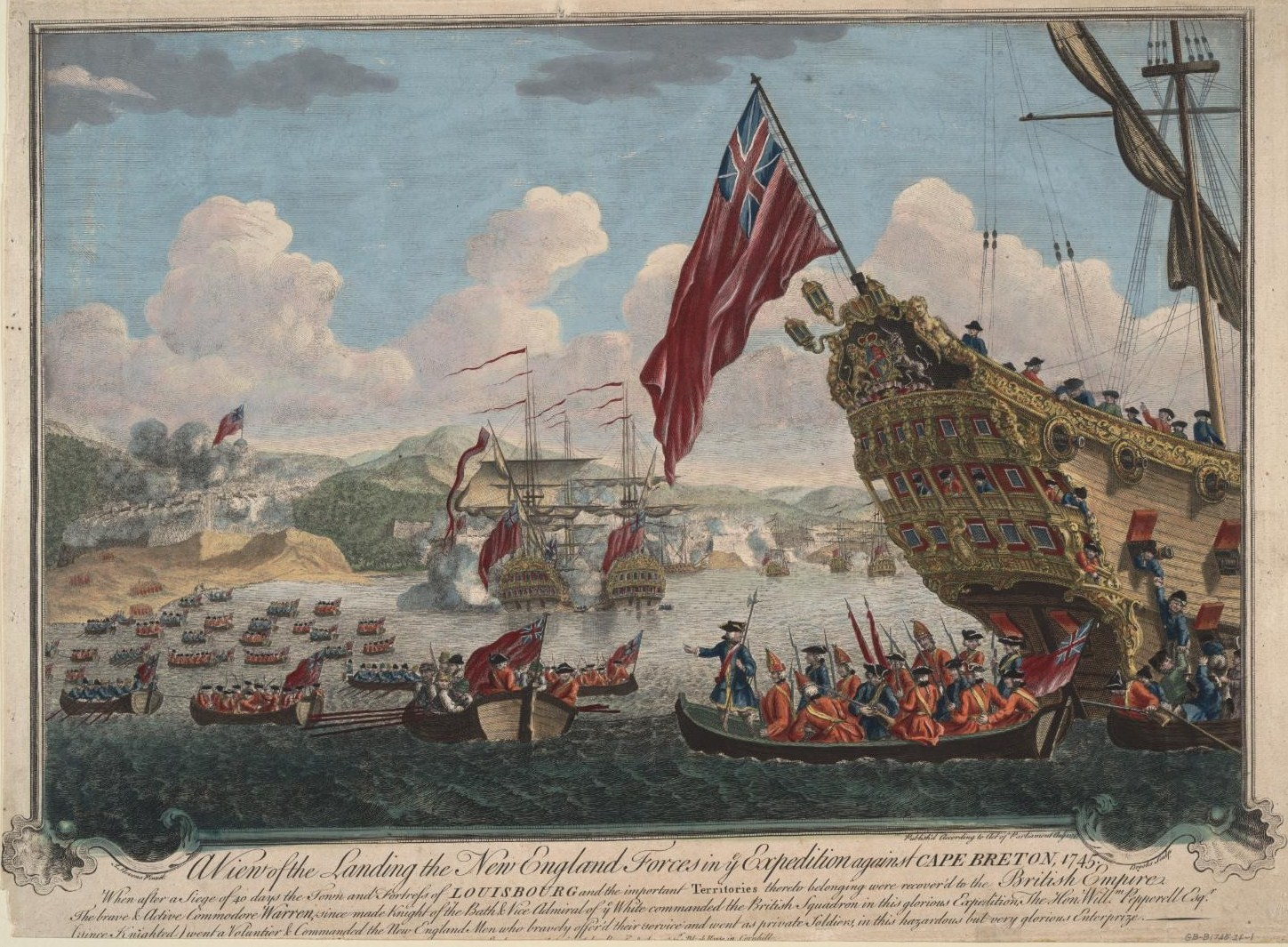
Vue du débarquement des troupes venues de Nouvelle-Angleterre sur l'île de Cap Breton pour attaquer Louisbourg. (Dessin de 1747)

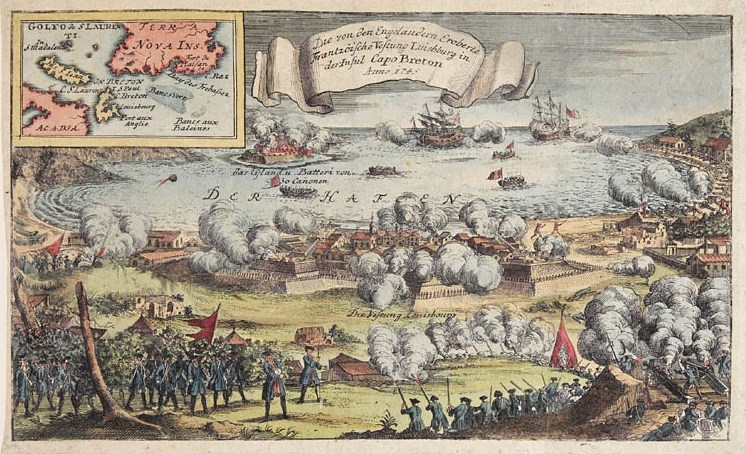
Le siège de Louisbourg en 1745 (Gravure allemande anonyme du XVIIIe siècle)

Dans la même période d'exploration qui s’étend vers le Pays des Illinois en Louisiane et au moment où les Français tentent de coloniser davantage les territoires du sud pour faire face à la menace britannique dans la vallée de l’Ohio, Antoine Laumet de La Mothe, Sieur de Cadillac, fonde en 1701 la ville de Détroit avec la construction du Fort Pontchartrain. La ville de Windsor, sur l'autre rive de la rivière Détroit, sera peuplée en 1748 à même ce fort, alors que le Fort Rouillé sera érigé en 1750 à l'emplacement actuel de la ville de Toronto sous l'ordonnance du gouverneur Jacques-Pierre de Taffanel de La Jonquière, marquis de La Jonquière.
Après la victoire britannique à la guerre de Succession d'Espagne, les Anglais s'emparent, lors du traité d'Utrecht en 1713, de Saint-Christophe aux Antilles, de Terre-Neuve, de la baie d'Hudson et de l'Acadie, puis mènent à la destruction complète de la capitale de cette dernière, Port-Royal (Annapolis Royal). Les territoires de l'Acadie formeront une nouvelle colonie anglaise qui prendra le nom de Nouvelle-Écosse. Cependant, par faute d'une évaluation exacte de la superficie du territoire par les Anglais, les Français conservent en partie l'Acadie - notamment les territoires constituant le Nouveau-Brunswick actuel, l'Isle Saint-Jean (Île-du-Prince-Édouard) et l'Isle royale (île du Cap-Breton), sur laquelle ils entreprennent la construction de la forteresse de Louisbourg qui en devient en 1718 la capitale. Lors de la guerre de Succession d'Autriche, les Britanniques venus de Nouvelle-Angleterre captureront la forteresse en 1745, mais cette dernière sera restituée à la France lors de la signature du traité d'Aix-la-Chapelle en 1748. L'année suivante, les soldats anglais fonderont la ville d'Halifax en y créant un avant-poste militaire afin de peupler la Nouvelle-Écosse de colons britanniques.
Pendant la période de paix qui suit le traité d'Utrecht, en plus de la construction de la forteresse de Louisbourg et de la fondation de Port-la-Joie (aujourd'hui la ville de Charlottetown) par les Acadiens, les colons de la Nouvelle-France construisent le Chemin du Roy en 1737 afin de relier Québec, Trois-Rivières et Montréal sur la rive nord du fleuve. Ce chemin devient la première route carrossable au Canada et est nommé ainsi dans l'espoir que le roi l'empruntera un jour. À partir de 1720, les fortifications de la ville de Québec sont par ailleurs érigées. De plus, la colonisation française commence à s'étendre le long de la rivière Chaudière, laquelle mène directement aux colonies de la Nouvelle-Angleterre à partir de la ville de Québec, et par conséquent développe la région de la Beauce allant même jusqu'au site actuel de Lac-Mégantic. Puis, en 1738, la Nouvelle-France agrandit son territoire de plus belle en terres inconnues avec l'exploration de l'ouest canadien. La région est explorée pour la première fois grâce à Pierre Gaultier, seigneur de Varennes et de La Vérendrye, lequel fait construire le Fort Rouge à l'emplacement actuel de la ville de Winnipeg. En 1740, son fils François atteint les montagnes Rocheuses et explore les régions actuelles du Montana et du Wyoming. Après la guerre de Succession d'Autriche, en 1748, Pierre de Rigaud de Vaudreuil, alors gouverneur de Montréal, reçoit une seigneurie du roi Louis XV sur les terres de la ville actuelle de Saint-Hyacinthe. Ce cadeau de la France devient le dernier legs au Canada.
La Nouvelle-France s'étend dorénavant des montagnes Rocheuses aux Appalaches. Cependant, afin de prendre le contrôle du commerce de la fourrure et d'empêcher l'expansion du catholicisme en Amérique, les Britanniques tentent de plus belle de s'emparer des territoires de la Nouvelle-France, notamment en essayant de se rendre dans la vallée de l'Ohio. Lorsque la guerre de Sept Ans éclatera en 1756 entre la France et la Grande-Bretagne en Europe, la guerre fera donc déjà rage en Amérique.
Ainsi, la guerre de la Conquête débute au mois de mai 1754 lorsque Coulon de Jumonville est envoyé en mission de reconnaissance à savoir si le territoire français (dans l'État actuel de Pennsylvanie) est en effet envahi par les Anglais et, le cas échéant, pour délivrer à ces derniers une sommation de retrait au nom du roi Louis XV. Dans cette altercation qui sera connue comme étant l’Affaire Jumonville et la cause directe du déclenchement de la guerre, George Washington est accusé par les Français d’avoir ouvert le feu sur cet émissaire du roi de France. Ce conflit a pour conséquence la bataille de Fort Necessity en juillet de cette même année. Au cours de cette dernière, le commandant du fort Duquesne (actuel Pittsburgh), Claude-Pierre Pécaudy de Contrecœur, décrète l’ordonnance d’arrestation de George Washington par un contingent de soldats commandé par Louis Coulon de Villiers, se soldant ainsi par la première victoire française.
Puis, en 1755, les soldats britanniques dirigés par Robert Monckton ouvrent une offensive et conduisent à la bataille de Fort Beauséjour dans la région du Beaubassin près du village « Le Coude » en Acadie (site de la ville actuelle de Moncton). Cette dernière mènera à la déportation des Acadiens (surnommé le Grand Dérangement) par les Anglais, en cette même année, à partir du village de Grand-Pré dans le bassin des Mines. Alors que la résistance mènera des Acadiens à se réfugier au Canada, d'autres conflits continueront la déportation dont la prise du fort Gaspareaux et la bataille de Petitcoudiac en cette même année ainsi que la bataille du Cran en juillet 1758. Cependant, le siège de Louisbourg commença un mois avant cette dernière et mène la Grande-Bretagne à contraindre à la reddition les Français de la forteresse de Louisbourg en juillet, laquelle deviendra un point stratégique pour la prise de la ville de Québec.
Une série d’expéditions et de batailles se succéderont pour la prise de la vallée de l’Ohio, au cours desquelles tant les Britanniques que les Français connaîtront victoires et défaites. Parmi les batailles les plus décisives de la guerre de la Conquête sur ce territoire, l’on peut nommer, entre autres, la bataille de la Monongahela, la bataille du lac George, la bataille de Fort Bull, la bataille de Fort Oswego, l’expédition Kittanning, la bataille de Fort William Henry, la bataille de Fort Carillon, la bataille de Fort Frontenac, la bataille de Fort Duquesne, la bataille de Fort Ligonier et la bataille de Fort Niagara (dernière bataille majeure pour la possession de la vallée de l’Ohio).

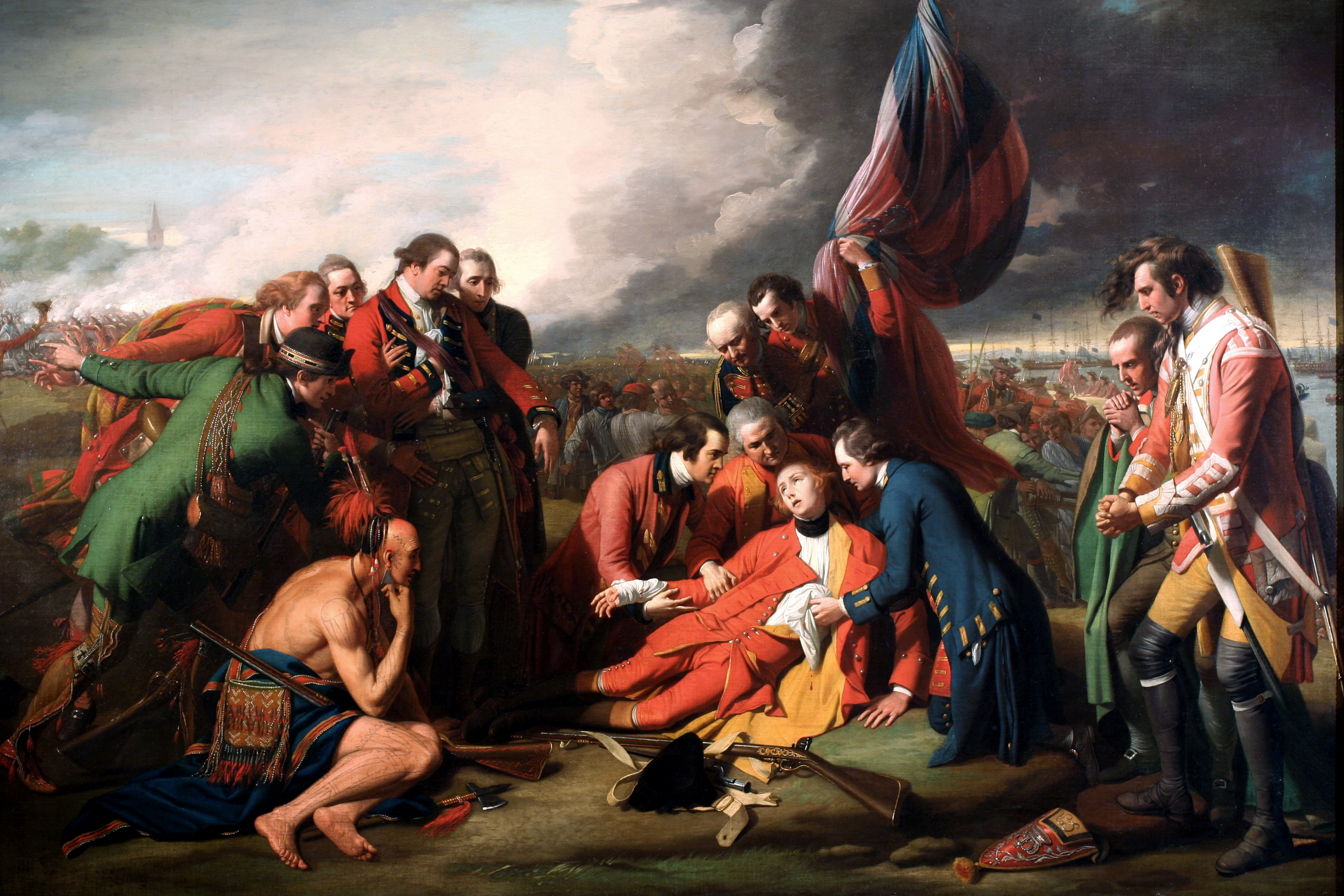
Le Décès du Général Wolfe, peint par Benjamin West, illustre le décès du général britannique Wolfe après sa victoire dans les Plaines d'Abraham en 1759. (Il s'agit en partie d'une œuvre allégorique à la gloire du général anglais. Ce dernier étant mort presque seul, entouré seulement de quelques compagnons)

Le 26 juin 1759, le siège de la ville de Québec débute lorsque les Anglais posent pied à l’île d’Orléans. À la première tentative de débarquement pour la prise de Québec, les Anglais connaissent cependant une défaite lors de la bataille de Beauport au mois de juillet 1759. Au mois de septembre de la même année, les troupes britanniques débarquent à l’Anse au Foulon, et des soldats escaladent la falaise de Cap aux Diamants. La bataille des Plaines d'Abraham devient l’une des batailles les plus déterminantes de la guerre de la Conquête et mène à la prise définitive de la ville de Québec par le général James Wolfe sur Louis-Joseph de Montcalm, marquis de Montcalm.
Lors de la bataille de Sainte-Foy, le gouverneur de la Nouvelle-France et François Gaston de Lévis, chevalier de Lévis réussissent à repousser les Britanniques du général James Murray. Cependant, les renforts britanniques arriveront avant ceux de la France et mèneront successivement à la capitulation de Trois-Rivières et à celle de Montréal en septembre 1760 par le gouverneur Pierre de Rigaud de Vaudreuil de Cavagnial, marquis de Vaudreuil, sous les conditions du général Jeffery Amherst, quelque temps après la bataille des Mille-Îles. Un dernier espoir fut toutefois donné par la France aux colons de la Nouvelle-France au mois de juillet 1760. Une petite flotte armée fut envoyée dans la baie des Chaleurs, mais fut confrontée à une bataille vaine, la bataille de la Ristigouche.
Pendant trois ans, la Nouvelle-France est dominée par un régime militaire anglais, puis à la suite de la victoire britannique à la guerre de Sept Ans, la Grande-Bretagne s'approprie définitivement l'Acadie, le Canada et la partie orientale de la Louisiane (entre le Mississippi et les Appalaches) au Traité de Paris en 1763.
Ainsi, la Nouvelle-France prend fin et, bien que plusieurs vestiges de cette période passée demeurent encore aujourd'hui après la vente aux Américains du restant de la Louisiane en 1803 par Napoléon Bonaparte, le territoire des îles Saint-Pierre-et-Miquelon reste la seule possession française en Amérique du Nord. À partir de 1763, les colons français acadiens et canadiens sont coupés de tous liens avec la métropole par l'armée britannique. Du moins jusque dans les années 1960, cette situation mènera ainsi une grande partie de la population acadienne et canadienne-française à un manque d'approvisionnement, à une soumission inconditionnelle de survie puisque coupée de toute défense militaire et autre, et à un appauvrissement face aux Anglais.

#### ...durant la domination britannique (1763-1867)

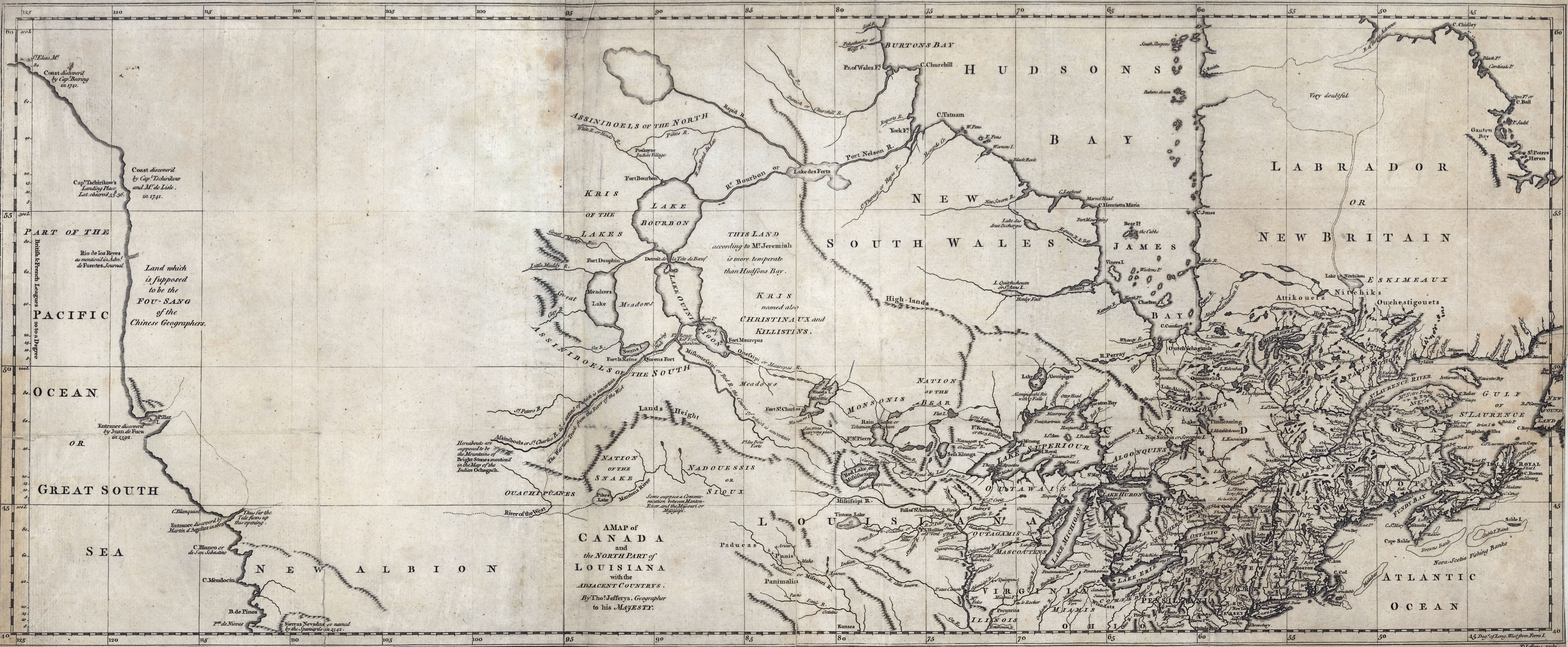
Carte d'époque du Canada, 1762

Pendant cette période, la bataille de Signal Hill met définitivement fin à la présence française à Saint-Jean de Terre-Neuve en 1762. Cette même année, la France cède secrètement la Louisiane de l'ouest du fleuve Mississippi, incluant La Nouvelle-Orléans, à l'Espagne par le traité de Fontainebleau. Cette cession est effectuée afin d'éviter que le territoire ne tombe aux mains de la Grande-Bretagne, mais le territoire sera rétrocédé à la France en 1800, trois ans avant sa vente aux Américains. Après le traité de Paris de 1763, certains Acadiens iront s'établir dans la région qu'ils nommeront Acadiane, mais ils découvriront vite que le territoire sera maintenant possession espagnole. D'autres reviendront sur les terres acadiennes, rejoignant ainsi ceux s'y étant cachés tout au long du nettoyage ethnique. Cependant, ils seront contraints par l'armée britannique de se disperser en petits groupes et ils coloniseront donc les régions acadiennes actuelles de l'Île-du-Prince-Édouard, de la Nouvelle-Écosse, du Nouveau-Brunswick, du Québec et de Terre-Neuve. Cette période marquera le début de la reconstruction d'une « Nouvelle Acadie » pour le peuple acadien et mènera à la « Renaissance acadienne » au milieu du XIXe siècle avec la création d'institutions et de symboles nationaux. Cette dernière sera motivée par la publication du poème Évangéline : Un conte d'Acadie de l'auteur américain Henry Wadsworth Longfellow en 1847, l'un des premiers jalons dans l'éveil de la conscience collective du peuple acadien.
Comme les décisions administratives et politiques concernant les colonies sont prises par les métropoles respectives, le général Jeffery Amherst, à titre de commandant en chef de l’armée britannique en Amérique du Nord, établit un régime militaire provisoire en Nouvelle-France. Ce dernier ne comporte aucune réforme afin de ne pas provoquer le soulèvement des Canadiens.
En 1763, à l'issue de la guerre de Sept Ans, dont la France sort perdante, celle-ci décide de conserver ses îles des Caraïbes plutôt que sa colonie d'Amérique du Nord qui est laissée aux mains des Britanniques. Après la Guerre d'Indépendance des États-Unis d'Amérique en 1776, de nombreux combattants au compte de la couronne de la Grande-Bretagne, appelés Loyalistes, décidèrent de s'installer plus au nord, territoire qui sera plus tard nommé Haut-Canada. Les États-Unis et le Royaume-Uni se firent la guerre anglo-américaine de 1812.
En 1791, l'Acte constitutionnel divise le Canada en deux : Le Haut-Canada, peuplé des loyalistes anglais et le Bas-Canada, peuplé des Canadiens français (C'est à ce moment que le terme Canadien cessa de ne définir que les francophones). Les limites territoriales du Haut-Canada correspondaient au sud de l'Ontario actuel, et celles du Bas-Canada au sud du Québec actuel. L'Acte constitutionnel accorde aussi aux deux colonies une Chambre d'assemblée, ce qui marqua les débuts de la démocratie au Canada. Cependant, ces Chambres ne disposent d'aucuns pouvoirs réels, car le Gouverneur, nommé par le roi britannique, dispose d'un droit de veto sur toutes les décisions de la Chambre et aussi du droit de la dissoudre. Cette situation de fausse démocratie entraîna l'apparition d'un mouvement demandant la Responsabilité ministérielle, ce qui accorderait aux représentants élus par le peuple un pouvoir législatif. Au Bas-Canada, le Parti canadien est un de ces groupes. Au Haut-Canada, ce mouvement sera mené sous le slogan « Rep By Pop ».
En 1834, le Parti Canadien, devenu le Parti patriote, envoie le document des 92 résolutions à Londres, où il formule ses principales demandes constitutionnelles (l'indépendance politique du Bas-Canada et la responsabilité ministérielle entre autres). Londres rétorque avec les 10 résolutions de Russell, qui sont en fait un refus des demandes des Patriotes. De plus, le Gouverneur dissout la Chambre d'assemblée. Devant cette situation, les Patriotes convoquent des assemblées publiques afin de demander au peuple bas canadien de boycotter les produits britanniques. Après que le Gouverneur eut interdit toute assemblée de ce type, les Patriotes en viennent à un conflit armé. Les Patriotes, n'étant qu'une milice de paysans désorganisés, furent écrasés par l'armée britannique, la plus puissante du monde à ce moment. Le chef Patriote, Louis-Joseph Papineau est forcé de s'exiler aux États-Unis, sa tête étant mise à prix par le gouvernement britannique, il ne reviendra au Canada qu'après l'armistice de 1845. Après une première tentative échouée en 1837, Robert Nelson rédige une Constitution pour le Bas-Canada et tente une seconde révolution en 1838, sans plus de succès. La plupart des Patriotes sont envoyés en prison puis relâchés, certains sont exilés et douze seront pendus. C'est à la suite de cette révolte que Lord Durham proposa l'union des deux Canadas afin d'assimiler le peuple francophone d'Amérique à la langue anglaise et à la religion chrétienne protestante (les Canadiens français étant catholiques). La langue française survivra au Canada aidée, entre autres, par la présence d'immigrants irlandais, souvent illettrés et principalement de religion catholique, qui épouseront des femmes francophones et dont les enfants seront éduqués en français, le gaélique étant vue comme une langue primitive par les pouvoirs impériaux anglais et français. Également, l'adoption par des familles francophones d'enfants irlandais orphelins de parents morts de la traversée, à la suite de la Grande Famine de 1847 et le grand pouvoir de l'église catholique face à ses fidèles, permettront de favoriser le maintien et l'usage de la langue française dans le Bas-Canada.
En 1840, Londres, suivant les propositions de Lord Durham, procède à l'Union des deux Canadas sous le nom de Canada-Uni, mais accorde tout de même à la nouvelle colonie unie la Responsabilité ministérielle en 1848. Sous le régime du Canada-Uni, l'actuelle province de Québec est nommée Canada-Est et l'actuelle province de l'Ontario, Canada-Ouest.

## Le Canada sous contrôle de l'Empire britannique (1763-1867)
Après la conquête anglaise en Amérique et la fin de la Guerre de Sept Ans en Europe, la Nouvelle-France disparaît complètement et donne place à l’Empire britannique. Par la Proclamation royale faite en 1763 sous commission du roi George III, le Canada change de nom et devient la Province of Quebec ; le premier gouvernement civil y est institué avec un gouverneur général à sa tête reprenant le rôle du gouverneur et de l'intendant de la Nouvelle-France. De façon similaire au gouvernement de la Nouvelle-France, le gouverneur général est placé sous l'autorité de la Couronne britannique par l'intermédiaire du Bureau colonial (Colonial Office). De plus, le territoire est limité à la base de peuplement de la vallée du fleuve Saint-Laurent. Au cours de la période, la Nouvelle-Écosse s'étendra sur la quasi-totalité du territoire de l'Acadie jusqu'en 1784, les colonies de l'Île-du-Prince-Édouard et de l'Île du Cap-Breton seront créées, et l'on verra s'agrandir les frontières de la Terre de Rupert.

### Province de Québec (1763 - 1791)

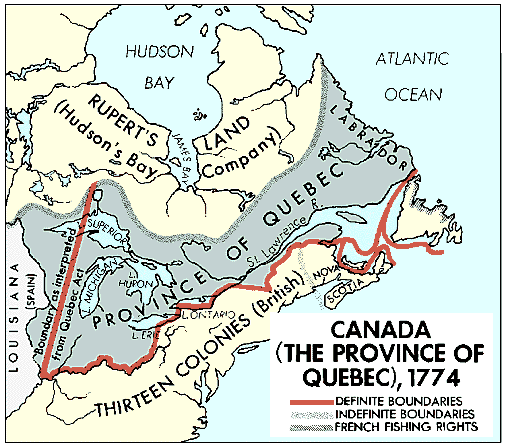
Province de Québec, 1774

De 1763 à 1766, les Amérindiens Outaouais se soulèvent contre les Britanniques, ce qui est connu aujourd'hui comme étant la rébellion de Pontiac. Au cours de cette dernière, les soldats anglais amorcent une guerre biologique auprès de la population autochtone en distribuant des couvertures infectées par le virus de la variole dans les forts amérindiens.
Dans la Province de Québec, les droits des citoyens canadiens-français sont réduits malgré l'entente de capitulation de la ville de Montréal. Les institutions canadiennes sont abolies, alors que des institutions et des cours de justice britanniques sont implantées graduellement. Par conséquent, les Canadiens français ne peuvent exercer leur religion - ainsi le serment du test est obligatoire pour toute personne voulant occuper une charge civile - et l'utilisation de la Coutume de Paris (droit coutumier originaire du Nord de la France) est remplacée par la Common law, droit coutumier britannique.
Dès 1763, deux grands mouvements politiques font surface : le mouvement de restauration où les Canadiens français demandent la protection et la reconnaissance de leurs droits civils et religieux, et le mouvement de réforme chez les marchands britanniques venus s'installer dans la colonie où l'on demande l'implantation immédiate des institutions britanniques telles qu'une chambre d'assemblée législative. Devant les menaces d'insurrection dans la province de Québec, sous la pression de l'Église catholique romaine et pour des raisons pratiques, Londres proclame finalement l'Acte de Québec en 1774 sous les recommandations du gouverneur Guy Carleton. Ce nouvel acte élargit les frontières de la colonie en incluant les territoires de l’Ontario actuel et de la vallée de l’Ohio. De plus, l’Acte de Québec redonne aux Canadiens français certains privilèges tels que la conservation du régime seigneurial ainsi que le droit de pratiquer la religion catholique et d'utiliser la Coutume de Paris pour régir le commerce et les rapports civils. Le serment du test est aboli, mais le droit criminel et pénal britannique est toutefois maintenu. De plus, on interdit aux Canadiens de rétablir les liens avec la mère patrie.
À la bataille de Québec de 1775, les Américains attaquent les Britanniques basés à Québec et tentent vainement de s'emparer de la ville afin de soulever les Canadiens français contre la Grande-Bretagne et de gagner leur soutien dans la quête de l'indépendance des États-Unis. Malgré cette défaite, la ville de Montréal et les forts de la rivière Richelieu sont cependant contraints à la reddition. Le Congrès continental, assemblée législative commune des treize colonies de la Nouvelle-Angleterre, avait tenté à deux reprises de recruter les Canadiens français, mais la majorité de ces derniers décidèrent de demeurer neutres de l'avis du clergé catholique. Les forces révolutionnaires se retirent après le conflit. Puis, lors de la Campagne de Saratoga en 1777, celles-ci reviennent et conduisent une série de batailles pour la prise de contrôle de la baie d'Hudson, mais doivent reculer lors de la défaite à la seconde bataille de Saratoga à l'automne de cette même année.
Bien que le mouvement de réforme ait fait relâche pendant la période de la Guerre d'indépendance des États-Unis, il revient en force après la signature du traité de Paris de 1783 qui met fin à la guerre. Ce mouvement de protestation est d'autant plus amplifié lorsque près de 50 000 loyalistes de l'Empire Uni immigrent dans les colonies de la province de Québec, de la Nouvelle-Écosse, de l'Île-du-Prince-Édouard et de Terre-Neuve afin de rester fidèles à la Couronne britannique. Un projet de constitution parlementaire sera établi et mènera à l'établissement d'une assemblée législative en 1791.
D'autre part, les territoires conservés par l'Empire britannique en Amérique du Nord après la guerre d'indépendance américaine, comprenant l'ensemble des Loyalistes s'y réfugiant, seront dorénavant connus comme constituant l'Amérique du Nord britannique. La majeure partie des Loyalistes s'installeront dans l'ouest de la province de Québec, le long du lac Ontario et de l'archipel des Mille-Îles, fondant entre autres les villes actuelles de Belleville, de Brockville et de Cornwall, tout en peuplant davantage le site de la ville de Kingston. Cependant, plus à l'est, comme les Loyalistes ne sont guère les bienvenus en Nouvelle-Écosse, la partie occidentale de celle-ci se détache afin de former une nouvelle colonie, le Nouveau-Brunswick, qui les accueille en 1784. Les Loyalistes s'installeront notamment sur les sites acadiens des villes actuelles de Fredericton et de Saint-Jean. En outre, avec le début de la Conquête de l'Ouest et la cession des territoires du sud au pays nouvellement formé des États-Unis par le Royaume-Uni, la province de Québec est contrainte de réduire les limites de son territoire. Ainsi, elle perd la vallée de l’Ohio, et les nouvelles frontières du sud sont définies par les barrières naturelles que sont les Grands Lacs et la rivière Niagara.

### Haut-Canada et Bas-Canada (1791 - 1840)
Afin d'accommoder les loyalistes anglophones qui se sont réfugiés dans l'ouest de la province de Québec, cette dernière est divisée par l'Acte constitutionnel de 1791 en deux colonies distinctes, le Haut-Canada et le Bas-Canada. Le Haut-Canada correspond à l'Ontario actuel, majoritairement composé des Loyalistes de l'Empire Uni issus de la guerre d'Indépendance américaine. Le Bas-Canada correspond au Québec actuel, et on y retrouve une majorité de francophones nommés « les Canadiens français ». Comme toutes autres colonies, le Haut-Canada a son lieutenant-gouverneur nommé par le Gouverneur général. Afin de protéger la capitale des attaques américaines, les édifices législatifs du Haut-Canada déménageront de Newark (Niagara-on-the-Lake) à York (Toronto) lors du mandat de John Graves Simcoe, alors que ce dernier fondera London en 1793 pour aussi en faire la capitale, mais en vain. Le Bas-Canada est quant à lui dirigé par le Gouverneur général lui-même siégeant à Québec, capitale de l’Amérique du Nord britannique.

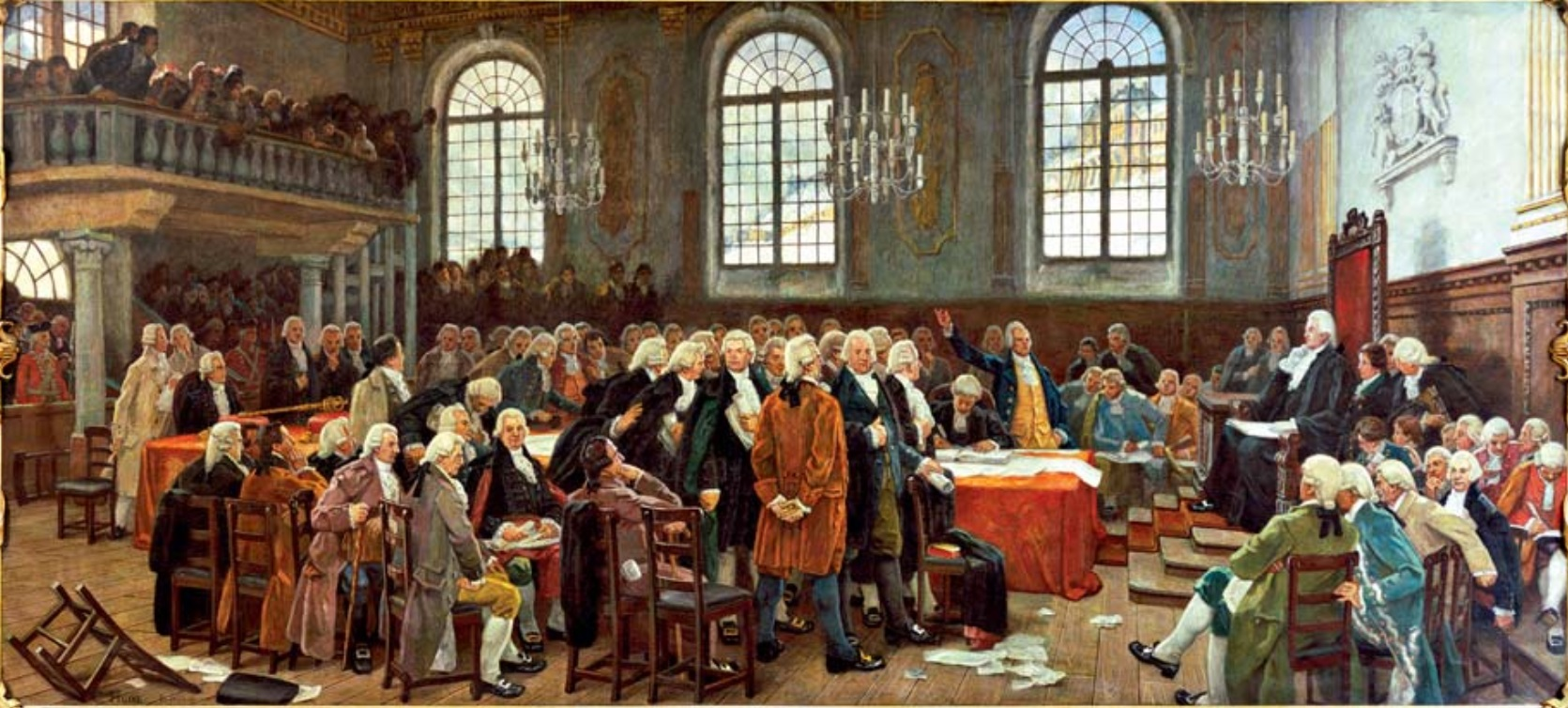
Débat sur les langues tenu lors du premier Parlement du Bas-Canada le 21 janvier 1793 - demi-portion du tableau peint par Charles Huot entre 1910-1913, dont la toile est aujourd'hui affichée dans la salle de l'Assemblée nationale du Québec.

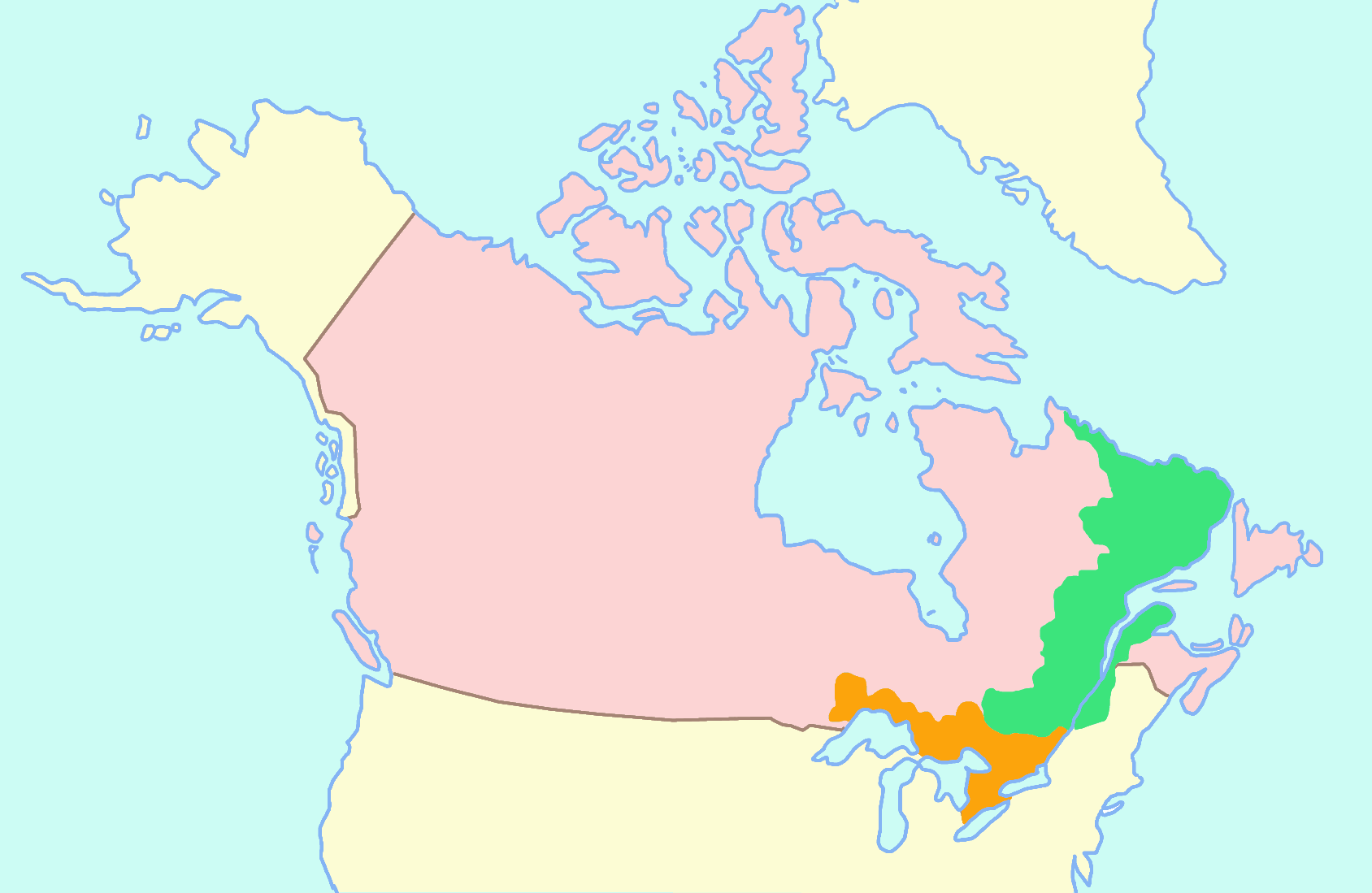
Les provinces du Canada (orange le territoire anglophone, en vert le territoire francophone)

Bien que chaque colonie soit théoriquement une démocratie ayant son Assemblée législative élue par la population - la Chambre d'assemblée du Bas-Canada et la Chambre d'assemblée du Haut-Canada (en) - cette dernière ne possède aucun pouvoir réel. Le régime d’État est une monarchie dont la Couronne est à Londres et dont la représentation se fait par l’intermédiaire du gouverneur général et du lieutenant-gouverneur. De plus, contrairement au Haut-Canada, où tous les membres de la législature (incluant le Conseil législatif du Haut-Canada (en)) sont britanniques, l'acte constitutionnel crée le Conseil législatif du Bas-Canada dont les membres sont non élus et nommés par le gouverneur général. Cette disposition a donc pour effet de créer un système bicaméral à deux chambres législatives, où le Conseil législatif a pour rôle de contrebalancer et de contrôler le pouvoir législatif donné à la majorité canadienne-française du Bas-Canada via le système démocratique et ce, en nommant des pairs britanniques.

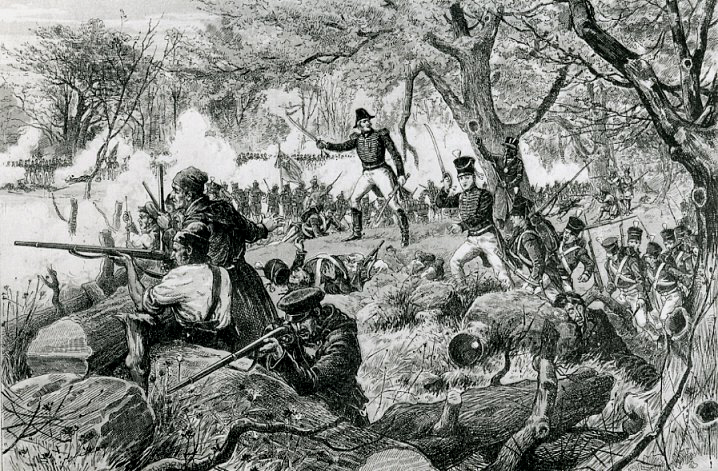
Dessin d'Henri Julien de la Bataille de Chateauguay, pendant la guerre de 1812

De plus, le gouvernement des deux colonies est composé du Conseil exécutif du Bas-Canada et du Conseil exécutif du Haut-Canada (en) dont les conseillers sont nommés par le gouverneur général au Bas-Canada et par le lieutenant-gouverneur au Haut-Canada. Cette situation mènera donc la politique gouvernementale haut et bas-canadienne à une forme de ploutocratie tout au long de l’existence des deux Canadas. De plus, dans les deux colonies, le poste de secrétaire provincial (provincial secretary) est créé au sein de chacun des Conseils exécutifs. Il est placé sous l'autorité du gouverneur général et du lieutenant-gouverneur. Le secrétaire provincial de chaque colonie détiendra un rôle similaire à celui de premier ministre avant l'émergence du gouvernement responsable en 1848 et sera notamment chargé des communications entre les gouvernements colonial et impérial. La Clique du Château, nom donné au gouvernement bas-canadien, sera composée des gens de l’élite anglophone montréalaise, dont les figures les plus prééminentes seront sans doute John Molson l'ancien et James McGill, afin de ne servir que les intérêts commerciaux et autres d’un petit groupe de personnes de la haute société britannique. Alors qu’au Haut-Canada, le Family Compact (Pacte de Famille) mènera une politique monarchiste et ultra-conservatrice, dont le but sera d’établir le modèle britannique, de paralyser les Canadiens français et d’abolir le catholicisme. L’évêque anglican John Strachan en sera la figure la plus notable et verra son influence grandir après la guerre anglo-américaine de 1812.

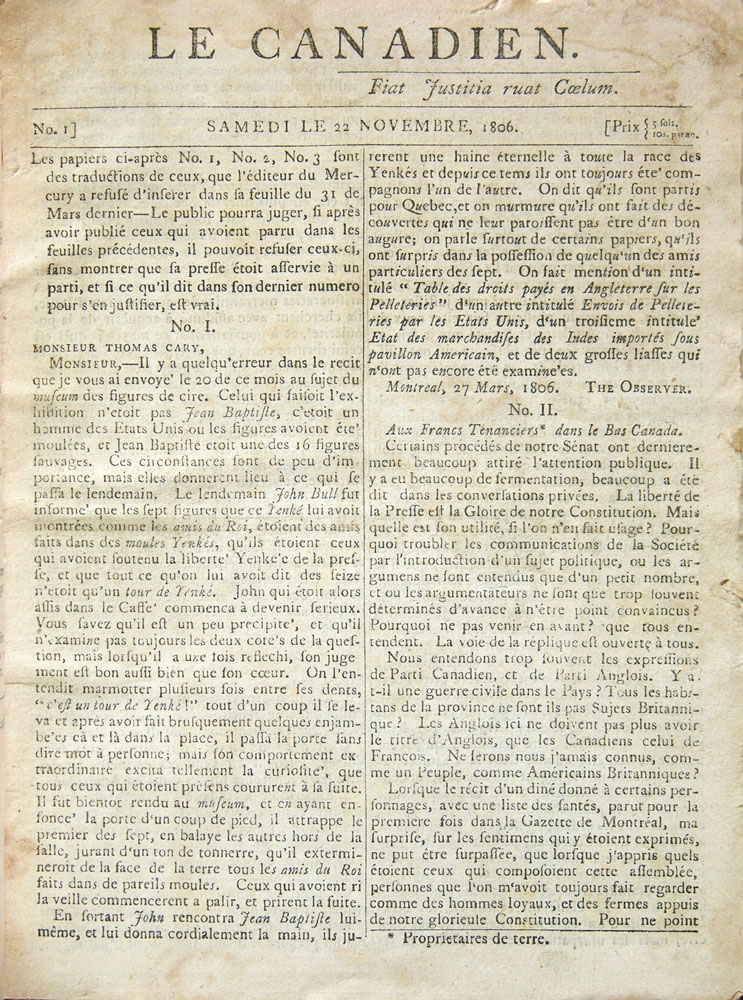
Journal le Canadien du 22 novembre 1806

Ainsi, deux décennies après la création des deux Canadas, le Canada joue un rôle significatif lors de la Guerre de 1812 au cours de laquelle les États-Unis d'Amérique tentent de profiter de la guerre que mène le Royaume-Uni en Europe (guerres napoléoniennes) pour agrandir leur territoire. Il se démarque, entre autres, lors de la bataille de Queenston Heights au débarquement américain sur la rivière Niagara, de la bataille de York où la ville est acculée à la capitulation, de la bataille de la rivière Thames où les forces britanniques tentent de freiner l'avance des Américains passés par Windsor, et de la bataille de la Châteauguay au cours de laquelle les Canadiens français sèment des embûches aux Américains, lesquels tentent sans succès de prendre la ville de Montréal afin de couper l'approvisionnement du Haut-Canada,. La défense du Canada lui vaut d'importants avantages à long terme, notamment quant à la création d'un sentiment d'unité et de nationalisme au sein de la population de l'Amérique du Nord britannique. Une immigration massive de la Grande-Bretagne et de l'Irlande vers le Canada se fait sentir en 1815, où les immigrants s'installent notamment sur la péninsule du Niagara et dans les environs de Hamilton joignant ainsi les Loyalistes arrivés en 1784. En cette même année, la ville de Drummondville est fondée à mi-chemin entre Trois-Rivières et la ville de Sherbrooke (peuplée en 1793 par les Loyalistes) afin d'établir un poste de surveillance sur la rivière Saint-François, laquelle donne un accès maritime direct du fleuve Saint-Laurent aux États-Unis. Une série d'accords mèneront ensuite à de longues périodes de paix entre le Canada et les États-Unis, n'étant interrompus que par de brefs raids opérés par des insurgés politiques, les Fenians (Américains d'origine irlandaise), de 1866 à 1871 contre les autorités britanniques. Ces derniers seront notamment soutenus par le politicien canadien Thomas D'Arcy McGee, mais celui-ci modérera ses propos avant l'invasion fénienne à la bataille de Ridgeway sur la péninsule du Niagara en 1866.
Aux alentours du site de la ville de Saint-Boniface (annexée plus tard à la ville de Winnipeg), laquelle est fondée en 1818 et peuplée par les Métis aux abords de la rivière Rouge, le Canada assiste en 1816 à la bataille des sept chênes (bataille de la Grenouillère). Cette dernière met en scène deux compagnies rivales de traite de fourrure, la Compagnie de la Baie d'Hudson et la Compagnie du Nord-Ouest, dont le dessein - qui se solde par une victoire - est la prise de contrôle des provisions de fourrure du Fort Douglas par la Compagnie de la Baie d'Hudson.
En 1822, un projet d'union législative des deux Canadas est soumis au Parlement de Londres par Lord Henri Bathurst, alors secrétaire d'État pour les colonies britanniques, Secretary of State for the Colonies. Cette disposition a pour effet de créer une minorité francophone avec la majorité canadienne-française du Bas-Canada. Des représentants bas-canadien, dont Louis-Joseph Papineau, se rendent à Londres en 1823 afin de démontrer l'opposition massive du Bas-Canada. Le projet est finalement abandonné en cette même année.
Les représentants du Parti patriote (fondé par les Canadiens français au début du XIXe siècle avec la dénomination « Parti canadien » ) déposent des pétitions en 1828 à la Chambre des Communes de Londres, dont les principaux intéressés se plaignent des actes arbitraires et illégaux du gouverneur général George Ramsay à l'endroit des francophones. Ce dernier est démis de ses fonctions en cette même année.

#### 1834-1840
Les tentatives avortées de réforme constitutionnelle, l'absence de pouvoir réellement légiférer - le népotisme gouvernemental, les difficultés sociales et le sentiment de minorisation des francophones mènent les Patriotes canadiens, dirigés par Louis-Joseph Papineau et insatisfaits de leur position de faiblesse, à envoyer 92 résolutions à Londres en 1834 exigeant plus de pouvoirs démocratiques pour le Parlement du Bas-Canada.
En 1835, le gouverneur Lord Gosford met sur pied la « commission royale d'enquête sur toutes les peines affectant les sujets de Sa Majesté dans le Bas-Canada ».
Cette commission mène aux 10 résolutions de Russell en 1837, lesquelles incarnent le refus catégorique de Londres et le rejet de l'ensemble des demandes et permettent même au gouvernement colonial d'outrepasser l'autorité budgétaire de la Chambre d'assemblée du Bas-Canada. Le Parti patriote change de stratégie à la suite de ce refus et mène plusieurs assemblées de citoyens, dont les assemblées de Saint-Ours, de Saint-Laurent, de Saint-Marc et de Stanbridge Station, en plus de l'Assemblée des six-comtés où la Colonne de la liberté est érigée.
Au cours de cette dernière assemblée tout comme dans les précédentes, les citoyens soutiennent l'idée des droits de l'homme, de la lutte constitutionnelle, du boycott économique et commercial et approuvent l'organisation paramilitaire des jeunes Patriotes, la Société des Fils de la Liberté. Alors réfugiés au Bas-Canada, plusieurs Acadiens participent aux assemblées de citoyens et soutiennent les Patriotes ; leur apport sera d'ailleurs commémoré en 2002 par une promenade et un monument en leur hommage dans la ville de Québec,. De plus, certains Américains, dont les frères Robert Nelson et Wolfred Nelson et certains Français recrutés par les États-Unis, dont Charles Hindenlang, se rangent du côté des Patriotes et appuient l'assemblée, laquelle mènera à la guerre civile du Bas-Canada en 1837, communément appelée la Rébellion des Patriotes. En 1838, la déclaration d'indépendance du Bas-Canada, écrite par Robert Nelson alors retourné aux États-Unis avec ses partisans, promulgue la séparation de l'Église et de l'État, puis mène à la création de la république du Bas-Canada. Cette volonté d'autonomie et cette révolution sont toutefois violemment réprimées par l'armée britannique et mènent à une série de conflits dont la bataille de Saint-Denis, la bataille de Saint-Charles et la bataille de Saint-Eustache. De plus, au cours de la Rébellion, les Iroquois des régions de Kahnawake et de Kanesatake déclarent leur neutralité face au conflit, mais collaborent tout de même avec les autorités britanniques. Plusieurs villages de la Montérégie sont incendiés et pillés, et des Patriotes sont pendus en 1839, dont François-Marie-Thomas Chevalier de Lorimier, sur le futur site de la prison Parthenais à Montréal. Certains iront en appeler au génocide du Bas-Canada - rappelant celui des populations autochtones de 1763 à 1766 - qui durera jusqu'à ce que la politique d'éradication linguistique et culturelle entre en vigueur en 1840 via l'Acte d'Union,,. De plus, des centaines de familles canadiennes-françaises actuelles sont touchées par la déportation de plusieurs Patriotes. Ces derniers sont notamment exilés en Australie, colonie pénitentiaire, alors que d'autres doivent s'enfuir aux États-Unis.
La Rébellion du Haut-Canada menée contre l’empire britannique est quant à elle de plus courte durée et n’a pas d’incidence directe. Comme au Bas-Canada, elle a pour but de réformer le système démocratique en introduisant la responsabilité ministérielle. Elle est le fruit de l’insurrection des Écossais menée par William Lyon Mackenzie et son Parti réformiste (en) et qui mène aussi à une déclaration d’indépendance, celle de la république du Canada. Les révolutionnaires fuient Toronto et vont établir le nouveau gouvernement de la république sur l’île Navy sur la rivière Niagara. Cependant, après avoir été forcés de quitter l’île par la Royal Navy, ils traversent la frontière là où les autorités américaines les capturent et les font prisonniers pour violation des lois de neutralité entre les États-Unis et l’empire britannique.
En 1838-1839, le Canada assiste en plus à un conflit de frontière lors de la guerre Aroostook qui oppose les Britanniques aux Américains dans la région acadienne chevauchant le nord-est de l'État du Maine (Comté d'Aroostook), l'est du Bas-Canada (MRC de Témiscouata) et le nord-ouest de la colonie du Nouveau-Brunswick (comté de Madawaska), dont le centre est la ville actuelle d'Edmundston. Une entente entre les États-Unis et le Royaume-Uni divise la région selon les trois frontières connues aujourd'hui. Cette région, communément appelée la république du Madawaska, est composée d'une population majoritairement francophone de descendance acadienne, dont les habitants sont connus sous le nom « Brayon » contrairement aux Acadiens des autres régions qui ont conservé la même dénomination.

### Province du Canada (Canada-Uni) (1840 - 1867)
À la suite de l'échec des rébellions de 1837, la reine Victoria sanctionne la création d'un conseil spécial pour administrer le Bas-Canada et donne en 1839 à John Lambton, Lord Durham, la tâche d'étudier la situation politique des deux Canadas. Le rapport sur les affaires de l'Amérique du Nord britannique (rapport Durham) traduit les principales recommandations de ce dernier. Celles-ci sont la réunification des deux colonies (ce qui permettrait de réduire la grande dette du Haut-Canada en la répartissant sur tout le territoire) et la présence plus importante de la culture britannique auprès des francophones, afin de les y noyer et de les assimiler, car ils sont considérés comme sans culture, sans histoire, sans patrie et sans littérature. C'est ainsi que l'Acte d'Union de 1840 fusionne les deux Canadas en une seule colonie quasi-fédérale, la Province du Canada - ou communément le Canada-Uni, abrogeant une partie des droits octroyés aux Canadiens français par l'Acte de Québec de 1774.
Ainsi, l’Assemblée législative de la province du Canada est dorénavant l’organe qui dirige théoriquement la colonie. Son siège sera alternativement Kingston, Montréal, Toronto et Québec, mais s'installera définitivement à Ottawa en 1866. La structure politique de la province du Canada comprend deux premiers ministres qui agissent en tant que conseiller auprès du gouverneur général pour chacune des deux régions désignées en tant que Canada-Est et Canada-Ouest, lesquelles reprennent les mêmes limites que le Bas-Canada et le Haut-Canada respectivement. Le rôle de premier ministre du Canada-Uni est encore présent aujourd'hui en ce sens où il est l'ancêtre du rôle de lieutenant du Québec où un politicien fédéral agit en tant que conseiller principal auprès de son parti sur des sujets spécifiques au Québec.
À l'Assemblée législative, le parti Tory, ou conservateur (incarné au sein du Family Compact et de la Clique du Château), perdra peu à peu de son influence jusqu’en 1848. Cette année, on voit apparaître l’instauration du premier gouvernement responsable du Canada à la suite de l’alliance entre Sir Louis-Hippolyte La Fontaine et Robert Baldwin, tous deux premiers ministres du Canada-Est et du Canada-Ouest respectivement.
De plus, en cette même année 1848, l'Institut canadien de Québec est fondé avec pour mission la promotion de la culture francophone afin de contrecarrer l'influence grandissante de la culture britannique. Des auteurs tels que François-Xavier Garneau écriront plusieurs œuvres qui perpétueront l'histoire des Canadiens français au fil des ans. Depuis l'échec de la Rébellion des Patriotes, les politiciens canadiens-français, dont George-Étienne Cartier, tentent en outre de continuellement négocier avec le gouvernement britannique afin de retrouver leur province et leurs pouvoirs législatifs.
D'autre part, dès la fin de la première moitié du XIXe siècle, la révolution industrielle fait son apparition au Canada tout comme dans le reste de l'Empire britannique. Les riches familles britanniques du Canada s'établiront notamment dans la ville de Montréal, capitale financière, et fonderont certaines des plus grandes entreprises canadiennes actuelles avec des Canadiens anglais aux postes de contremaîtres et des Canadiens français comme ouvriers. Pendant plus d'un siècle, la grande majorité du Canadiens français vivra repliée sur elle-même, résignée à son sort dans la pauvreté, et est acculée aux régions rurales où l'Église catholique jouera un rôle politique ultramontain prépondérant dans le maintien de la cohésion et dans le soutien à la société canadienne-française. Ainsi, face à la croissance de l'immigration britannique au Canada, l'Église catholique tente notamment de contrer l'effet de minorisation des francophones en encourageant la natalité, ce qui est connu aujourd'hui comme étant la revanche des berceaux. Ce phénomène perdurera jusqu'à la fin des années 1950 lors de la révolution tranquille et de la laïcisation de l'État. Au cours de cette période, l'on assistera au détachement de l'Église par les baby-boomers. Ces derniers se soulèveront contre ce qui sera perçu comme étant les abus de l'Église survenus lors de la Grande Noirceur au Québec, de 1944 à 1959.
Avec l'avènement du gouvernement responsable, on assiste à la fondation de nombreux partis politiques et, par le fait même, à la création d'un schéma rudimentaire décrivant les rouages de la scène politique canadienne actuelle. Ainsi, le Parti rouge est fondé au Canada-Est en 1848 par Antoine-Aimé Dorion en reprenant l'idéologie du Parti patriote de Louis-Joseph Papineau (à l'origine du Parti libéral du Québec). Étienne-Paschal Taché viendra quant à lui équilibrer la politique avec la création du Parti bleu selon les idées plus modérées de Louis-Hippolyte La Fontaine, lequel parti deviendra plus tard le Parti conservateur du Québec et l'Union nationale, pour finalement s'éteindre lors de la montée du mouvement souverainiste québécois dans les années 1960. Au Canada-Ouest, le parti libéral-conservateur sera fondé en 1854 par John Alexander Macdonald après la coalition du Parti réformiste (formé au cours des années 1830 en défenseur de la rébellion haut-canadienne, pour devenir aujourd'hui le Parti libéral de l'Ontario) de Robert Baldwin et William Lyon Mackenzie, et du Parti Tory (aujourd'hui le Parti progressiste-conservateur de l'Ontario). Après une gamme de fusions de partis politiques au fil des ans, ce nouveau parti mènera au Parti conservateur du Canada en 2003 au sein duquel se retrouveront les Red Tory et les Blue Tory - respectivement les partisans du progressisme et du conservatisme socio-économique. George Brown fondera quant à lui les Clear Grits (ancêtre du Parti libéral du Canada et considéré comme étant plus progressiste), à même les membres plus radicaux de la faction réformiste du Parti réformiste, en prônant la Rep by Pop (principe de la démocratie représentative où les députés sont élus au prorata de la population), et donc la minorisation des Canadiens français à l'assemblée législative du Canada-Uni. Ce parti sera perçu comme privilégiant des politiques anti-francophones étant donné le principe défendu de la représentation selon la population et la majorité anglophone, qui existe dans l'ensemble du Canada-Uni.
Alors que le Canada-Uni est au bord d'une guerre civile au début des années 1860 et que la guerre de Sécession des États-Unis fait rage, ayant été renversé par les partis d'opposition à la suite de son alliance avec le Parti rouge pour cause de sécularisme anticlérical, les Clear Grits de George Brown s'associent en 1864 avec les partis de John Alexander Macdonald (Parti libéral conservateur) et de George-Étienne Cartier (Parti bleu), lesquels forment la coalition Macdonald-Cartier. Les Clear Grits irlandais feront cependant volte-face et appuieront le Parti réformiste de William Lyon Mackenzie. Ainsi, le gouvernement de coalition sera formé et mènera à la création de la Confédération en 1867 et ce, notamment, dans le but de se prémunir des contrecoups de la guerre civile américaine au Canada.
Après que les États-Unis et le Royaume-Uni se furent entendus en 1846 pour retenir le 49e parallèle nord comme frontière séparant les États-Unis de l'Ouest de l'Amérique du Nord britannique, le gouvernement de Grande-Bretagne signa avec les États-Unis un accord de libre-échange pour le Canada-Uni en 1854. Le Traité de réciprocité canado-américain permit un regain dans l'économie en chute libre de la Province of Canada. Cet accord prendra cependant fin en 1866, et l'économie du Canada-Uni retombera à la dérive.

### Les colonies britanniques de l'ouest
L'Espagne se considérait en possession de toute la côte pacifique au nord de l'Alaska, et les premiers explorateurs européens à atteindre ce qui est aujourd'hui l'Île de Vancouver et les Îles de la Reine-Charlotte furent espagnols. Ils étaient suivis de près par le navigateur britannique James Cook en 1778. Pendant les années 80 et 90 du XVIIIe siècle les Espagnols, les Russes, les Britanniques et les Américains faisaient concurrence pour le traite de la fourrure de loutre de mer, alors très valable en Chine. En 1792 le conflit entre la Grande-Bretagne et l'Espagne menaçait d'éclater en guerre ouverte. George Vancouver et Juan Francisco de la Bodega y Quadra, des représentants de leurs pays respectifs, se rencontrèrent à la baie de Nootka sur l'Île de Vancouver pour discuter une résolution. L'Espagne se retira alors à la Californie, laissant champ libre aux Britanniques et aux Américains. Ces derniers devenaient de plus en plus agressifs, surtout après le voyage d'exploration célèbre de Lewis et Clark qui ont atteint l'embouchure du fleuve Columbia en 1805. Pourtant, ce fut un Canadien, Alexander Mackenzie, le premier européen à traverser le continent nord-américain. En 1792 Mackenzie, né en Écosse mais immigrant au Bas-Canada, accompagné de six voyageurs canadiens-français, un guide Amérindien et un autre Écossais arrivèrent à l'embouchure de la rivière Bella Coola. D'autres explorateurs tels que Simon Fraser, qui suivit le fleuve Fraser jusqu'au détroit de Georgie (1806-1808), et David Thompson aidèrent à l'établissement des postes de traite de fourrure dans l'ouest du continent. En 1812 Thomas Douglas, le lord Selkirk, un noble écossais qui avait acheté contrôle de la Compagnie de la Baie d'Hudson, fonda la colonie d'Assiniboia, connue aussi comme la colonie de la rivière Rouge pour abriter des fermiers écossais déplacés de leurs terres par les clôtures. Pourtant, la région n'était pas dépourvue d'habitants ; les Métis y vivaient déjà et faisaient commerce avec la Compagnie du Nord-Ouest. Alors la colonie de lord Selkirk devint de très tôt la mise en scène pour les conflits parfois sanglants entre les deux commerces comme la bataille de Sept-Chênes. La Compagine de la Baie d'Hudson et la Compagnie du Nord-Ouest se rivalisaient pour le contrôle de l'ouest jusqu'à 1821. Les conflits entre les colons européens et les Métis seraient plus difficiles à résoudre.
Face au traité imminent qui donnerait tout territoire au sud du 49e parallèle aux États-Unis, James Douglas, employé de la Compagnie de la Baie d'Hudson établit un poste de traite à Fort Victoria en 1843. Six ans plus tard, le gouvernement de Grande-Bretagne créa la colonie de l'Île de Vancouver en 1849, en 1852 la colonie des Îles de la Reine-Charlotte, et en 1858 Douglas se proclama gouverneur de la Colombie-Britannique lors de la ruée vers l'or dans le canyon Fraser. Douglas, déjà gouverneur de l'Île de Vancouver, s'inquiétait que les mineurs et marchands américains, qui se précipitaient de Californie vers les colonies britanniques, auraient profité de leur pouvoir pour saisir ces territoires pour eux-mêmes. Dès la fin des années 1850, les dirigeants canadiens entamèrent une série d'explorations vers l'Ouest, menées entre autres par George Dawson et Joseph Burr Tyrrell, avec l'intention de prendre le contrôle de la Terre de Rupert ainsi que de la région Arctique. Le Territoire du Nord-Ouest et le Territoire Stikine virent le jour en reprenant certains emplacements de la Terre de Rupert. Après la ruée vers l'or, les colonies pacifiques se trouvaient comblées de dettes, avec une grande population d'origine américaine. En 1866 le gouvernement britannique fit l'union des colonies de l'Île de Vancouver avec la Colombie-Britannique.

### Les migrations de population
La population canadienne crût rapidement grâce à un taux de natalité élevé ; l'immigration massive de l'Europe vint ainsi contrer l'effet de l'émigration vers les États-Unis. En effet, dès les années 1840 et jusqu'à la Grande Dépression de 1929, de nombreux Canadiens français émigreront dans les États de la Nouvelle-Angleterre pour fuir l'oppression du Canada anglais et les difficultés économiques. Cet exode massif sera connu sous le nom de « Grande Hémorragie ». Au début du XXe siècle, quelques-uns de ces Franco-Américains reviendront au Canada et s'installeront dans les provinces de l'ouest canadien. Pendant cette même période, de nombreux francophones iront s'établir dans le Canada-Ouest et peupleront les régions actuelles du nord et de l'est de l'Ontario, établissant ainsi ce qui demeure la zone francophone actuelle. On notera que la colonisation française était déjà présente au temps de la Nouvelle-France dans les régions du sud de l'Ontario actuel.
Un exode parallèle de population des provinces maritimes conduisit à une perte de population de 500,000 personnes qui quittèrent la Nouvelle-Écosse, le Nouveau-Brunswick et l'Île du Prince Édouard. Ils partirent vers les États-Unis et l'ouest du Canada entre 1867 et 1930, ce qui contribua à l'appauvrissement des provinces canadiennes du bord Atlantique.
On observe un changement important à la fin de la période de la pré-confédération: le gouvernement étant désormais du ressort de la population, l’Assemblée législative du Canada-Est, majoritairement francophone, abolit la Coutume de Paris et introduit le Code civil du Bas-Canada en 1866, par référence au Code Napoléon promulgué en France. Les affaires civiles sont donc désormais régies par un Code Civil. Ce nouveau code de loi connaîtra une première réforme en 1980 pour ensuite être complètement transformé en 1991, devenant ainsi le Code civil du Québec.
Au cours de cette période, la Province du Canada connaît également une période d’immigration massive provenant du sud des États-Unis à la suite de la Guerre de Sécession. Les immigrants américains s’établissent principalement dans le sud du territoire québécois, peuplant ainsi davantage la région des Cantons-de-l’Est qui avait été créée par les Loyalistes de l'Empire-Uni qui s'y étaient réfugiés après la guerre d'indépendance des États-Unis. Finalement, entre la période qui marque la fin du régime du Canada-Uni et le début de la Confédération, on assiste à une recrudescence du développement de la région des Laurentides lorsque l'évêque Ignace Bourget concède la paroisse de Saint-Jérôme à François-Xavier-Antoine Labelle, bien connu comme le curé Labelle.

## Le Dominion du Canada (1867 à nos jours)
La Confédération canadienne ou Confédération du Canada est le processus par lequel les colonies britanniques du Canada-Uni, Nouveau-Brunswick et la Nouvelle-Écosse s'unifièrent afin de former une nation : le Canada. Lorsque la Constitution du Canada est entrée en vigueur le 1er juillet 1867, les colonies sont devenues collectivement provinces du Dominion du Canada. Ce nouveau pays a été formé sous la forme d'une fédération avec un régime de type monarchie constitutionnelle. Le Canada était alors constitué de quatre provinces : le Nouveau-Brunswick, la Nouvelle-Écosse, l'Ontario et le Québec. À la suite de cette union, d'autres territoires ont intégré la Confédération et d'autres provinces ont été créées. L'établissement de la fédération canadienne est communément considérée comme la date de l'indépendance du Canada par rapport au Royaume-Uni.
Le terme confédération est maintenant souvent employé pour décrire le Canada d'une manière abstraite et l'expression « les pères de la Confédération » est un exemple d'une telle utilisation. Cependant, le terme se réfère habituellement plus concrètement au processus politique qui unifia les colonies dans les années 1860, et non à la structure politique du pays. Il est également employé pour diviser l'histoire canadienne en deux périodes, la « préconfédération » et la « postconfédération » (la « postconfédération » étant une période qui s'étend jusqu'à nos jours). Bien que l'on emploie souvent le terme « confédération » pour se référer au Canada, il demeure que le Canada serait plutôt une fédération.
La Confédération fut accomplie lorsque la reine Victoria donna le consentement royal à l'Acte de l'Amérique du Nord britannique le 29 mars 1867. Cet acte, appelé officiellement le British North America Act (BNAA) (en français l'AANB pour « Acte de l'Amérique du Nord britannique »), fut rédigé pour des raisons de politique intérieure (instabilité ministérielle, Rep by Pop), de politique extérieure (menace d'invasion des Américains, retrait du soutien militaire du Royaume-Uni) et économique (besoin d'un chemin de fer à la suite de la fin du Traité de Réciprocité). Il unifiait le Canada-Uni aux colonies du Nouveau-Brunswick et de la Nouvelle-Écosse, et il entra en vigueur le 1er juillet de l'année 1867. L'acte vint dissoudre l'Acte d'Union de 1840 qui avait précédemment unifié le Haut-Canada et le Bas-Canada. Il est le principal document constitutionnel du Canada. Le Canada-Uni fut divisé en deux provinces séparées qui devinrent l'Ontario et le Québec. Le 1er juillet est maintenant célébré comme la fête du Canada.
Alors que l'AANB accordait au Canada l'indépendance nominale, le nouveau pays n'était toutefois pas entièrement souverain vis-à-vis du Royaume-Uni. La politique étrangère resta dans les mains des Britanniques, le Comité juridique du Conseil privé demeura la Haute cour d'appel du Canada, et la Constitution ne pouvait être amendée qu'au Royaume-Uni. Graduellement, le Canada gagna plus d'indépendance, aboutissant à la Constitution de 1982 qui coupa le cordon (le Québec n'a pas ratifié cette Constitution). Jusque-là, toute modification du BNAA était une prérogative du Parlement de Westminster. Depuis, la Constitution canadienne est modifiée par une majorité du Parlement du Canada appuyé par une majorité qualifiée (et parfois l'unanimité) des législatures des provinces.
Les pères de la Confédération choisirent de baptiser le nouveau pays le Dominion du Canada, après avoir rejeté Royaume et Confédération, entre autres options. Ils auraient pu créer le Dominion de Borealia (de Nord en latin), par analogie avec l'appellation de l'Australie (de Sud en latin). À la lumière de l'évolution du Canada, le terme de confédération est aujourd'hui perçu, la plupart du temps, comme une ruse de John Alexander Macdonald et d'autres pour encourager le Canada français et les colonies maritimes à venir participer aux discussions. La plupart des chefs coloniaux, redoutant d'être dirigés par la population du centre du Canada, ne voulaient pas d'un gouvernement central fort. Macdonald n'avait aucune intention de faire réellement du Canada une confédération et était disposé à maintenir plusieurs des colonies en dehors de l'Union politique, plutôt que d'affaiblir le gouvernement du centre qu'il représentait. Le Canada est ainsi devenu une fédération, mais certainement pas une confédération, comme la Suisse. Cependant, l'impression que le nouveau Canada confédéral était un pacte entre deux peuples fondateurs, domina le discours politique au Québec pendant presque un siècle.

### La confédération canadienne (1867 - 1914)
Par suite de la Grande Coalition lors de la Conférence de Charlottetown et de la Conférence de Québec en 1864, ainsi que de la Conférence de Londres en 1866, les Pères de la Confédération entreprennent d'unifier les trois colonies — le Canada-Uni, la Nouvelle-Écosse et le Nouveau-Brunswick — menant ainsi à la création du Dominion du Canada. L'Acte de l'Amérique du Nord britannique de 1867 crée ce dominion sous le nom de Canada, avec quatre provinces distinctes : l'Ontario, le Québec, le Nouveau-Brunswick et la Nouvelle-Écosse. Le nouveau pays est formé sous la forme d'une fédération avec un régime de type monarchie constitutionnelle et conserve un gouvernement responsable à régime parlementaire.
Étant l'un des pères de la Confédération, George-Étienne Cartier, politicien de forte influence au Bas-Canada, devient le principal précurseur de la conservation du fait français dans la confédération canadienne, ainsi que de la protection du régime politique que forme l'union fédérale. Lors de la conférence de Londres en 1866, cette dernière fut appelée, par les délégués britannique, à être remplacée par une union législative centrale à majorité anglophone, qui aurait supprimé le principe de la distribution des compétences législatives connu au sein de l'union fédérale actuelle et par le fait même aurait annihilé tous pouvoirs législatifs réels chez les francophones étant donné la minorité qui aurait été ainsi formée.
Par la suite, le Canada entreprend de prendre le contrôle des terres de la plaine entre la Colombie-Britannique et l'Ontario en remontant jusqu'au Territoire du Nord-Ouest par la Terre de Rupert. Le Canada intègre rapidement les territoires de l'ouest grâce à l'expansion des provinces de l'Ontario et du Québec, de la colonie de la Colombie-Britannique et de la grande plaine. Les Territoires du Nord-Ouest sont créés avec l'intégration du Territoire du Nord-Ouest et de la Terre de Rupert en 1870.

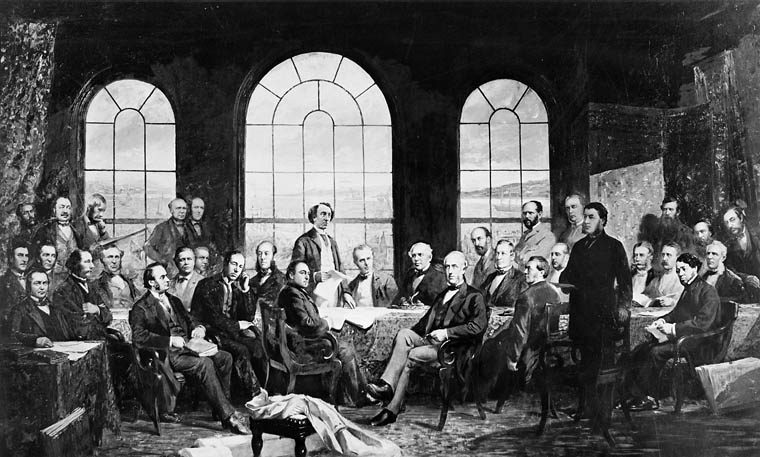
« Les pères de la Confédération » en réunion à Québec.

La colonie de la rivière Rouge est fondée et deviendra plus tard la province bilingue du Manitoba. Les peuples autochtones, incluant les Métis (descendants d'Amérindiens et de Français et d'Écossais), vivaient dans une structure politique qui leur était propre. Par conséquent, lorsque l’armée britannique arrive pour prendre possession des terres, certaines tensions dégénèrent en conflits ouverts, voire à la guerre. Ainsi, une crise politique majeure est déclenchée entre les Britanniques et le peuple métis de la Plaine, ce dernier désirant conserver son autorité et son autonomie sur son territoire. Le gouvernement provisoire a négocié avec le gouvernement canadien, ce qui mène à la création de la province du Manitoba et à son entrée au sein de la Confédération en juillet 1870. Les soldats canadiens, dont plusieurs étaient des Orangistes, ont abusé la population métisse. Plusieurs Métis sont partis vers l'ouest. Louis Riel, le président du gouvernement provisoire, a été obligé de s'exiler au Montana à cause d'une prime placée par le gouvernement ontarien.
Le premier ministre John A. Macdonald organise une politique qualifiée d'« ethnocide » envers les amérindiens des plaines du centre du pays afin de s'approprier leurs terres, provoquant intentionnellement des famines, des exécutions arbitraires et l'assimilation forcée des enfants dans des pensionnats spécialement construits à cet effet.

### Chemin de fer transcontinental
La colonie de la Colombie-Britannique — laquelle inclut celle de l'Île de Vancouver depuis 1866 — ainsi que la colonie de l'Île-du-Prince-Édouard rejoignent la Confédération respectivement en 1871 et en 1873. De plus, dans un but d'unification et afin d'étendre l'Union en soutenant l'autorité canadienne sur les provinces de l'Ouest, le gouvernement fait construire trois chemins de fer transcontinentaux — plus particulièrement le Chemin de fer Canadien Pacifique — en employant des immigrants chinois. Cependant, la construction du chemin de fer mène au Scandale du Pacifique en 1873 au cours duquel le premier ministre John Alexander MacDonald est aux prises avec des accusations de corruption.
Le gouvernement encourage les immigrants européens à développer les Prairies canadiennes. À cette fin, il adopte la Loi des terres du dominion et établit la célèbre Police montée du Nord-Ouest (aujourd'hui la Gendarmerie royale du Canada). Avec l'afflux massif d'immigrants en provenance d'Europe qui se rendent dans les Plaines à bord du train transcontinental, des villes nouvelles poussent comme des champignons au cours de la décennie 1880, notamment Regina, Saskatoon, Calgary, Vancouver et Whitehorse ; les villes d'Edmonton et de Victoria avaient été fondées respectivement en 1795 et 1843 par la Compagnie de la Baie d'Hudson, tandis que les villes de Sault-Sainte-Marie et de Thunder Bay avaient été fondées au XVIIe siècle respectivement par les pères jésuites et les coureurs des bois français. En 1883, la ville de Sudbury, qui la plus francisée de l'Ontario, sera fondée à la suite de la découverte de mines de cuivre et de nickel dans la région, alors que sept ans auparavant, la ville de Thetford Mines avait été fondée lors de la découverte de mines d'amiante dans la région. À la fin du XIXe siècle, des régions des Territoires du Nord-Ouest, dont certaines englobent ces villes, se feront accorder un nouveau statut, formant ainsi le Territoire du Yukon lors de la ruée vers l'or dans la région du Klondike en 1897. Les provinces de l'Alberta et de la Saskatchewan sont créées en 1905.

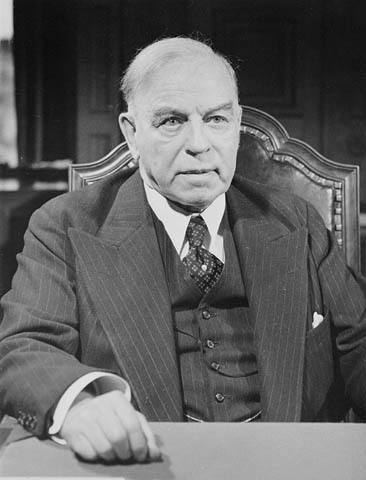
William Lyon Mackenzie King, 10e premier ministre du Canada

Selon un « Document de Travail » préparé en 1994 pour le Ministère de la Justice par Glenn Gilmour, le Canada a une longue histoire de violence envers les minorités raciales ou ethniques. Pourtant, M. Gilmour constate aussi que « le problème de la violence motivée par la haine n'est pas un problème majeur au Canada ». Une première émeute dirigée contre les immigrants chinois a éclaté en 1887 à Granville (Vancouver), alimentée par les institutions politiques, la presse locale et des dirigeants reconnus. Une deuxième émeute de même nature se produit en 1907 et est surtout dirigée vers les immigrants originaires du Japon. Des agressions similaires se produiront notamment lors de la Seconde Guerre mondiale, quand des membres de la communauté allemande et japonaise seront arbitrairement internés. C'est seulement en juin 2006 que le gouvernement canadien présentera des excuses officielles et des dédommagements à la communauté sino-canadienne pour la « taxe d'entrée imposée aux immigrants chinois » en vertu de la loi de l'immigration chinoise de 1923.
Lorsque la rébellion de la rivière Rouge prend fin en 1870, plusieurs Métis se déplacent vers l'ouest, afin de conserver leur indépendance. Ils fondent la colonie de Batoche sur les rives de la rivière Saskatchewan Sud, au nord du site de la ville actuelle de Saskatoon. Toutefois, devant l'arrivée d'immigrants qui prennent possession des terres des Prairies dans les années 1880 et avec l'imposition du régime cadastral britannique de division des terres en cantons, remplaçant l'ancien régime seigneurial, par le gouvernement canadien, le peuple métis se soulève et prend les armes afin d'établir un État indépendant.
Louis Riel, revenu de son exil en 1884, dirige cette tentative avortée, qui est aujourd'hui connue comme étant la Rébellion du Nord-Ouest. Au cours de celle-ci, on assiste à une série de conflits ouverts, dont la bataille de Duck Lake, le massacre de Frog Lake, la bataille de Fort Pitt, la bataille de Fish Creek, la bataille de Cut Knife, la bataille de Batoche, la bataille de Frenchman Butte et la bataille de Loon Lake. Le chef métis Louis Riel est capturé et pendu pour trahison en 1885 par les autorités canadiennes.
Bien que le mouvement suffragette pour le droit de vote des femmes soit apparu au cours des années 1870, ce droit n'est octroyé pour la première fois qu'en 1916 par les provinces de l'ouest canadien. L'année suivante, le gouvernement fédéral fera de même, et les provinces centrales et de l'Atlantique ainsi que les territoires suivront par la suite.

### De 1914 à 1982
Les divisions territoriales de la Confédération changeront au cours des années, notamment avec l’intégration de la province de Terre-Neuve-et-Labrador en 1949 et de la création du territoire du Nunavut en 1999. De plus, face à la convoitise des États-Unis sur les îles de l'archipel arctique canadien, l'explorateur Joseph-Elzéar Bernier ainsi qu'un groupe de marins canadiens-français de L'Islet-sur-mer permet au Canada, dès le début du XXe siècle, de soutenir sa souveraineté sur une série d'îles situées au-delà de l'île de Baffin. La prise de possession de la majeure partie de la région arctique par ce groupe d'explorateurs permettra en plus de développer les relations diplomatiques canadiennes avec le peuple inuit,.
Dans un autre ordre d'idées, il est à noter que les provinces du Québec et de Terre-Neuve-et-Labrador sont encore aujourd’hui en désaccord sur la portion de la frontière des deux provinces au sud du Labrador. Bien qu’un jugement du Comité judiciaire du Conseil privé de Londres trancha en faveur de Terre-Neuve-et-Labrador en 1927,, le Québec considère toujours cette frontière comme n’étant pas définitive.
De plus, donnant suite au commerce de la fourrure dans la région, le développement de l'Abitibi-Témiscamingue se fera sentir à la fin du XIXe et au début du XXe siècle avec la colonisation par les draveurs et son développement agroforestier, ainsi que dans la période de l'entre-deux-guerres avec un développement minier de métaux précieux tels que l'argent et l'or, et de minéraux industriels tels que le cuivre et le zinc. Ainsi, on verra la fondation des grandes villes de la région telles que Amos, Rouyn-Noranda et Val-d'Or. Dans la même lignée, la ville de Yellowknife, capitale actuelle des Territoires du Nord-Ouest, sera fondée au courant des années 1930 lors de la découverte de mines de diamant et d'or dans la région, alors que les villes de Fermont et de Schefferville au Québec - sur la frontière centre-ouest du Labrador - seront fondées lors de la découverte de mines de fer dans la seconde moitié du XXe siècle. La fondation de ces villes fera suite à la fondation de la ville de Chibougamau, au centre du Québec, dont le peuplement est aussi fondé sur l'exploitation forestière et minière. Dans les années 1960-1970, on assistera en outre à un intérêt pour le développement des régions de la baie James et de la rivière Manicouagan au Québec par la construction de barrages, étant donné le fort potentiel hydroélectrique. Sur le même chemin que celui de la ruée vers l'or dans la région du Klondike, les régions les plus au nord des Prairies, notamment celles de l'Alberta et de la Saskatchewan, verront pour leur part une croissance de leur population dès les années 1930 avec la découverte et l'exploitation des gisements de pétrole dans les sables bitumineux de l'Athabasca. Le nord de la Colombie-Britannique sera quant à lui développé grâce à son fort potentiel forestier, alors que le sud de la province le sera grâce à son climat propice à la culture fruitière et maraîchère, notamment dans la vallée de l'Okanagan près de la ville de Kelowna, laquelle fut fondée en 1859 par les missionnaires catholiques Oblats de Marie-Immaculée venant de France. La ville de Frobisher Bay qui deviendra Iqaluit en 1987 et la capitale du Nunavut, sera quant à elle peuplée lors de la Deuxième Guerre mondiale où elle servira de base militaire américaine, puis connaîtra une croissance de sa population dans les années 1950 lors de la construction de la Ligne DEW - système de radars servant à la détection des intrusions soviétiques pendant la guerre froide afin de pourvoir à la protection de la souveraineté aérienne dans le cadre du Commandement de la défense aérospatiale de l'Amérique du Nord (N.O.R.A.D.). La communauté d'Alert (Nunavut) sur la pointe nord de l'île d'Ellesmere près de l'océan Arctique, aura la même mission à partir de 1958, alors que la pêche sera le principal mode de subsistance des villages côtiers nordiques, notamment ceux des régions du Labrador, du Nord-du-Québec, du Nunavut et des Territoires du Nord-Ouest tels que Inuvik avec la pêche aux crabes dans la mer de Beaufort.

#### Le Canada autonome

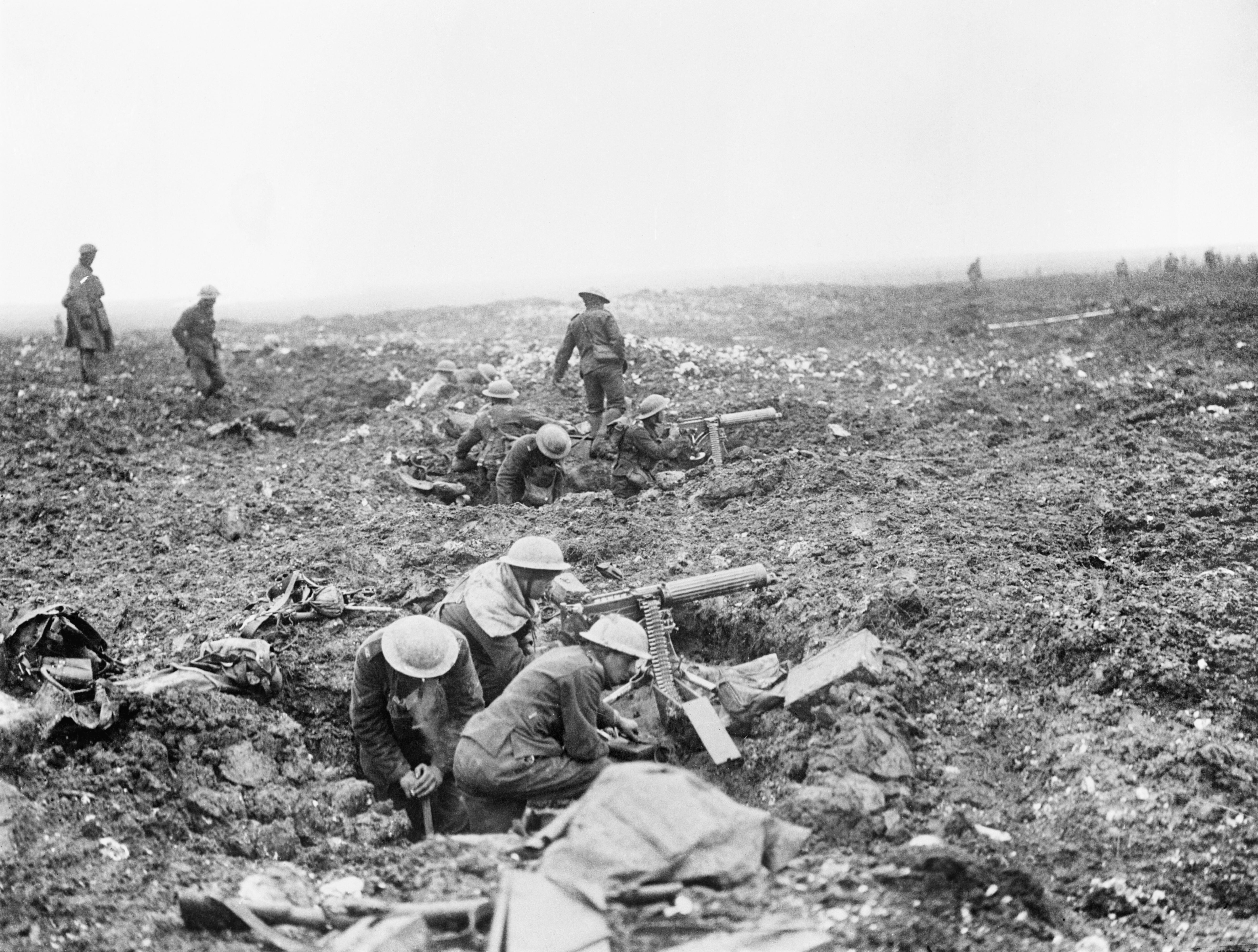
Mitrailleurs canadiens sur la crête en 1917.

Faisant partie de l'Empire britannique, le Canada est intégré à la seconde guerre des Boers en Afrique du Sud par le premier premier ministre canadien-français Wilfrid Laurier, à la fin du XIXe et au début du XXe siècle. Dirigés par le politicien Henri Bourassa, des groupes de Canadiens français opposés à la tutelle anglo-canadienne se vouent à la défense de leurs droits en tant que peuple. Ils s'opposeront notamment à l'entrée en guerre du Canada et à la création de forces navales canadiennes sous drapeau britannique. Le Canada se lance de plus dans la Première Guerre mondiale en 1914 et envoie sur le front ouest (en Belgique, sur la Somme et en Picardie), des divisions composées principalement de volontaires afin de se battre en tant que contingent national. Les pertes humaines sont si grandes que le premier ministre canadien de l'époque, Robert Laird Borden, décrète la conscription en 1917 (voir Crise de la conscription (1917-1918)). Cette décision est extrêmement impopulaire au sein de la population québécoise, menant ainsi à une perte de popularité au Québec pour le Parti conservateur et également à la fameuse grève de Québec, souvent passée sous silence car faisant écho à la révolte du Chemin des dames en France. Lors de la grande émeute de Québec, l'armée britannique tire sur la foule et tue de nombreuses personnes. Bien que les membres du Parti libéral soient profondément divisés sur l'enrôlement obligatoire, ils s'unifient et deviennent le parti dominant sur la scène politique canadienne.
Le Canada a par ailleurs été un fournisseur très important de céréales pour approvisionner l'Europe en pénurie à cause de la guerre, ce qui modifie profondément l'agriculture du pays. Le gouvernement Canada est le premier à fermer les marchés pour acheter directement le blé aux coopératives et agriculteurs. Le marché libre ne reprendra qu'en 1919. Sur le Winnipeg Grain Exchange, le contrat à terme sur le blé est suspendu dès le 4 mai 1917, une semaine avant Chicago, et  placé sous l'administration d'un Board of grain supervisors, nommé par l'État.

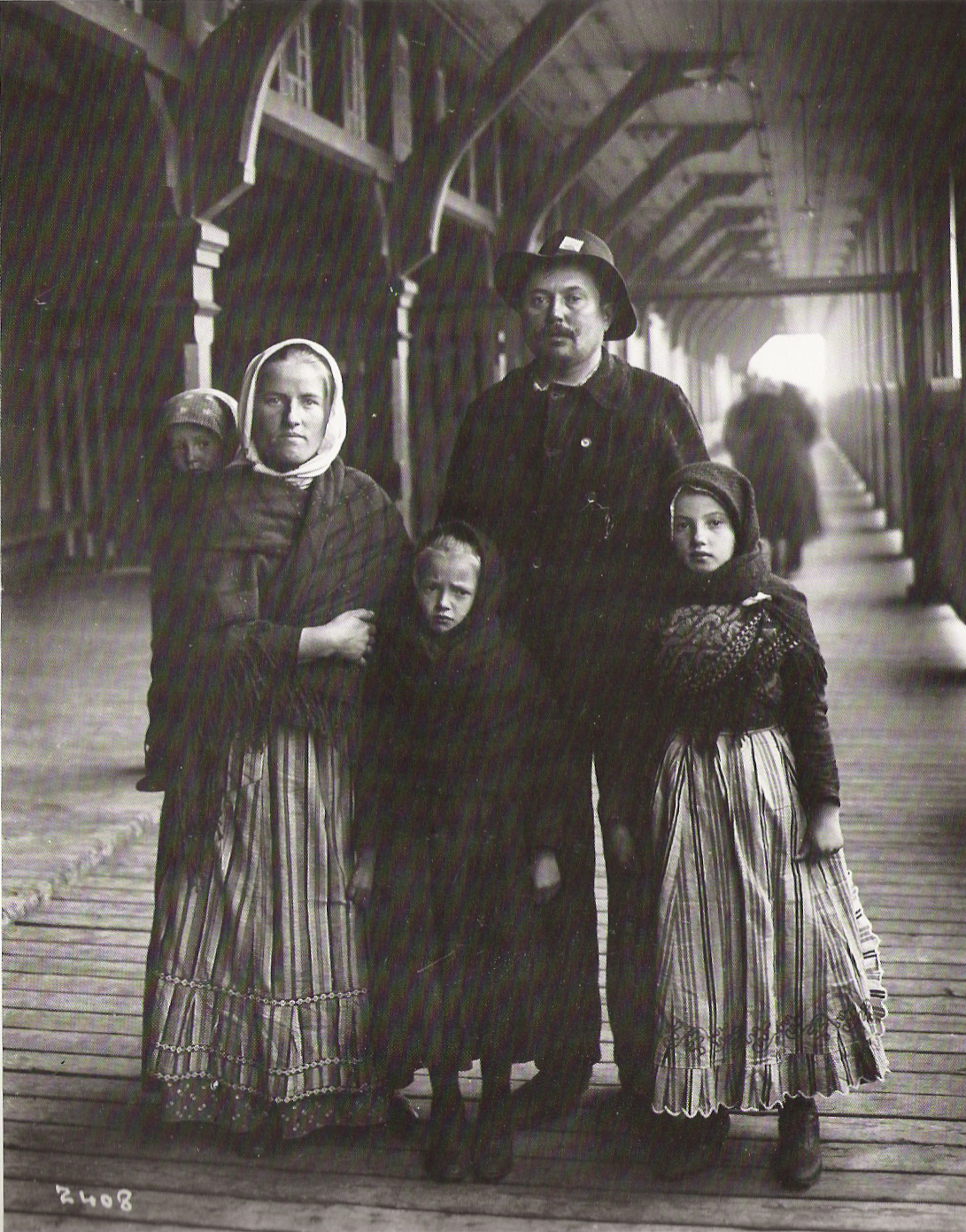
Des immigrés allemands débarquent à Québec en 1911

En 1919, le Canada rejoint la Société des Nations de son propre chef et, en 1931, le Statut de Westminster confirme que dorénavant aucune loi du Parlement britannique ne s'étend à l'intérieur des frontières du Canada sans son consentement. Au même moment, la Grande Dépression de 1929 affecte les Canadiens de toutes les classes sociales ; la popularité croissante du Parti social démocratique (PSD) en Alberta et en Saskatchewan débouche sur un état-providence tel qu'initié par Tommy Douglas ou plus tard Jean Lesage dans les années 1960 au Québec. Il devient ainsi l'ancêtre du Nouveau Parti démocratique actuel et prône des politiques plus socialistes et populistes. Après avoir soutenu l'apaisement avec l'Allemagne à la fin des années 1930, le premier ministre libéral William Lyon Mackenzie King obtient l'approbation du Parlement pour l'entrée dans la Seconde Guerre mondiale en 1939, mobilisant ainsi les militaires avant l'invasion de l'Allemagne en Pologne. Au début de la guerre, on avait promis au Québec que la participation à cette guerre serait volontaire. Lors de la déclaration de la conscription, Camillien Houde, alors maire de Montréal, est mis en prison à la suite de son opposition officielle (voir Crise de la conscription (1944)). Autre sujet de discorde, selon la Constitution canadienne, seules les provinces ont le droit de taxation et d'imposition. Or pour faire face à l'effort de guerre, le gouvernement fédéral capte tous les pouvoirs fiscaux en promettant de les rendre à la fin de la guerre. Cette promesse n'est jamais respectée, mis à part au Québec qui retrouve la moitié de son droit d'imposition. Aucune autre province canadienne n'a jusqu'à présent retrouvé ce droit.
L'économie canadienne connaît une forte effervescence pendant la guerre en grande partie grâce à l'énorme production de matériel militaire pour le compte du Canada, de la Grande-Bretagne, de la Chine et de l'Union soviétique. Le Canada termine la guerre avec l'une des plus grandes armées du monde. L'économie canadienne connaît des heures de gloire et ne cesse de progresser. Au même moment, le Canada modernise son système social qui devient une référence mondiale dans plusieurs domaines, dont la santé.
En 1949, le dominion de Terre-Neuve, anciennement indépendant, rejoint la Confédération en tant que dixième province du Canada. Avec l'abolition de l'Empire britannique, tous les liens impériaux sont rompus et le Canada obtient de fait son indépendance, bien que sa constitution reste à Londres.
Jusqu'au centenaire du Canada en 1967, une immigration massive d'après-guerre provenant des divers États ravagés en Europe change la courbe de la démographie du pays. En outre, tout au long de la guerre du Viêt Nam, des milliers de dissidents américains s'installent aux quatre coins du pays. L'accroissement de l'immigration — combiné au baby-boom, une force économique équivalente à celle des États-Unis dans les années 1960 et la réaction à la révolution tranquille au Québec — favorise l'émergence d'un nouveau type de nationalisme canadien. Les années 1960 sont aussi l'occasion pour les Québécois de se politiser du fait de leur non-représentation dans les postes stratégiques et économiques. C'est pendant cette période que le mouvement indépendantiste qui conduit à la fondation du Parti québécois et à sa prise de pouvoir en 1976, prend son essor. À la fin des années 1960, la Commission Laurendeau-Dunton obtient le mandat de faire enquête et rapport sur l'état du bilinguisme et du biculturalisme au Canada. La Loi sur les langues officielles y donne suite lorsqu'elle est adoptée en 1969 par le Parlement et proclame l'anglais et le français comme étant les langues officielles du Canada. Celles-ci sont à égalité devant la loi et toute personne a le droit de recevoir les services de l'administration publique fédérale ainsi que de ses sociétés d'État dans l'une ou l'autre langue. Le Commissariat aux langues officielles sera l'organe responsable de l'application de la loi et de la promotion des deux langues.
Au cours de la décennie 1970 et sous le commandement du premier ministre Pierre Elliott Trudeau, on assiste à une importante série d'actes illégaux et de scandales entourant la Gendarmerie royale du Canada ayant pour but de contrer le mouvement souverainiste,. Mais c'est en 1977 que la Commission MacDonald est mise sur pied avec le mandat d'enquêter sur les activités de la Gendarmerie royale du Canada. Cette dernière donne suite à la Commission Mackenzie de 1969, laquelle avait pour but d'instaurer un contrôle du service de sécurité de la GRC. Suivant les recommandations du rapport de la Commission MacDonald, le Service canadien du renseignement de sécurité sera constitué en 1984 de par une loi du Parlement. Ainsi, le contrôle des services secrets en sera d'autant plus accru et cette nouvelle organisation sera complètement indépendante de la GRC.
Le référendum sur la souveraineté-association du Québec a lieu au printemps de l'année 1980. Le premier ministre du Canada, Pierre Elliott Trudeau, promet de modifier la Constitution du Canada lors de la campagne référendaire à la condition que les Québécois votent en majorité contre la sécession du Québec.
Entre les années 1960 et 1980, 20 000 enfants autochtones ont été enlevés de leur famille et placés dans des familles non autochtones dans le cadre de la rafle dite des « Sixties Scoop.

### Époque contemporaine (depuis 1982)
À l'occasion d'une rencontre tenue en novembre 1981, le premier ministre de l'époque, Pierre Elliott Trudeau convainc les premiers ministres provinciaux de rapatrier la Constitution du Canada, c'est-à-dire que le Canada n'ait plus à demander au Parlement du Royaume-Uni pour modifier sa Constitution. La province de Québec s'oppose cependant durant les négociations finales et refuse le projet de modification constitutionnelle. Le Canada rapatrie tout de même sa Constitution le 17 avril 1982 grâce à la Loi de 1982 sur le Canada, sous proclamation de la reine Élisabeth II. Cette loi du Parlement britannique crée un État entièrement souverain, bien que le Canada partage toujours aujourd'hui le même monarque que le Royaume-Uni. De plus, la Constitution du Canada inclut dorénavant la Charte canadienne des droits et libertés, les droits des peuples autochtones du Canada ainsi que le principe de la péréquation. Le régime politique demeure une monarchie constitutionnelle à régime parlementaire selon les dispositions de la Loi constitutionnelle de 1867.

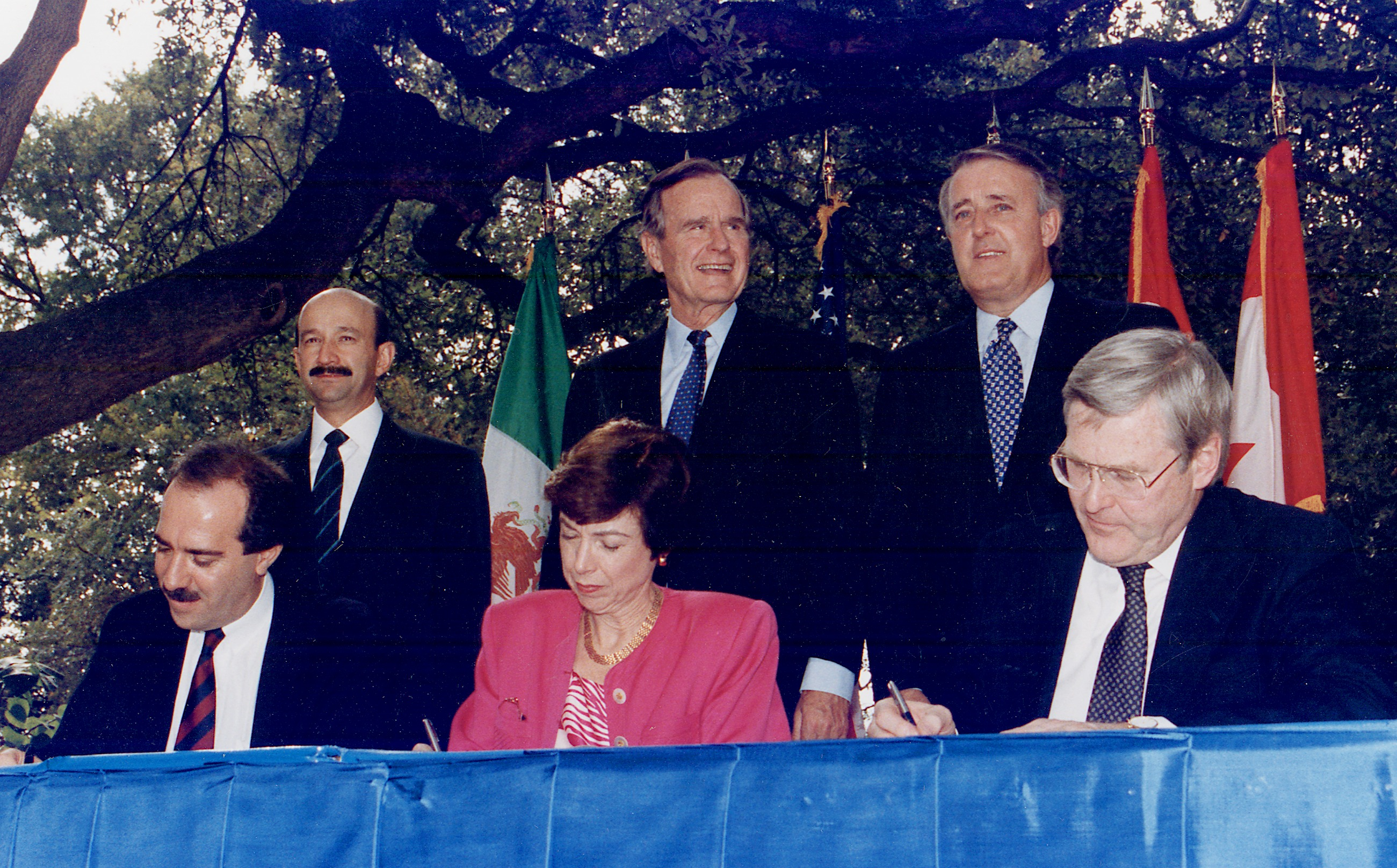
Signature de l'Accord de libre-échange nord-américain en 1992 par des représentants des gouvernemants du Canada, du Mexique, et des États-Unis.

Par suite du référendum de 1995 sur la sécession du Québec, la « loi de clarification » est déposée à la Chambre des Communes par le gouvernement fédéral du premier ministre Jean Chrétien et est adoptée par le Parlement en 2000. Celle-ci donne suite au Renvoi relatif à la sécession du Québec à la Cour suprême du Canada en 1998. Cette loi a principalement pour but de définir les bases de reconnaissance de la souveraineté d'une province par le Canada advenant une victoire référendaire future pour son indépendance, notamment en déterminant si la question permettrait à la population de la province de déclarer clairement si elle veut ou non que celle-ci cesse de faire partie du Canada et devienne un État indépendant. Cette loi sera cependant jugée inadéquate par les députés de l'Assemblée nationale du Québec, toutes tendances politiques confondues. En effet, ceux-ci créent un contrepoids en cette même année en votant à l'unanimité la « Loi sur l'exercice des droits fondamentaux et des prérogatives du peuple québécois et de l'État du Québec », laquelle édicte que le peuple québécois détermine seul (...) les modalités de l'exercice de son droit de choisir le régime politique et le statut juridique du Québec selon une majorité référendaire.

#### Le vol 182 Air India
Le 23 juin 1985, le vol Air India 182 a explosé à une altitude de 9 500 m au-dessus de l'océan Atlantique, au sud de l'Irlande ; tous les 329 passagers à bords ont été tués, dont 82 étaient des enfants et 280 étaient des citoyens canadiens.
Jusqu'au 11 septembre 2001, l'attentat d'Air India a été la plus meurtrière attaque terroriste impliquant des aéronefs. Il est également le plus grand meurtre en masse impliquant des citoyens canadiens dans l'histoire du Canada.

#### Le mouvement souverainiste québécois

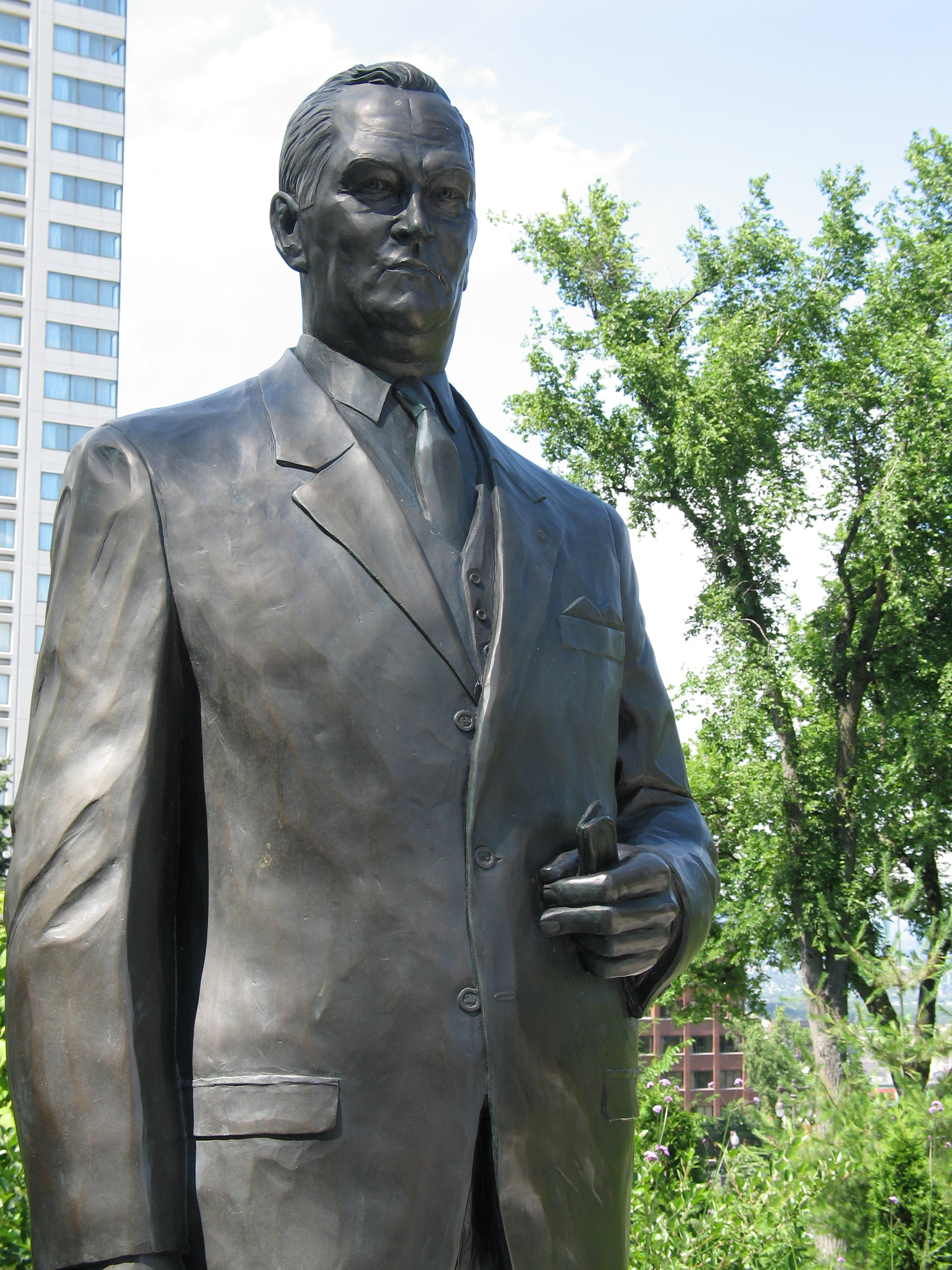
Statue de l'ancien premier ministre Jean Lesage de 1960 à 1966.

Par suite des profonds changements sociaux et économiques ainsi que de la prise de conscience populaire survenus au Québec pendant la révolution tranquille des années 1960, plusieurs Québécois commencent à revendiquer une plus grande autonomie provinciale sur le plan politique, et même l'indépendance totale du Québec. Ayant été contrainte à une société agraire depuis la Conquête de 1760, la société québécoise commence à s'urbaniser au cours de cette période. La révolution tranquille est le précurseur de l'État moderne que forme le Québec et amène les Québécois à se redéfinir non plus en tant que « Canadiens français » (expression aujourd'hui devenue obsolète et même péjorative pour certains au Québec), mais dorénavant en tant que « Québécois », ce qui mène par conséquent à la formation d'un patriotisme québécois plutôt que canadien. La société moderne se développera notamment grâce à l'État-providence et au développement d'entreprises typiquement québécoises et ce, tout en reprenant les postes stratégiques de l'administration publique tant fédérale que provinciale. Bien que Jean Lesage soit reconnu comme étant le père du nationalisme québécois, plusieurs évènements historiques remontant jusqu'au temps de la Nouvelle-France, dont la Rébellion des Patriotes, démontrent que le nationalisme québécois est en fait le fruit du nationalisme canadien-français. Dans cet esprit, René Lévesque fonde le Mouvement Souveraineté-Association en 1967 et supportera la fusion du mouvement l'année suivante avec le Ralliement national pour mener à la formation du Parti québécois. Contrairement à ce parti qui privilégie la démocratie et la voie référendaire pour atteindre l'indépendance, le Rassemblement pour l'indépendance nationale sera quant à lui formé d'une faction indépendantiste plus radicale. Un autre groupe Front de libération du Québec sera à l'origine de la Crise d'Octobre de 1970.
Bien que plusieurs politiciens, dont René Lévesque, aient considéré cette allocution comme étant de l'ingérence politique, le discours de l'ancien président de la République française, Charles de Gaulle, en 1967 à Montréal, a enflammé les foules et a donné un coup de main au mouvement souverainiste en présentant le Québec à la communauté internationale, notamment avec sa célèbre phrase : « Vive le Québec libre ! ».

Second logo du Parti québécois, utilisé de 1985 à 2007.

Dans les années 1960, les politiciens réussissent un tour de force avec l'abolition du Conseil législatif du Québec. Contrairement aux autres provinces canadiennes qui ont aboli le leur dans les premières décennies de la Confédération, le Québec réussit en 1968 à se détacher de cette chambre haute, symbole du contrôle du pouvoir législatif donné aux Canadiens français. Cette chambre donnait suite aux Conseils législatifs du Bas-Canada et de la province unie du Canada. Le lieutenant-gouverneur du Québec demeure toutefois, encore aujourd'hui, le symbole de la monarchie constitutionnelle canadienne dans la province. Dans le cadre légal de la Loi constitutionnelle de 1982, cette institution ne peut cependant être abolie que par une modification de la Constitution du Canada par l'accord unanime des législatures provinciales et du Parlement fédéral.
Lors du premier gouvernement formé par le Parti québécois en 1976, le premier ministre René Lévesque fait la promotion de la devise nationale : « Je me souviens », laquelle avait été gravée sur la façade de l'Hôtel du Parlement du Québec en 1883 par l'architecte Eugène-Étienne Taché. Au cours des années, cette devise nationale jouera un rôle important pour plusieurs Québécois dans l'élaboration et le développement du patriotisme québécois et ce, en rappelant l'histoire de l'Amérique française,. En outre, encore aujourd'hui, certaines personnes ne reconnaissent pas la légitimité du Parlement et du gouvernement fédéral dans les affaires canadiennes-françaises. Sans compter que le Québec n'a jamais signé la Loi constitutionnelle de 1982. Cependant, bien que le respect de la culture canadienne-française soit d'intérêt pour plusieurs francophones, le mouvement souverainiste crée une dichotomie dans l'idéologie des francophones du Québec et de ceux des autres provinces, bien que certains groupes, dont les Acadiens, possèdent leurs propres institutions et symboles nationaux tels que la devise « L'Union fait la force ». Bien que la diaspora québécoise soit apparue dès les années 1840 en quête d'une sécurité d'emploi, plusieurs Québécois - anglophones et francophones - quittent le Québec lors de la prise de pouvoir du Parti québécois et de l'entrée en vigueur de la Charte de la langue française. Ceux-ci migrent notamment aux États-Unis ainsi que dans les provinces de l'Ontario et des Prairies. Cet exode suit le déménagement du siège social de plusieurs grandes entreprises canadiennes-anglaises quittant entre autres le centre financier de la rue Saint-Jacques de Montréal pour celui de la rue Bay de Toronto.
L'aliénation entre les deux principaux groupes linguistiques sur la question de la langue et sur les divergences sociales et culturelles est exacerbée par plusieurs évènements, dont la Crise de la conscription de 1944 à la Deuxième Guerre mondiale, la crise d'Octobre de 1970 au cours de laquelle la loi martiale est décrétée par le premier ministre fédéral, Pierre Elliott Trudeau, au Québec, ainsi que l'échec des deux conférences constitutionnelles de l'ancien premier ministre du Canada Brian Mulroney, à savoir l'Accord du lac Meech de 1987 et l'Accord de Charlottetown de 1992. Ces dernières avaient pour but d'amener le Québec à ratifier la Constitution. Nonobstant le caractère sporadique de ces évènements, la personnalité possessive et vindicative du Canada anglophone à l'égard du Québec,, ainsi que le phénomène du dénigrement systématique du Québec, ou Québec bashing, viendront quant à eux ajouter leur grain de sel à cette frustration continuelle,.
Un premier référendum en 1980 conclut que 59,6 % des électeurs rejettent la proposition de souveraineté-association, et un second en 1995 démontre que la souveraineté est rejetée à 50,6 % des voix, bien qu'elle ait été soutenue par 60 % des électeurs francophones. Malgré ces défaites, les résultats du référendum de 1995 sont encore aujourd'hui contestés par plusieurs souverainistes étant donné la faible marge séparant les deux camps, et les allégations que le gouvernement fédéral aurait violé les lois électorales du Québec et même sa propre loi en matière d'immigration et de citoyenneté par l'entremise d'Option Canada. Ces évènements ont dégénéré au scandale des commandites de 1996 à 2003, au cours duquel des fonctionnaires fédéraux ont été impliqués dans des détournements de fonds publics afin de promouvoir le Canada au sein de la population québécoise. Par suite du rapport de la vérificatrice générale, la Commission Gomery est mise sur pied en 2004 avec le mandat de faire la lumière sur les agissements du gouvernement fédéral et des proches collaborateurs du cabinet en la matière.
D'autre part, le mouvement souverainiste québécois défend continuellement sa position affirmant que la culture canadienne-française n'est pas considérée à sa juste valeur en politique canadienne étant donné une majorité nettement plus grande de Canadiens anglais, et étant donné les évènements historiques. Dans le but de faire front commun et de défendre les intérêts du Québec sur les sujets tombant sous la compétence législative fédérale et ce, en travaillant de concert avec son homologue provincial - le Bloc québécois est fondé en 1991 par l'ancien premier ministre du Québec Lucien Bouchard. Ce nouveau parti souverainiste fait son entrée à la Chambre des Communes en 1993 en tant qu'opposition officielle, et depuis lors, ce dernier a toujours récolté plus de la majorité des sièges alloués au Québec. Principalement, c'est un parti qui se dit social-démocrate et qui prône le droit à l'autodétermination des peuples tel que déclaré par le président américain Woodrow Wilson, après la Première Guerre mondiale, dans le respect de la décolonisation et qui est reconnu dans le droit international de l'Organisation des Nations unies.
De plus, la discorde entre Canadiens anglophones et Québécois francophones entraîne la province de Québec à ne déléguer pratiquement aucune de ses compétences législatives à des organismes de collaboration interprovinciale, tendant ainsi à créer une société totalement distincte et se dissociant ainsi de la plupart des accords interprovinciaux et fédéraux qui pourraient compromettre le droit du Québec de faire valoir la culture et le savoir-faire canadiens-français au sein de groupes politiques où les décisions sont prises à la majorité des voix. D'autre part, pour promouvoir les affaires canadiennes-françaises, le Québec a su tirer profit de sa position géopolitique particulière en étant le seul grand état majoritairement de langue française en Amérique du Nord, contrairement aux francophones des autres provinces et des États-Unis, qui sont souvent noyés et assimilés à la masse d'expression anglaise et pour qui un territoire les circonscrivant est souvent quasiment indéfinissable. De la même façon qu'un pays indépendant, il n'est pas rare de voir des politiciens québécois se porter à la défense des minorités francophones des autres provinces et territoires. Le gouvernement du Québec s'engage même dans des accords extraterritoriaux, voire internationaux, en se donnant pour mission la promotion et l'accroissement des échanges entre personnes de langue française. Ainsi, on peut assister, par exemple, à des ententes conclues avec la Société nationale de l'Acadie, avec les gouvernements des provinces à l'ouest du Québec en matière d'affaires francophones, et même avec les communautés francophones des États-Unis telles que celles des États de la Louisiane et du Maine.
Depuis quelques années, différentes scissions sont apparues au sein du mouvement souverainiste sur la question nationale. Cependant, la souveraineté demeure le but de toutes les divisions. Non seulement de nouveaux partis politiques ont été fondés tels que Québec solidaire, mais des organisations telles que le Conseil de la souveraineté du Québec, les Jeunes Patriotes du Québec et le Réseau de Résistance du Québécois ont été formées afin de regrouper les militants, de promouvoir l'indépendance et d'agir, non pas contre, mais indépendamment de l'aile parlementaire. Ces organisations viennent donc s'ajouter aux Sociétés Saint-Jean-Baptiste ainsi qu'à leur fédération, le Mouvement national des Québécoises et Québécois, fondés respectivement en 1834 et en 1947.
Dans l'optique de l'avancement continuel vers la souveraineté, certains acteurs du mouvement ont, depuis peu, avancé l'idée de la gouvernance souverainiste pour contrer les inconvénients des référendums populaires. Dans cette stratégie, l'indépendance du Québec est perçue comme une question de fait alors qu'un référendum est une formalité administrative. Par conséquent, un gouvernement souverainiste élu du Québec, notamment du Parti québécois, sera porté à créer des institutions et politiques (constitution, citoyenneté, indépendance politique régionale, etc.) répondant à cette vision de l'avenir du Québec tout en conservant à l'esprit les exigences constitutionnelles canadiennes.
Au printemps 2006, le nouveau gouvernement conservateur du Canada a signé un accord avec le gouvernement du Québec afin que la province joigne les rangs de l'UNESCO en tant que membre associé. Ce faisant, le fédéralisme asymétrique est désormais présent en politique fédérale. De plus, le 27 novembre 2006, la Chambre des communes du Canada a voté, à une majorité écrasante, en faveur d'une motion qui reconnaît que « les Québécois forment une nation au sein d'un Canada uni », une démarche surtout symbolique mais qui constitue un grand pas en avant pour la consolidation du sentiment du statut particulier de la province francophone. Au Canada anglais, les critiques ont fusé, souvent de crainte de donner de nouvelles armes aux indépendantistes québécois.

#### La spécificité canadienne

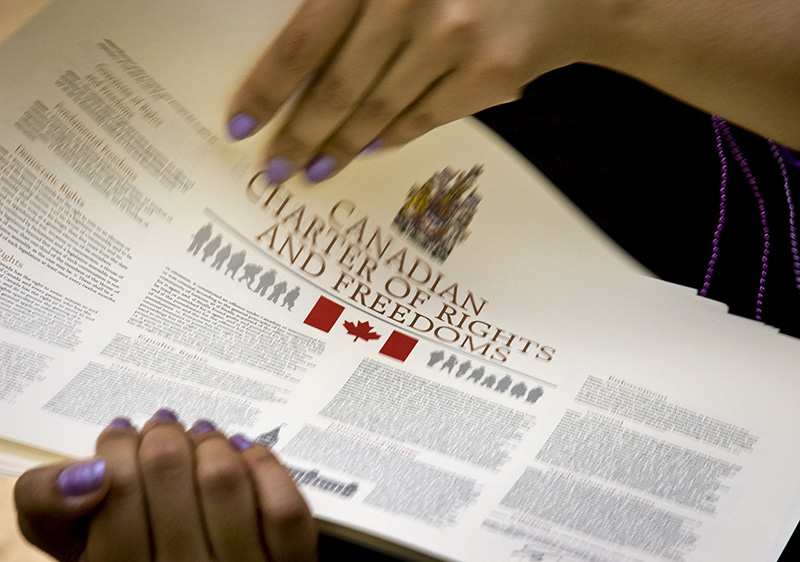
Charte canadienne des droits et libertés

Depuis la fin du XIXe siècle, les Amérindiens sont parqués et laissés à eux-mêmes par le gouvernement fédéral dans des réserves où ils jouissent d'une certaine forme d'autonomie, cette dernière étant toujours sous le contrôle du pouvoir fédéral. Ces réserves n'offrent pratiquement aucun service public et sont empreintes d'une marginalisation des peuples autochtones. En conséquence de cette situation et de plusieurs traités souvent signés sous l'influence de la contrainte de l'armée britannique, divers heurts surviennent encore aujourd'hui quant aux revendications territoriales et au respect de la place des peuples autochtones au sein du Canada. Ces disputes gouvernementales avec les peuples autochtones dégénèrent quelquefois en conflits ouverts, notamment lors de la crise d'Oka en 1990, de la crise d'Ipperwash en 1995, plus récemment de la crise de Kanesatake de 2004 à 2005 et de la Crise de Caledonia en 2006. La reconnaissance des droits ancestraux (ou issus de traités) quant aux revendications territoriales a été confirmée dans la Loi constitutionnelle de 1982. De plus, depuis les années 1990, le Canada assiste à une importante crise de la contrebande des produits du tabac, en plus d'un important trafic d'armes à feu et de stupéfiants transitant notamment par la réserve d'Akwesasne, laquelle chevauche la frontière canado-américaine. Alors que ces sujets s'avèrent être très sensibles pour les politiciens, les gouvernements ont souvent été accusés de laxisme dans les médias et la population.

Le Nunavut, territoire Inuit fondé en 1999

L'intégration économique avec les États-Unis se renforce après 1940. L'Accord de libre-échange nord-américain (ALENA) de 1994 est un moment culminant dans l'élaboration d'une intégration économique entre les deux pays. Toutefois, le conflit du bois d'œuvre demeure un enjeu politique et commercial depuis la fin des années 1980. De plus, l'économie canadienne est en croissance continue grâce aux secteurs de l'immobilier et des ressources minières et naturelles ainsi qu'aux réserves de pétrole dans les sables bitumineux de l'Athabasca, bien qu'elle fût affectée à la baisse par la crise économique asiatique de 1997-1998, par les attentats terroristes de 2001 aux États-Unis et par la perte de valeurs des titres technologiques en 2002. Le Canada a été le pays hôte du Sommet des Amériques en 2001, lequel s'est tenu dans la ville de Québec, afin de pourvoir aux dispositions d'une éventuelle Zone de libre-échange des Amériques (ZLEA).
D'autre part, depuis les années 1980, les Canadiens se préoccupent de leur autonomie culturelle puisque les compagnies, la télévision et les films américains sont omniprésents. Cependant, faisant contraste avec le reste de l'Amérique du Nord, certaines provinces du Canada s'alignent vers un système universel de soins de santé. De plus, la Charte canadienne des droits et libertés contraint les tribunaux à la conservation du multiculturalisme dans leurs jugements.
Le Canada participe à la guerre du Golfe de 1990-1991 ainsi qu'aux missions de paix de l'Organisation des Nations unies en Ex-Yougoslavie et au Rwanda dans les années 1990. Depuis 2001, le Canada participe activement à la guerre d'Afghanistan au sein de la coalition occidentale formée à la suite des attentats terroristes du 11 septembre 2001 perpétrés par une faction islamique talibane aux États-Unis. De ce fait, le Canada entre officiellement dans la guerre contre le terrorisme en tant qu'allié des États-Unis, mais se restreindra à la campagne militaire menée en Afghanistan.
Depuis la ratification du Protocole de Kyoto par le Canada en 2002 dans le respect de la Convention-cadre des Nations unies sur les changements climatiques, des opposants, tels que le gouvernement actuel du Canada, essaient de retirer le pays de l'entente, considérant les objectifs trop idéalistes et inatteignables,. À l'inverse, le gouvernement actuel tente de s'aligner avec la Coopération économique pour l'Asie-Pacifique (APEC) donnant ainsi préséance au Partenariat Asie-Pacifique conclu par les membres de l'Association des nations de l'Asie du Sud-Est (ASEAN),.
Dans un autre ordre d'idées, un phénomène populaire invite plusieurs Canadiens à leur migration dans les États du sud des États-Unis tels que l'Arizona et la Floride, dans les pays des Caraïbes et de l'Océanie ainsi que sur l'île de Vancouver où les hivers sont généralement plus doux. Ce phénomène s'étend à toute catégorie d'âge sans restriction bien qu'il soit présent notamment auprès des personnes retraitées. Ces gens que l'on nomme les Snowbirds (en) y passent l'hiver, généralement six mois, et reviennent au Canada en été afin de conserver leur statut légal de résidence. La présence canadienne étant d'autant plus remarquée avec les Québécois en Floride que des institutions financières québécoises s'y sont installées en plus de journaux du Québec qui sont livrés chaque matin dans certaines régions « québécoises » de la Floride, comme à Hallandale Beach, Pompano Beach, Lauderhill, Fort Lauderdale, Fort Myers et Key West. Depuis la première moitié du XXe siècle, des relations économiques et de développement d'affaires se sont développées et sont maintenant présentes à l'année longue. On y retrouve en plus plusieurs centaines de milliers de propriétés québécoises. De plus, une forte présence de Québécois peut être remarquée dans le Maine, à Old Orchard Beach et à Ogunquit, lors des vacances d'été.